# Lista ruchów w wrestlingu
Poniżej znajduje się lista ruchów w wrestlingu, czyli różnych odmian ataków, chwytów, rzutów, ciosów i innych ofensywnych manewrów. w wrestlingu zawodnicy aby osłabić przeciwnika mogą między bić go pięściami, kopać i wykręcać kończyny. W rzeczywistości stosują różne metody łagodzenia bólu, na przykład uderzanie otwartą pięścią, czy rozkładanie uderzenia na jak największy obszar. Oprócz tego wykonują też manewry, które pojawiają się w różnych walkach na tyle często, że doczekały się własnych nazw.

## Ciosy
Poniżej wymieniono ataki oparte na uderzaniu lub kopaniu przeciwnika w celu powalenia go bądź osłabienia. Ciosy wykonywane z wyskoku są opisane w osobnym rozdziale.

### Back Elbow

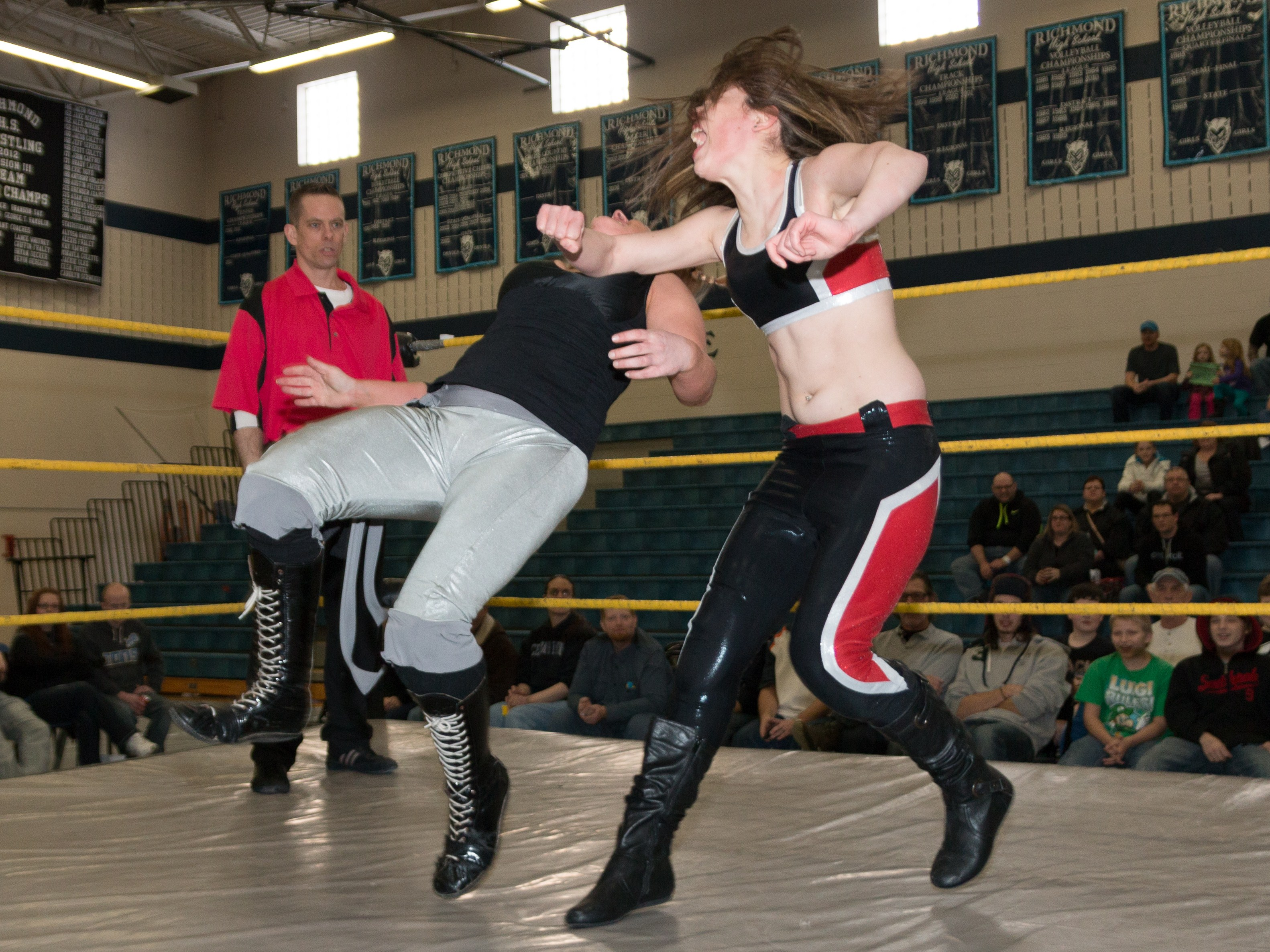
Skyler Rose uderzająca Randi West ciosem back elbow

(z ang. tył łokcia) – ruch wykonywany na szarżującym przeciwniku polegający na uderzeniu łokciem klatki piersiowej szarżującego.

#### Back Elbow Off a Rope
(z ang. tył łokcia z odległości od lin) – Atakujący pcha przeciwnika na liny tak aby się od nich odbił. Gdy potem przeciwnik biegnie w stronę atakującego, atakujący, odwrócony do przeciwnika plecami, nadstawia łokieć w taki sposób żeby przeciwnik się o niego uderzył w trakcie biegu.

#### Corner Back Elbow
(z ang. narożnikowy tył łokcia) – Uderzenie opartego o narożnik ringu przeciwnika łokciem, stojąc do niego tyłem. Ruch ten był charakterystyczny między innymi dla Kevina Nasha, który ze względu na swoją masywność nazywał go Corner Back Elbow Smash (z ang. narożnikowe zmiażdżenie tyłem łokcia).

### Body Avalanche
(z ang. lawina ciała) – Wrestler szarżuje na przeciwnika znajdującego się przy słupku ringu tak by atakowany uderzył o słupek i został zmiażdżony ciałem atakującego.

### Butt Drop
(z ang. upuszczenie tyłka) – Uderzenie leżącego przeciwnika pośladkami, zwykle prowadzące do pozycji przypięcia.

### Chop

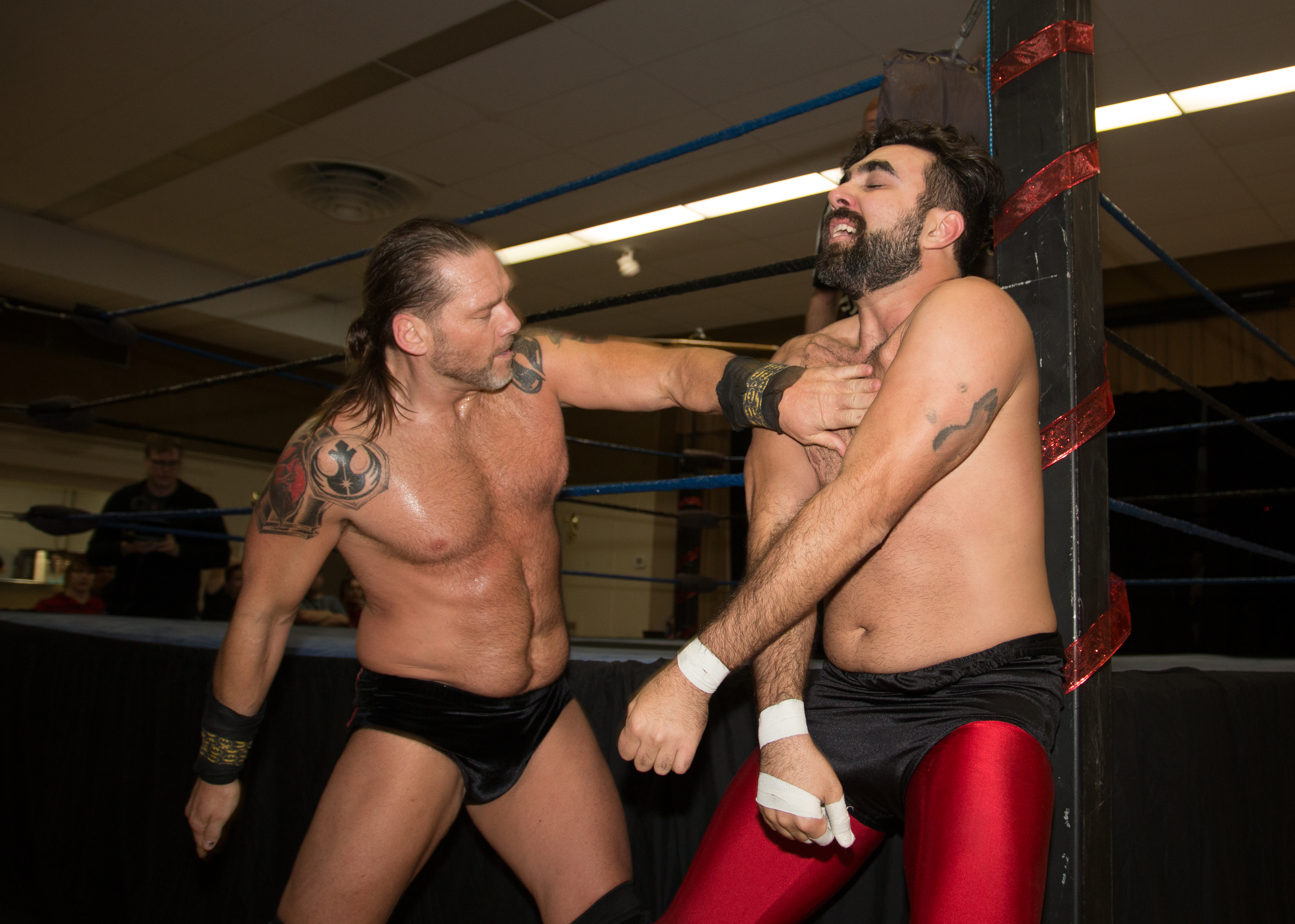
Johnny Devine atakujący Bucka Gundersona chopem

(z ang. ścięcie) – uderzenie klatki piersiowej przeciwnika płaską ręką. Jest wykonywany jako atak osłabiający głównie przez zawodników wagi superciężkiej lub charakteryzujących się wyjątkową energicznością, takich jak Big Show, Danny Davis, Roderick Strong, Hardcore Holly, Wahoo McDaniel, Ric Flair, Chris Benoit i Kenta Kobashi. Czasem jednak wykonywany jest w celu poniżenia przeciwnika, a nie osłabienia go.

#### Backhand Chop
(z ang. ścięcie z bekhendu) – chop wykonywany tylną częścią ręki. Zwany również knife-edge chop.

### Back Kick
(z ang. tylne kopnięcie) – Jest wykonywany gdy obaj wrestlerzy są zwróceni do siebie twarzami. Atakujący skacze obracając się o 180 stopni i kopie przeciwnika spodnią częścią stopy.

### Big Boot

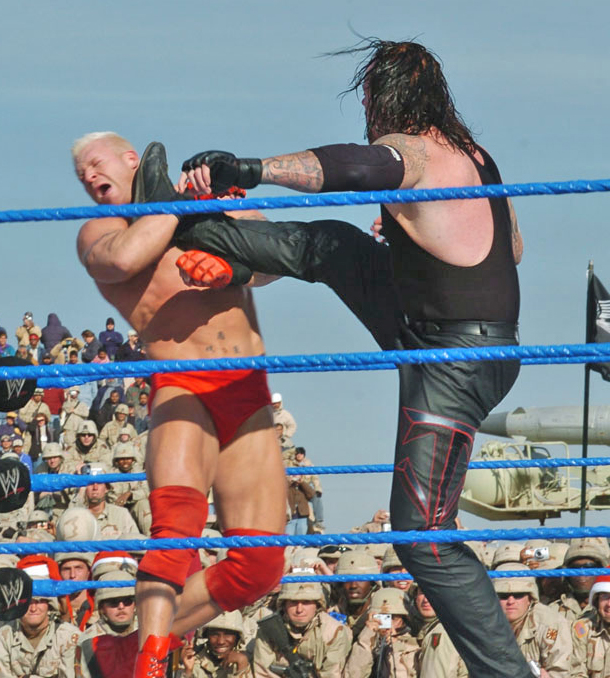
The Undertaker wykonujący big boot na Jonie Heidenreichu

(z ang. duży but) – Jest wykonywany gdy przeciwnik szarżuje na aktakującego. Polega na kopnięciu głowy przeciwnika wewnętrzną częścią stopy.

### Chop Block
Uderzenie barkiem tyłu kolana przeciwnika.

### Clothesline

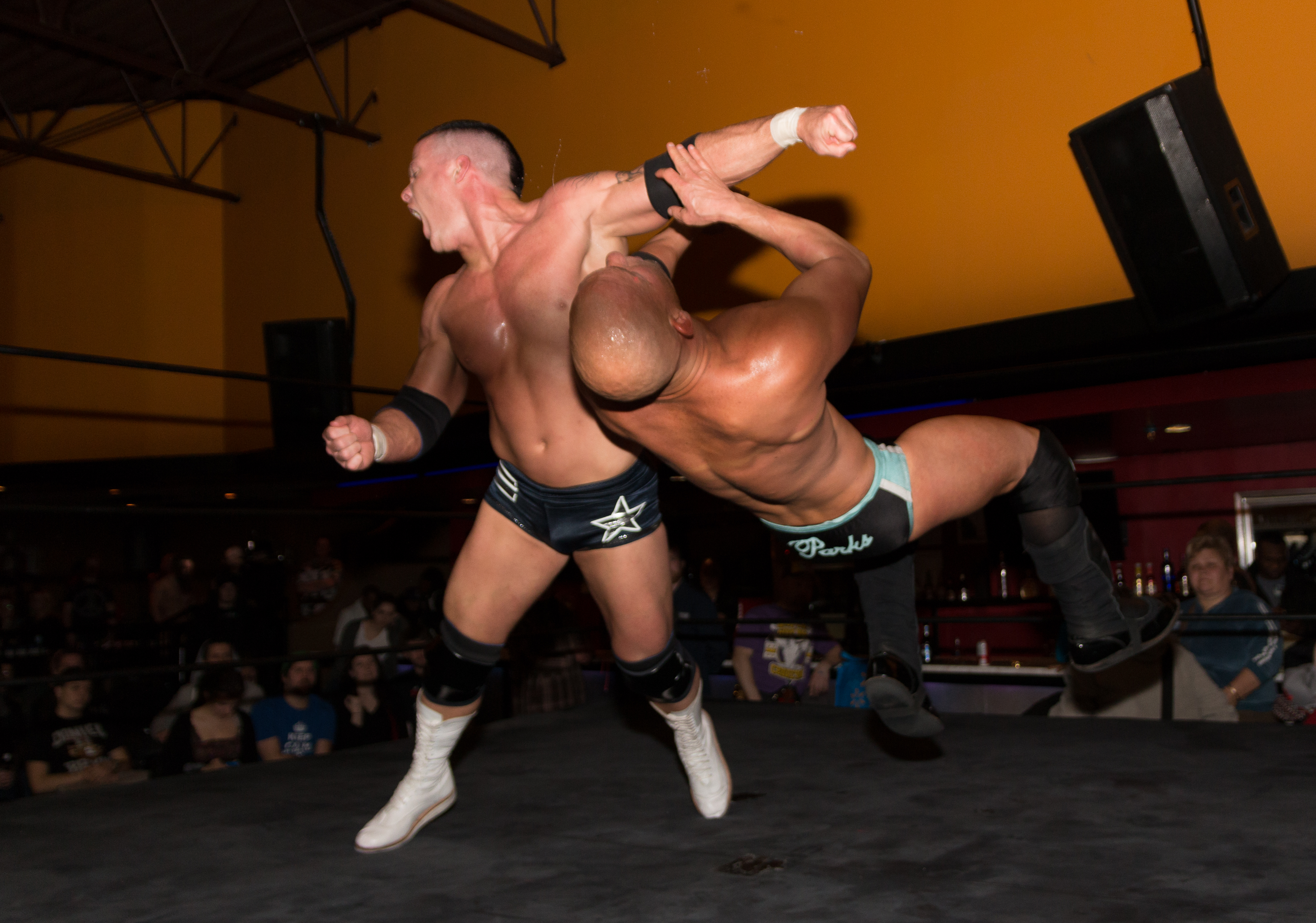
Tyson Dux uderzający Peppera Parksa clotheslinem

(z ang. sznur do bielizny) – uderzenie przeciwnika wyprostowanym ramieniem z rozpędu w klatkę piersiową lub szyję, zwykle powalające przeciwnika. Od Lariat różni się tym, że atakujący stara się utrzymać ramię sztywno przez cały czas wykonywania ataku. Czasem aby się rozpędzić wrestler odbija się od lin. Ruch ten był charakterystyczny między innymi dla JBL-a.

#### Corner Clothesline
Clothesline wykonywany na przeciwniku opartym o narożnik ringu.

#### Elbow Smach Clothesline
Clothesline wykonany z lekko zgiętym łokciem w taki sposób aby głowa przeciwnika została uderzona łokciem atakującego. Ten ruch był charakterystyczny dla Takao Omori. Używali go Curt Henning i Larry Henning pod nazwą The Axe i Hulk Hogan pod nazwą Axe Bomber.

### Curb Stomp
(z ang. tupnięcie o krawężnik) – przyciśnięcie głowy przeciwnika do podłogi stopą. Ruch wykonywany na podnoszącym się z podłogi przeciwniku, który właśnie unosi głowę, zwykle z rozpędu lub wyskoku. Z tego ruchu słynął między innymi Seth Rollins.

### Discus punch
(z ang. uderzenie dyskiem) – cios hakiem (cios pięścią w bok głowy przeciwnika) wykonywany z obrotu o 360 stopni. Był charakterystyczny dla Jima Duggana i Kerry’ego Von Ericha.

### Elbow Drop
(z ang. upadek łokcia) – opadnięcie na przeciwnika w taki sposób by łokieć atakującego trafił klatkę piersiową lub bark atakowanego. Był to również finisher Rocka, który nazywał go People’s Elbow i przed każdym jego użyciem wykonywał charakterystyczny gest.

### Enzuigiri

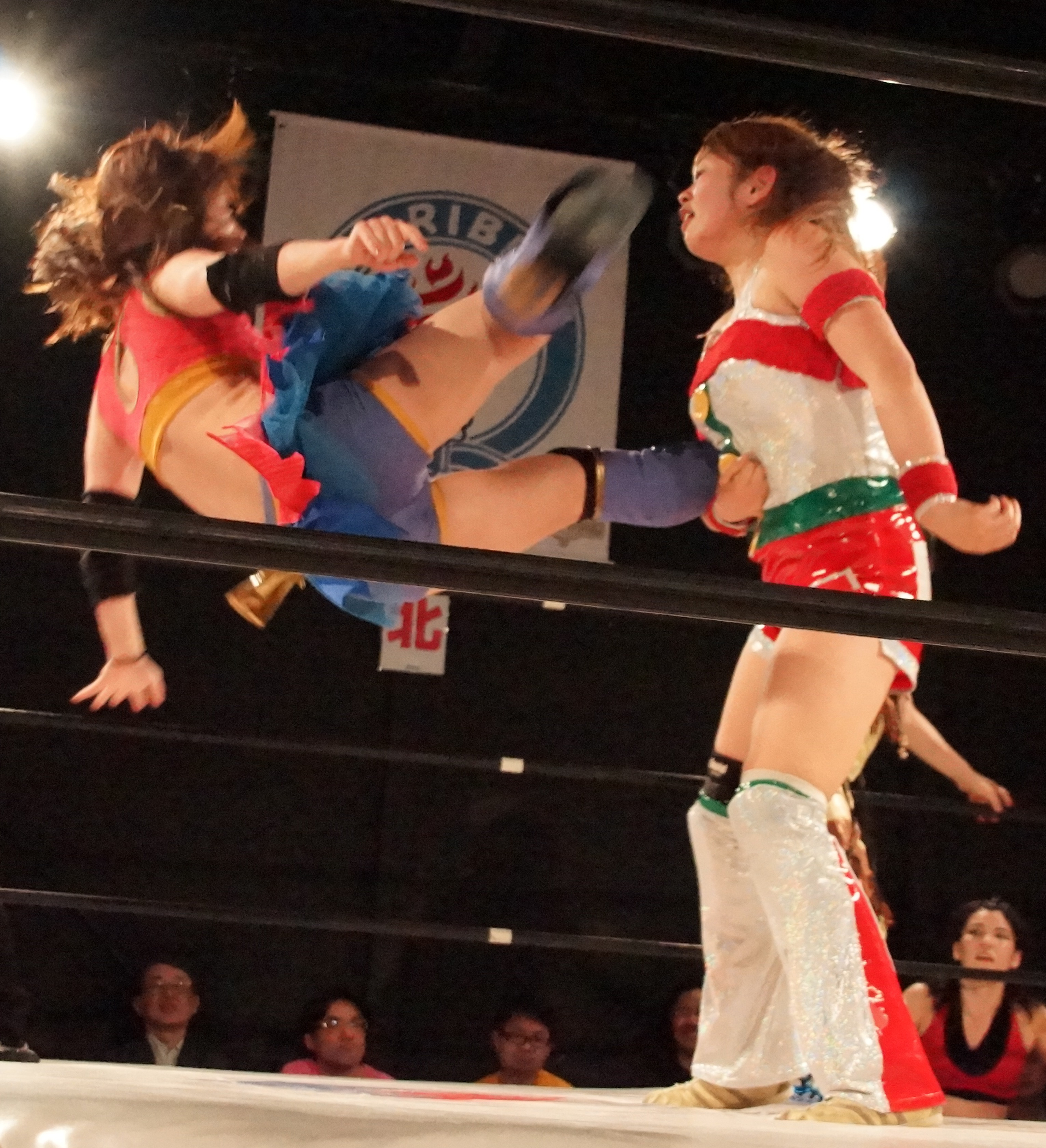
Tsukasa Fujimoto wykonująca enzuigiri na Aoi Kizuki

(z jap. 延髄斬り – rozcięcie rdzenia przedłużonego) – ruch polegający na kopnięciu tyłu głowy przeciwnika z wyskoku. Zwykle jest wykonywany gdy wrestlerzy stoją naprzeciwko siebie, czasem także z rozpędu. Został opracowany przez Antonio Inoki.

### European Uppercut
(z ang. europejski cios podbródkowy) – cios pięścią w brodę od dołu. Charakterystyczny między innymi dla Antonio Cesaro.

### Fist Drop
Bezwładne, ale asekurowane opadnięcie z wystawioną pięścią w taki sposób, aby pięść uderzyła w głowę leżącego przeciwnika. Ruch ten jest charakterystyczny dla Johna Ceny, który poprzedza go charakterystycznym gestem. Jego manewr nazywa się Five Knuckle Shuffle.

### Facewash
(z ang. mycie twarzy) – manewr wykonywany na przeciwniku, który siedzi oparty o słupek ringu. Atakujący szarżuje na przeciwnika w taki sposób, by na końcu uderzyć wewnętrzną częścią stopy głowę przeciwnika.

### Forearm Club

Forearm club wykonywany przez Sheamusa na Wade Barrett

(z ang. maczuga przedramienia) – ruch wykonywany kiedy obaj zawodnicy są zwróceni w tym samym kierunku. Atakujący przytrzymuje przeciwnika i uderza jego klatkę piersiową przedramieniem i zaciśniętą pięścią. Zwykle aby przytrzymać przeciwnika atakujący przekłada go przez liny.

### Headbutt
Uderzenie przeciwnika czołem, zwykle w czoło atakowanego. Wykonywanie tego ataku na kroczu przeciwnika nazywa się Headbutt to the Groin.

### Heart Punch
(z ang. cios w serce) – uderzenie pięścią w serce przeciwnika, które z założenia miałoby chwilowo zatrzymać akcję serca (lub w rzeczywistości tylko sprawiać takie wrażenie). Był to charakterystyczny ruch dla Stana Stasiaka i Oxa Bakera.

### High Knee
Uderzenie głowy stojącego przeciwnika kolanem z rozpędu.

#### Running single leg high knee
Ta odmiana, bardziej podobna do running single leg dropkick, polega na tym, że atakujący wrestler biegnie i skacze w kierunku przeciwnika, jednocześnie rzucając jedno kolano do przodu, aby uderzyć przeciwnika w twarz.

### Knee lift
Atak, w którym zapaśnik unosi kolano, aby uderzyć przeciwnika pod brodą, tak jakby wykonywał sierpowy. Może być wykonany w środku klinczu lub atakujący zapaśnik szarżuje na klęczącego lub pochylonego nad przeciwnikiem, unosząc kolano do góry, aby uderzyć pod szczęką lub w bok głowy.

### Lariat
(z ang. lasso) – Wrestler szarżuje na przeciwnika i wykonuje cios ramieniem z intencją powalenia atakowanego. Od Clotheslinu różni się tym, że atakujący wykonuje zamach przed uderzeniem.

#### Bulldog Lariat
(z ang. lasso buldoga), zwany także Neck Tie Clothesline (z ang. sznur do bielizny z krawata) – wrestler biegnie w stronę przeciwnika, skacze i uderza jego szyję ramieniem, czasem pomaga sobie pociągając przeciwnika do siebie za rękę. Z tego ruchu znani byli między innymi Randy Savage i Bret Hart. Giant Baba używał tego ruchu pod nazwą Neck Breaker Drop (z ang. upadek łamacza szyi), Devon Storm nazywał swoją wersję Apron Dive Bulldog Lariat, a Norio Honaga i Kendo Ka Shin nazywali swoje warianty Off the Top Rope Bulldog Latair.

### Low Blow
(z ang. niski cios) – cios poniżej pasa, polegający na uderzenie obszaru między nogami przeciwnika w dowolny sposób.

### Leapfrog Body Guillotine

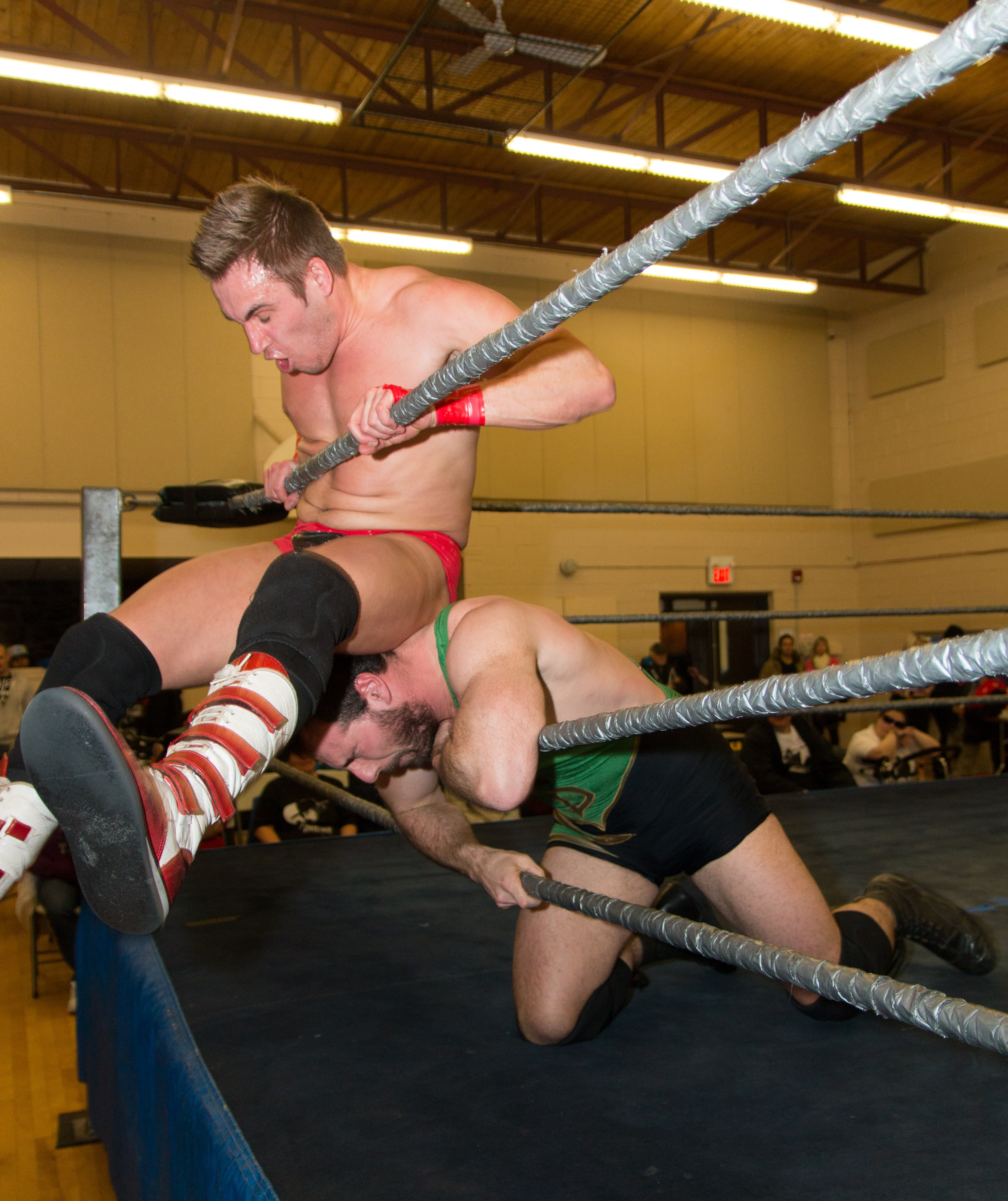
Tyler Tirva wykonujący leapfrog body guillotine na Andrew Davisie

(z ang. Leapfrog – zabawa, której uczestnicy kolejno przeskakują przez siebie jak przez kozioł, Body – ciało, Guillotine – gilotyna) – wykonywany gdy atakowany opiera się o liny ringu mając głowę poza ringiem. Atakujący biegnie na przeciwnika, chwyta się lin i uderza obiema nogami głowę przeciwnika wypadając poza ring.

### Rake
Atak polegający na drapaniu przeciwnika paznokciami. Jeśli jest wykonywany na plecach, nazywany jest Back Rake, a jeśli na twarzy, Face Rake.

#### Eye rake
(z ang. grabienie oka), znane też pod nazwami eye gouge (z ang. dłubanie oka) i eye poke (z ang. szturchnięcie oka) – zaatakowanie palcami oka przeciwnika.

### Shining Wizard
Wrestler szarżuje w stronę siedzącego, przykucającego lub podnoszącego się przeciwnika i po znalezieniu się odpowiednio uderza go prostą nogą tak aby kolanem uderzyć bok głowy przeciwnika. Ruch ten opracował The Great Muta, często używał go też Gregory Helms.

### Shoulder Block
Uderzenie przeciwnika barkiem, zwykle wykonywane przez większego zawodnika i powalające.

### Savate kick
Ruch zapożyczony z Savate. Kopnięcie wyprowadzane z boku, uderzające głowę lub podbródek przeciwnika tylną częścią stopy. Cios charakterystyczny między innymi dla Ruseva.

### Sitdown Splash
(z ang. przysiadowe pluśnięcie) – Opadnięcie na ciało leżącego przeciwnika dolną częścią miednicy, bezwładnie lub z szybkim przysiadem.

### Spear

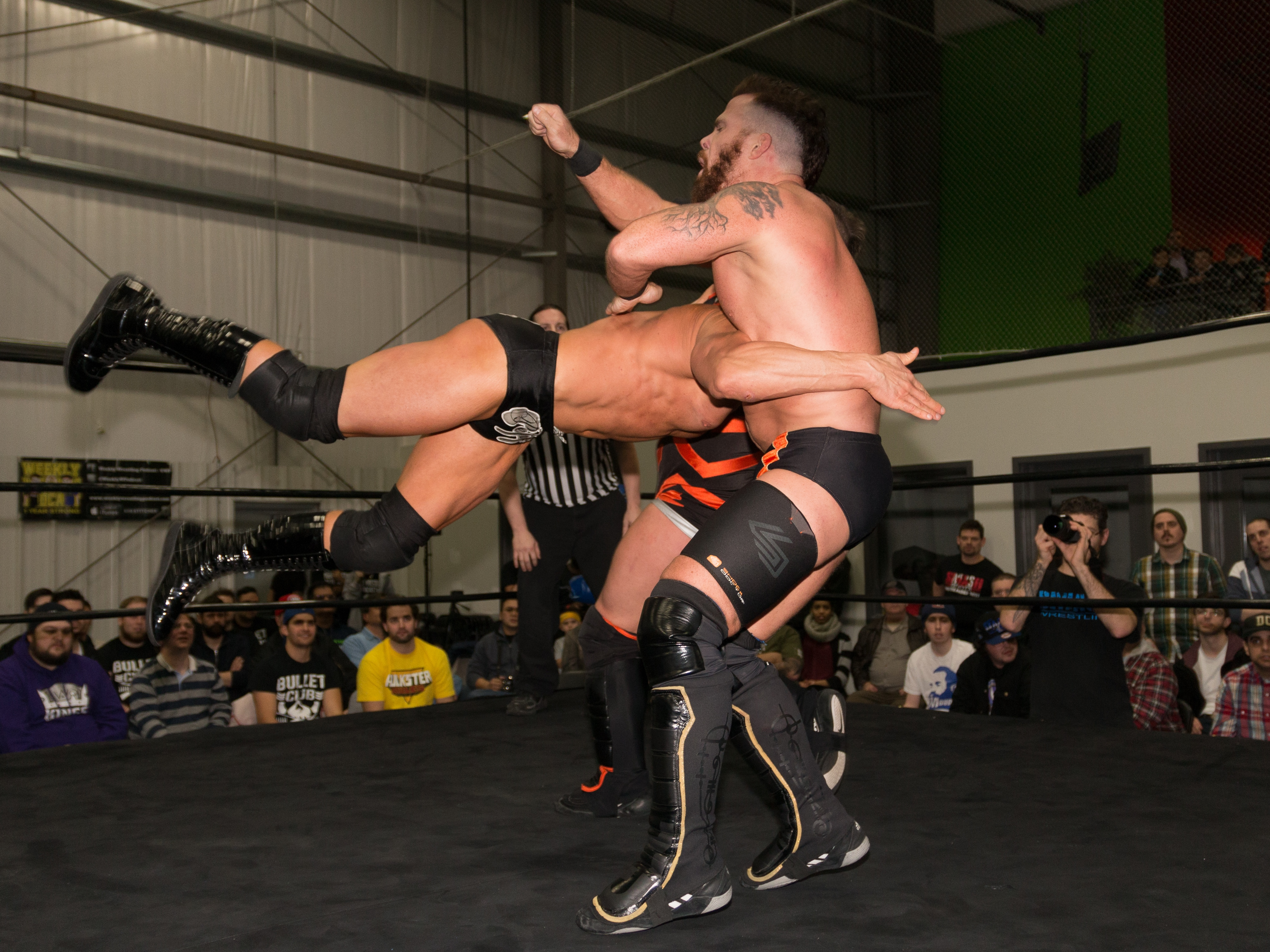
Pepper Parks uderzający Tysona Duxa spearem

(z ang. włócznia) – Atakujący bierze rozpęd, a następnie uderza tułów przeciwnika barkiem, powalając go. Ruch ten często wykonywali między innymi Bill Goldberg, Edge, Batista, Bobby Lashley, Big Show, Kaitlyn, Christian, Christy Hemme, Sheamus, Roman Reigns i Charlotte.

### Stomp
(z ang. tupnąć) – kopnięcie leżącego przeciwnika od góry spodnią częścią stopy. Atak ten wykonywany na kroczu przeciwnika nosi nazwę Stomp to the Groin.

#### Double Stomp
(z ang. podwójne tupnięcie) – skoczenie na leżącego przeciwnika tak aby uderzyć go spodnimi częściami obu stóp. Ruch charakterystyczny dla Kevina Sullivana i Perro Aguayo.

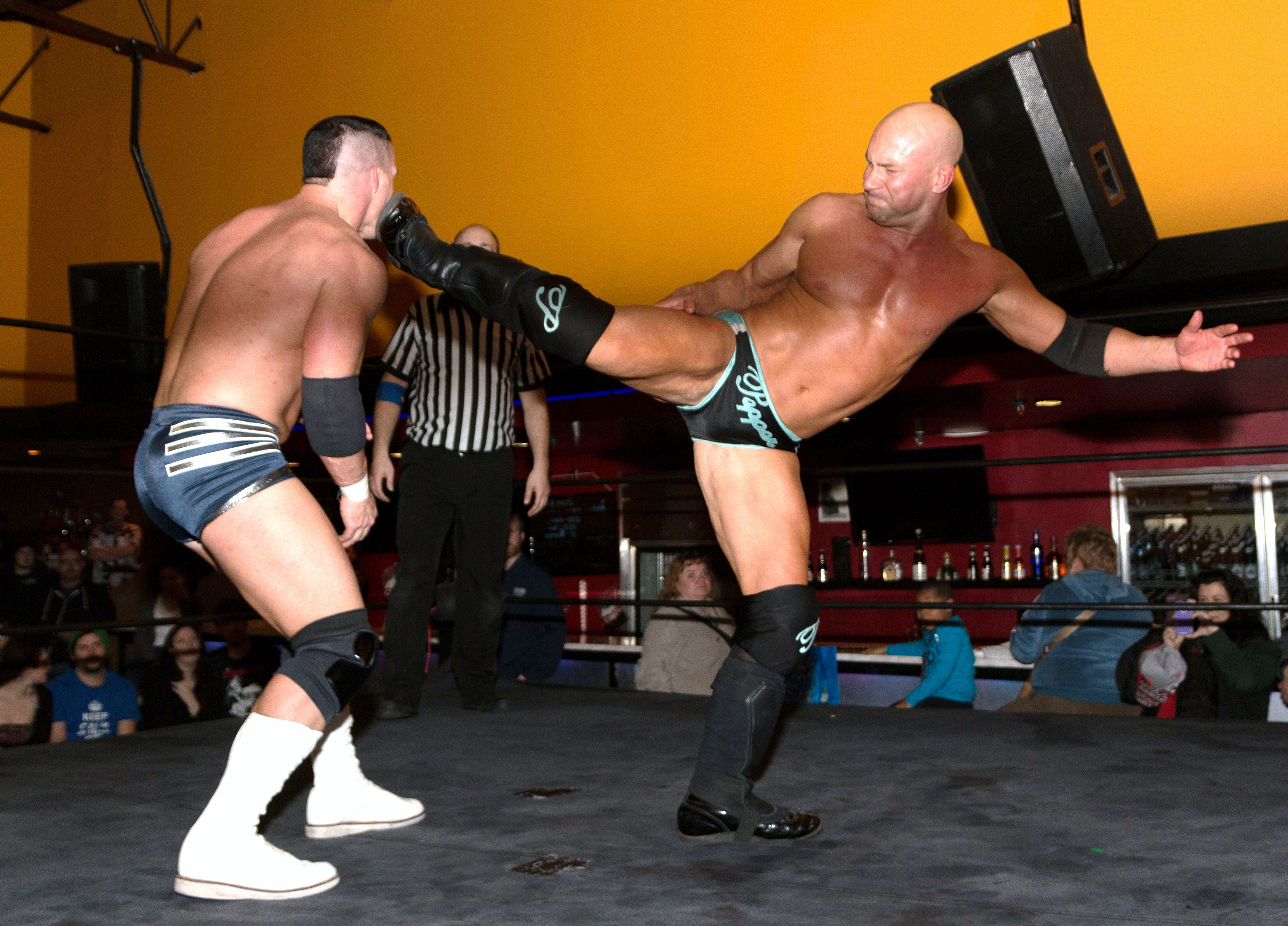
Pepper Parks atakujący Tysona Duxsa kopnięciem Superkick.

### Superkick
(z ang. super kopnięcie) – Polega na kopnięciu przeciwnika w podbródek, stojąc do niego bokiem. Czasem jest wykonywany z rozpędu. Twórcą tego ruchu jest Chris Adams, a spopularyzował go Shawn Michaels, który nazywał swoją wersję tego manewru Sweet Chin Music (z ang. słodka podbródkowa muzyka). Obecnie jest uważany za ruch rutynowy.

### Throat thrust
(z ang. gardłowy nacisk) – uderzenie gardła przeciwnika od dołu wszystkimi pięcioma sztywnymi palcami jednej dłoni.

### Tiger Feint
(z ang. tygrysi zwód) – Kiedy przeciwnik opiera się o środkową linę ringu (najczęściej mając głowę wystającą poza ring), atakujący wrestler szarżuje w stronę tej liny (czasem rozpędzając się odbiciem od przeciwległej liny), a następnie chwyta się lin i wykonuje taki ruch aby jego nogi i tułów znalazły się poza ringiem i aby kopnąć przeciwnika od zewnątrz. Ruch ten został opracowany przez Satoru Sayamę i był charakterystyczny dla Reya Mysterio, który nazywał go 619 ku czci stanowi Kalifornia, skąd pochodzi i którego numerem kierunkowym jest 619.

## Chwyty
Poniżej wymieniono pozycje, które z założenia mają unieruchomić przeciwnika, sprawiać mu ból (lub w rzeczywistości tylko na takie wyglądać) i w efekcie zmusić go do poddania się, co jest jedną z metod wygrania walki.

### Anaconda Vise

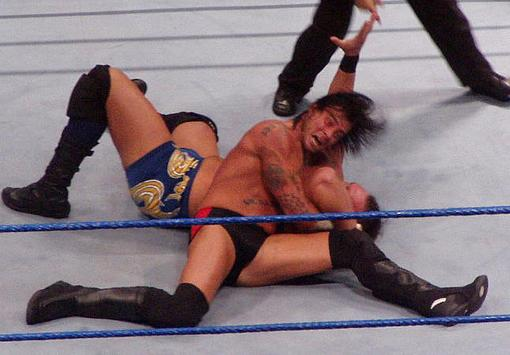
CM Punk zakładający chwyt anaconda vise

(z ang. anakondowe imadło) – chwyt wykonywany na leżącym przeciwniku. Jedna ręka atakującego zostaje umieszczona na karku przeciwnika, a druga przełożona przez kark przeciwnika. Ręka przeciwnika znajdująca się po tej stronie, od której atakujący chwyta leżącego za kark, zostaje przełożona przez rękę znajdującą się na karku leżącego i jest trzymana przez rękę przełożoną przez kark leżącego. Ruch ten często wykonywał CM Punk.

### Ankle Lock

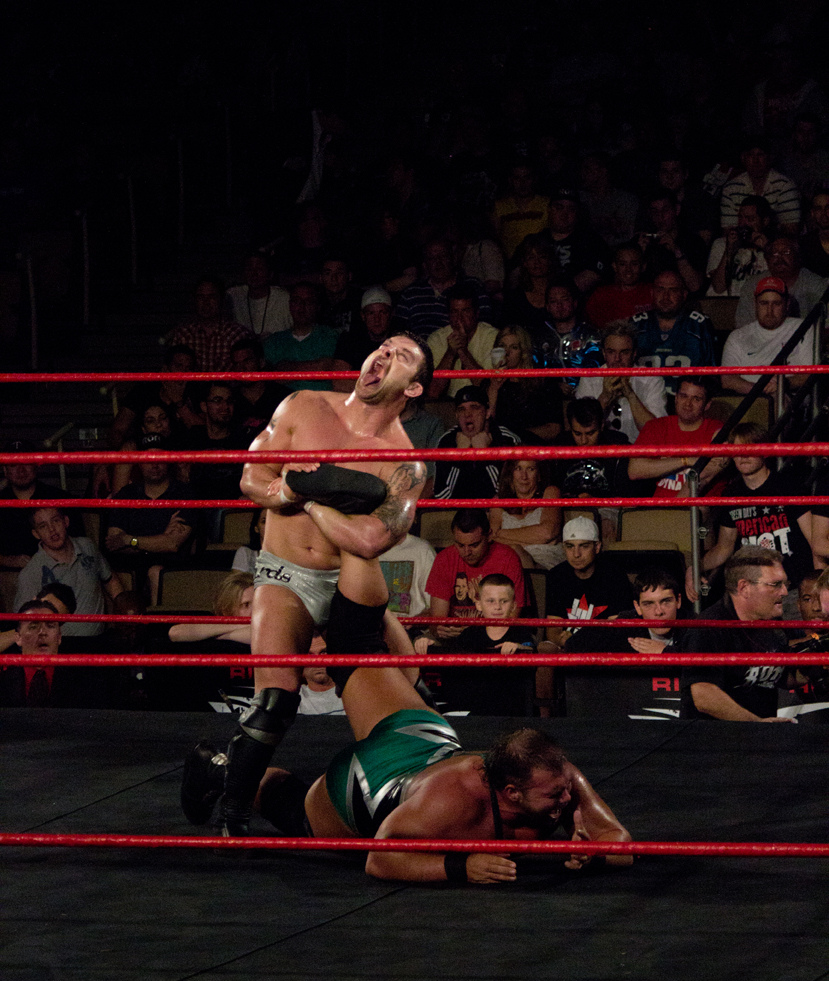
Davey Richards stosujący chwyt ankle lock

(z ang. blokada kostki) – manewr polegający na tym, że wrestler oplata ramieniem dolną część nogi przeciwnika i pcha bok jego stopy dłonią wywierając nacisk na kostkę. Ruch ten był charakterystyczny dla Kena Shamrocka i Jacka Swaggera. Kurt Angle miał własną wersję tego ruchu o nazwie Angle Lock. Używany jest także w judo, MMA i zapasach.

#### Angle Lock
Ruch Ankle Lock zmodyfikowany przez Kurta Angle. Atakujący wykonując ruch oplata atakowaną nogę przeciwnika własną nogą i kładzie się na podłodze.

### Armbar
(z ang. poprzeczka ramienna) – Atakujący wykręca rękę przeciwnika utrzymując ją prosto i wywierając nacisk na klatkę piersiową oraz bark.

### Asiatic Spike
(z ang. azjatycki kolec) – Polega na duszeniu przeciwnika przez oplecenie jego szyi i ramienia stojąc za nim i wywieraniu kciukiem nacisku na jego tchawicę lub tętnicę szyjną.

### Bear hug

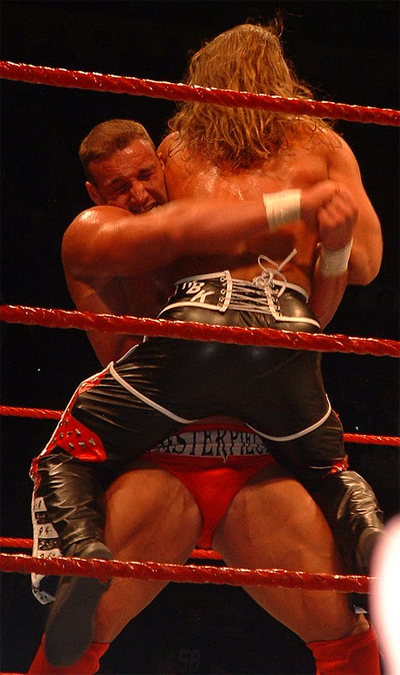
Chris Masters duszący Shawna Michaelsa chwytem bear hug

Bear hug lub bearhug (z ang. niedźwiedzi uścisk) – objęcie przeciwnika powyżej pasa i wywieranie nacisku na brzuch. Ruch stosowany głównie przez wrestlerów wagi superciężkiej, takich jak Superstar Billy Graham, Georg Hackenschmidt, Bruno Sammartino, André the Giant, Brock Lesnar, The Ultimate Warrior, Big Show, Big John Studd, Mark Henry i Undertaker.

### Boston Crab

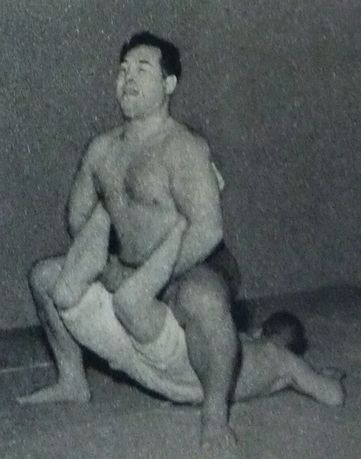
Wrestler Yamaguchi Toshio wykonujący boston crab

(z ang. krab bostoński) – Gdy przeciwnik leży na plecach atakujący umieszcza jego nogi osobno w swoich ramionach, a następnie obraca przeciwnika na brzuch i przykuca wywierając nacisk na nogi i plecy. Jeśli atakujący wykorzystuje do chwytu tylko jedną nogę przeciwnika, jest to Single Leg Boston Crab (z ang. single leg – pojedyncza noga). Jeśli atakujący wykorzystuje pęd swój lub przeciwnika aby chwycić rywala za nogę, powalić go i założyć chwyt, to nazywa się to Rolling Boston Crab (z ang. rolling – toczyć się). Z ruchu Rolling Single Leg Boston Crab słynął Lance Storm.

#### Walls of Jericho
(z ang. mury Jerycha) – Boston Crab zmodyfikowany przez Chrisa Jericho. Od pierwowzoru różni się tym, że wrestler wykonując go unosi przeciwnika wyżej i stoi tak, że jego stopy są bliżej głowy atakowanego.

### Brock Lock
Chwyt wykonywany przez Brocka Lesnara. Polega na przytrzymaniu nogi przeciwnika tak aby oplatała ona kark atakującego i zniżeniu głowy w kierunku pleców leżącego przeciwnika tak aby wywrzeć na nim nacisk i zmusić do poddania się.

### Camel Clutch

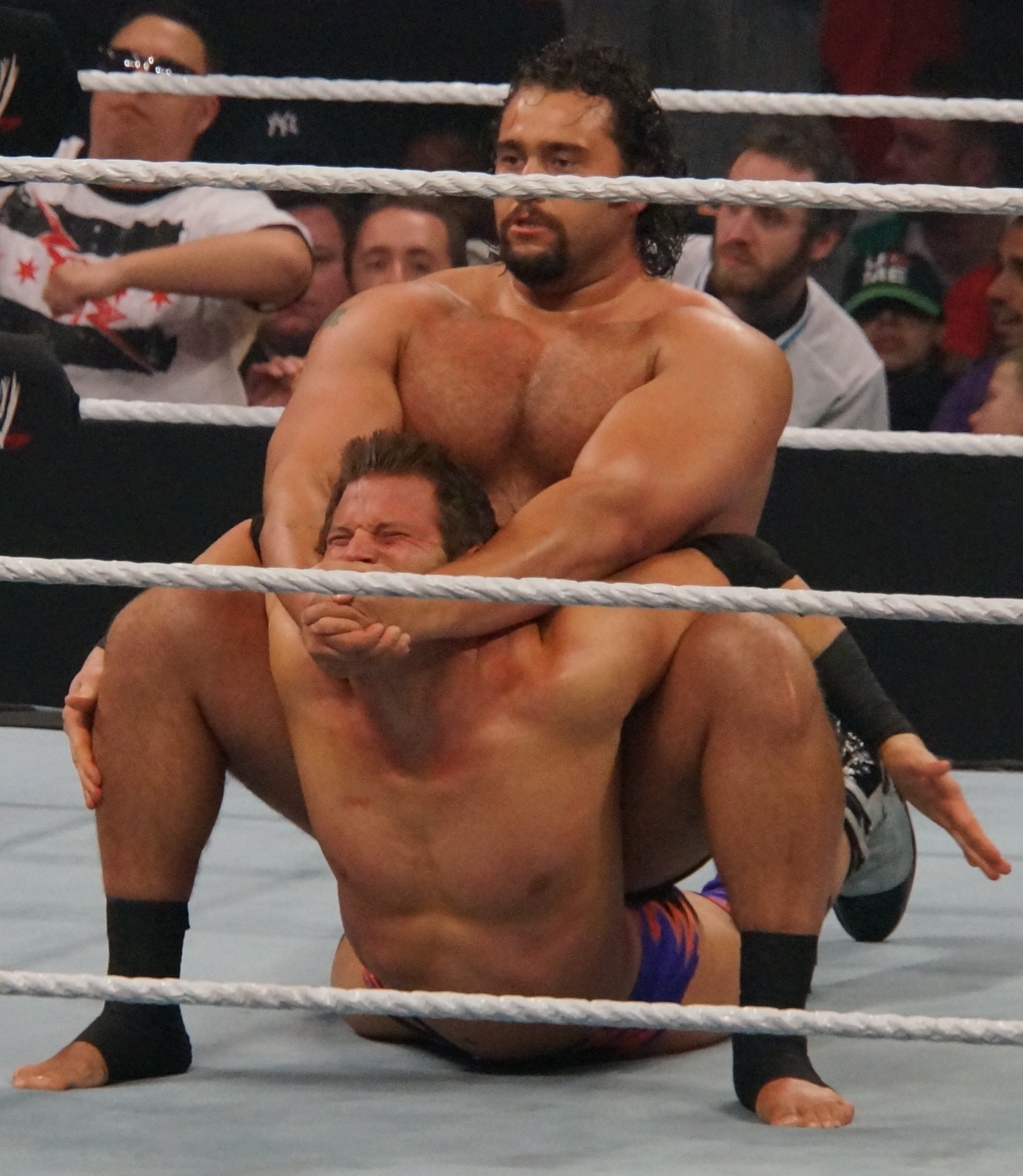
Rusev wykonujący camel clutch na The Mizie

(z ang. ucisk wielbłąda) – ruch opracowany przez Gory Guerrero jako La De A Caballo (z hiszp. na koniu). Wrestler siada na plecach leżącego przeciwnika, opiera jego ręce o swoje kolana i obiema dłoniami wywiera nacisk na podbródek przeciwnika od dołu tak aby wywrzeć nacisk na szyję, plecy i głowę. Był to charakterystyczny ruch dla The Original Sheika, który spopularyzował go jako bliskowschodni chwyt. Używali go też The Iron Sheik, Sgt. Slaughter (jako heel), Sabu, Rusev oraz Scott Steiner, który własną wersję nazywał Big Poppa Pump.

### Chicken Wing
(z ang. skrzydełko kurczaka) – wykręcenie ręki przeciwnika poprzez skręcenie jej na plecach atakowanego

### Chinlock
(z ang. blokada podbródka) – wrestler wbija swoje kolano w plecy przeciwnika, a następnie ciągnie go za podbródek obiema dłońmi.

### Choke
(z ang. duszenie) – wszelkie chwyty polegające na duszeniu przeciwnika przez wywieranie nacisku na jego gardło.

#### Corner Foot Choke
(z ang. duszenie stopą przy słupku), zwany też Corner Boot Choke (z ang. duszenie butem przy słupku) – duszenie gardła przeciwnika stopą, gdy ten jest oparty o słupek ringu. Ruch często uznawany za nielegalny – napastnik powinien go przerwać, zanim sędzia odliczy do pięciu, bo inaczej zostanie zdyskwalifikowany.

#### Double Choke
Duszenie gardła przeciwnika obiema rękami.

#### Duszenie trójkątne
(ang. Triangle choke) – Chwyt wykonywany na leżąco na przeciwniku, który jest pochylony nad atakującym. Atakujący chwyta przeciwnika nogami, tak aby między nimi znajdowała się głowa i jedno ramię przeciwnika, a następnie przekłada swoją stopę pod swoim kolanem i wywiera ręcznie nacisk na swoją nogę przełożoną przez kark przeciwnika.

### Claw
(z ang. pazur) – wbijanie paznokci w skórę przeciwnika w celu zmuszenia go do poddania się. Istnieją różne warianty tego chwytu, jednak najczęściej jest on wykonywany na brzuchu lub ramieniu przeciwnika.

#### Mandible Claw
(z ang. pazur w żuchwę) – ruch używany przez Micka Foley’ego w czasie odgrywania Mankinda, jednego ze swoich alter ego. Chwyt torturujący, polegający na włożeniu kciuka i palca wskazującego do ust przeciwnika i szczypaniu miękkiej części wnętrza ust przeciwnika, znajdującej się pod językiem. W czasie jego wykonywania Mankind często zakładał  na dłoń skarpetę. Twórcą ruchu jest amerykański neurochirurg oskarżony o morderstwo swojej żony i przez krótki czas występujący w roli wrestlera, Sam Sheppard.

#### Iron Claw / Clawhold
Iron Claw (z ang. żelazny pazur) lub Clawhold (z ang. chwyt pazurem) – położenie ręki na twarzy przeciwnika i ściśnięcie obu jego skroni kciukiem i palcami, ruch spopularyzowany przez Killera Kowalskiego i rodzinę Von Erich.

#### Shoulder claw
Znany też jako Nerve hold. Claw wykonywany na ramieniu przeciwnika. Zwykle wykonywany od tyłu na siedzącym przeciwniku.

#### Stomach Claw
(z ang. pazur w brzuch) – wbijanie paznokci w brzuch przeciwnika aż do jego poddania się. Ten ruch został spopularyzowany przez Killera Kowalskiego i rodzinę Von Erich.

### Cobra clutch
(z ang. ucisk kobry) – wrestler oplata twarz przeciwnika jego własną ręką i używa swojej wolnej ręki aby wywrzeć nacisk na twarz przeciwnika. Był to charakterystyczny ruch dla Sgt. Slaughtera. Ted DiBiase Sr. używał tego ruchu pod nazwą Million Dollar Dream (pl. sen warty milion dolarów).

### Cobra Twist
(z ang. skręt kobry) – Wrestler blokuje nogę przeciwnika własną nogą i znajdującą się nad zablokowaną nogą rękę przeciwnika własną ręką, a następnie odpycha drugą ręką głowę przeciwnika, wywierając nacisk na jego tułów.

### Colossal Clutch
(z ang. kolosalny ucisk) – Wykonywany przez Big Showa ruch podobny do camel clutch, w którym jednak ręce przeciwnika nie są opierane o kolana atakującego. Wrestler siada na plecach lezącego przeciwnika i obiema dłońmi wywiera nacisk na jego podbródku od dołu, próbując zmusić go do poddania się.

### Crossface
(z ang. cross – skrzyżować / krzyż, face – twarz) – wrestler siedzi obok leżącego na brzuchu przeciwnika, łączy swoje dłonie przed jego twarzą, a następnie ciągnie złączonymi dłońmi jego głową wywierając nacisk na plecy. Tego ruchu używali Chris Benoit, Kaz Hayashi, Bobby Roode i Daniel Bryan.

#### Crossface Chicken Wing

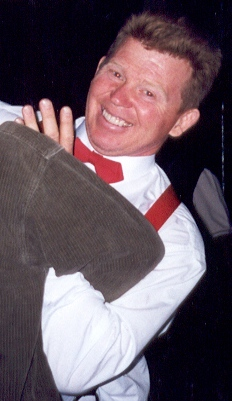
Bob Backlund demonstrujący chwyt Crossface Chicken Wing

(z ang. cross – skrzyżować / krzyż, face – twarz, chicken wing – skrzydełko kurczaka)  – odmiana chicken wing używana przez Boba Backlunda. Polega na duszeniu przeciwnika ramieniem, wykręceniu jego ręki i objęciu jego tułowia nogami.

#### The „Yes!” Lock
Ruch używany przez Daniela Bryana, crossface połączony z omoplatą (chwyt w BJJ polegający na przełożeniu ręki leżącego na brzuchu przeciwnika przez swoją nogę i wywarciu nacisku na jego rękę).

### Dragon Sleeper
(z ang. smoczy usypiacz) – duszenie przeciwnika przez ściskanie jego szyi ramieniem i tułowiem oraz wygięcie jego tułowia. Ruch charakterystyczny między innymi dla Ultimo Dragona, Eda Lewisa, Teds DiBiase, Dolpha Zigglera, Randy’ego Savage’a, Jacka Brisco i Roddy Pipera.

### Front Facelock
Wrestler, stojąc przodem do twarzy przeciwnika, zgina go w pół, oplata jego głowę swoim ramieniem i lekko unosi, tak aby go poddusić.

### Gory Special

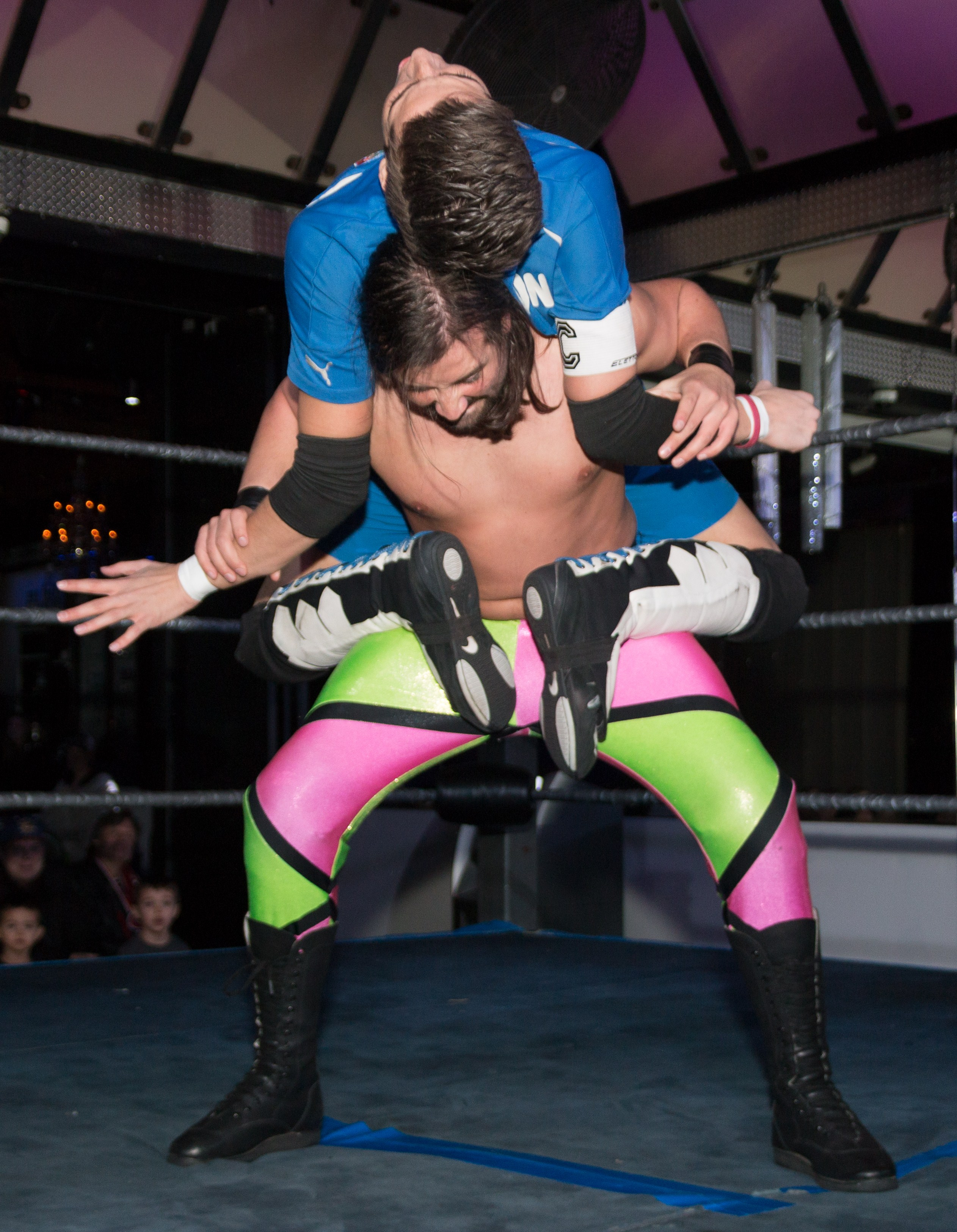
Robbie Reckless umieszczający Alessandro Del Bruno w chwycie Gory Special

(z ang. krwawy specjał) – Wrestler umieszcza przeciwnika na plecach tyłem do siebie, opiera jego stopy o swoje kolana, a swoimi ramionami oplata ramiona przeciwnika i rozciąga je próbując w ten sposób zmusić go do poddania się. Ruch ten opracował Gory Guerrero.

### Gutwrench
Uniesienie przeciwnika w taki sposób aby ręce atakującego oplatały talię przeciwnika. Zwykle poprzedza inny manewr, na przykład powerbomb lub suples

### Headlock
(z ang. blokada głowy) – chwyt polegający na objęciu i ściśnięciu szyi przeciwnika ramieniem. Został zaczerpnięty z klasycznych zapasów i był kreowany na wyjątkowo niebezpieczny ruch używany przez Eda Lewisa. Obecnie jest uważany za rutynowy i zwykle używany jako manewr wyjściowy prowadzący do innych ruchów.

### Head Scissors
(z ang. głowowe nożyce) – duszenie szyi lub ściskanie głowy przeciwnika obiema nogami.

### Hell’s Gate

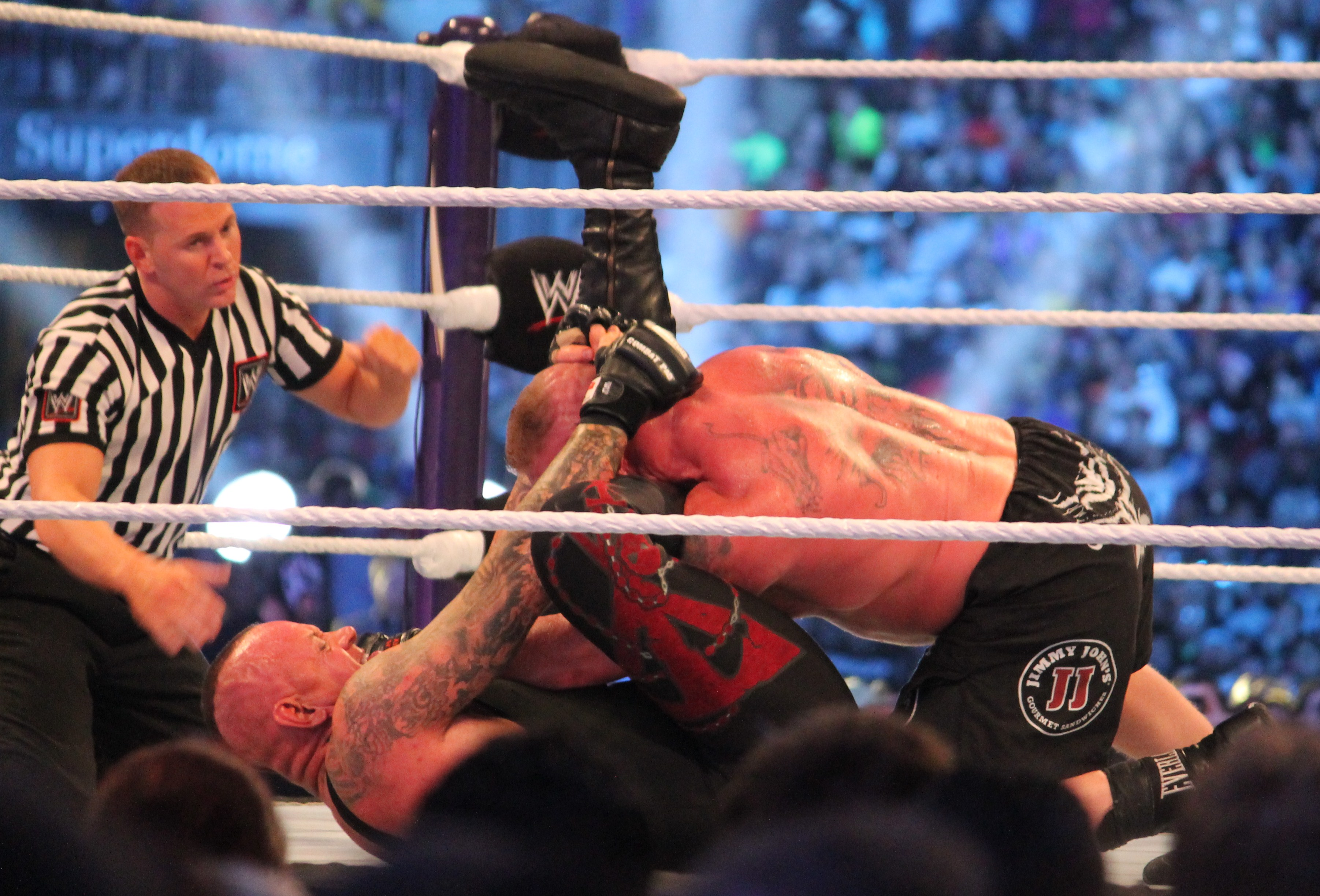
The Undertaker trzymający Brocka Lesnara w chwycie Hell’s gate

(z ang. brama piekielna) – Ruch używany przez The Undertakera. Jest to jego własna wersja chwytu zwanego gogoplata, który jest używany w brazylijskim jiu-jitsu. Atakujący wrestler leżąc na plecach kładzie jedną ze swoich stóp na kolanie drugiej nogi i przyciska obiema rękami szyję przeciwnika do swojego ustawionego równolegle do gruntu piszczela, dusząc w ten sposób atakowanego. Ruch ten wielokrotnie sprawiał, że atakowany zawodnik pluł krwią.

### Indian Deathlock
(z ang. indyjska blokada śmierci) – Gdy przeciwnik leży na plecach, atakujący krzyżuje jego nogi tak jak w siedzeniu po turecku, a następnie umieszcza swoje kolano na goleniach przeciwnika i wywiera presję na jego kolana, lekko go unosząc.

### Knuckle to Temple
Gdy przeciwnik siedzi, atakujący stojąc za nim przechyla jego głowę i wbija swoją pięść w jego skroń. Tego ruchu używał Sgt. Slaughter pod nazwą The Atomic Noogie i Blackjack Lanza pod nazwą Texas Brainbuster.

### Leglock
Ogólna nazwa chwytów skoncentrowanych na zablokowaniu nogi przeciwnika. Czasami wrestlerzy pomagają sobie wykorzystując słupek ringu do założenia chwytu – w takim wypadku ruch ten nazywa się Leglock Around the Ringpost.

#### Figure-Four Leglock

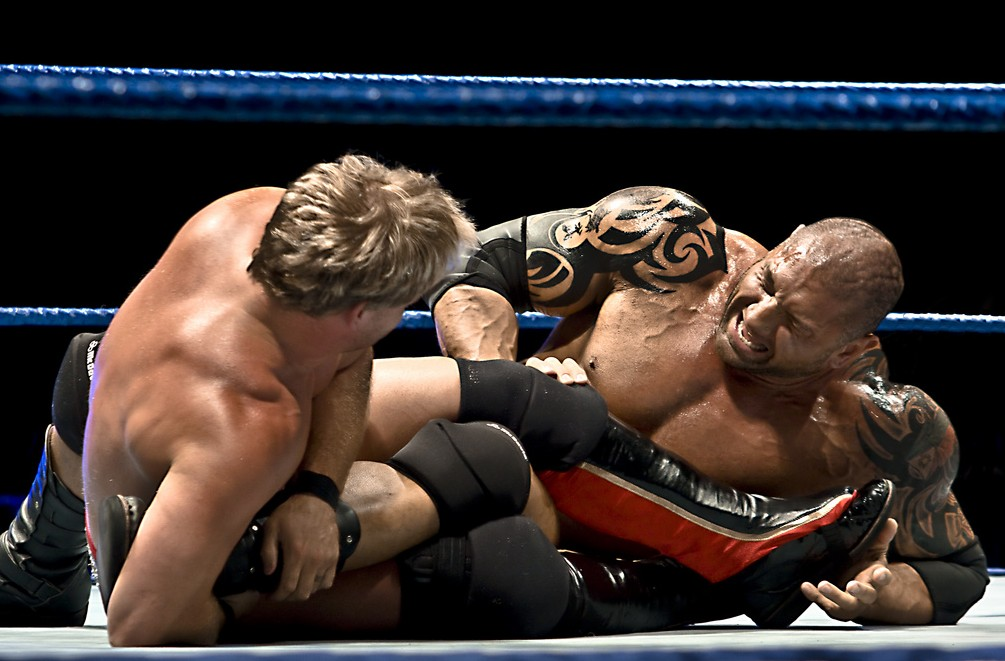
Chris Jericho zakładający chwyt figure four leglock Bautiście

(z ang. figure – figura, four – cztery, leg – noga, lock – blokada) – Wrestler unosi nogę leżącego na plecach przeciwnika i umieszcza ją między swoimi nogami, stając tyłem do tułowia przeciwnika. Następnie podnosi drugą nogę przeciwnika i umieszcza stopę pierwszej nogi na kolanie drugiej nogi. Potem wrestler odwraca się, kładzie na podłodze i umieszcza swoje udo nieoplecionej nogi na stopie pierwszej nogi przeciwnika. Od tego momentu wrestler ciągnąc drugą nogę przeciwnika wywierając nacisk własnymi nogami na pierwszą nogę i próbuje wywołać ból zmuszający przeciwnika do poddania się. Manewr ten został wymyślony i opracowany przez Buddy’ego Rogersa, a spopularyzował go Ric Flair. Używali go też Buddy Rogers, Greg Valentine, Dusty Rhodes i Bret Hart.
Odmiana Figure-Four Leglocka, w której wykorzystywany jest słupek ringu, który powinien się znajdować między nogami przeciwnika, nazywana jest Ringpost Figure-Four Leglock. Z tego ruchu słynął między innymi Bret Hart.

### Mostek zapaśniczy
Działanie polega na uniesieniu miednicy tak, aby cała masa ciała oparta była na głowie i nogach, oraz tak, aby łopatki nie dotykały maty. w wrestlingu stosowany jako pozycja przypinająca, w której przeciwnik jest przytrzymywany obiema łopatkami.

### Nelson
Zawodnik, stojąc za przeciwnikiem, wsuwa swe ramię pod ramię przeciwnika i chwyta go kark starając się wywrzeć nacisk.

### Octopus
(z ang. ośmiornica) – lewa noga atakującego oplata kark przeciwnika, lewe ramię oplata prawe ramię przeciwnika, a prawa ręka usztywnia tułów przeciwnika tak aby był prostopadły do tułowia atakującego. Ruch ten był charakterystyczny dla Antonio Inoki i Ricky’ego Steamboata we wcześniejszej fazie jego kariery.

### Rear View
(z ang. lusterko wsteczne) – Stosowany przez Naomi. Jest to uderzenie twarzy przeciwnika pośladkami wykonywane z wyskoku.

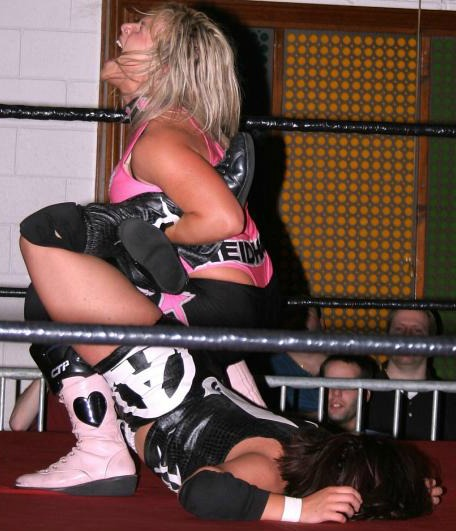
Natalya Neidhart wykonująca sharpshooter na wrestlerce Ariel

### Sharpshooter
(z ang. strzelec wyborowy) – Atakujący krzyżuje nogi przeciwnika tak samo jak w Figure-Four Leglock, jednak zamiast położyć się na podłodze odwraca się plecami do przeciwnika i przykuca wywierając nacisk na nogi i plecy. Ruch ten został wymyślony przez Riki Chōshū, który nazywał go Sasori-Gatame (z jap. さそりがため – z powodu skorpiona). Był charakterystyczny dla takich wrestlerów jak Bret Hart, Trish Stratus, Natalya Neidhart, Bobby Roode Edge, Owen Hart, Ronnie Garvin, The Rock oraz Sting, który nazywał go The Scorpion Death Lock (z ang. skorpionowa śmiertelna blokada).

### Sleeper Hold
(z ang. chwyt usypiający) – ruch polegający na duszeniu przeciwnika poprzez oplecenie ramionami i ściśnięcie jego szyi stojąc za nim, charakterystyczny między innymi dla Roddy Pipera i Brutusa „The Barber” Beefcake’a.

### Standing Leg Split
Polega na umieszczeniu swojej stopy na nodze leżącego na plecach przeciwnika, chwyceniu jego drugiej nogi i odpychaniu jej od siebie w taki sposób aby wywrzeć nacisk na obszar między nogami przeciwnika. Ruch ten był charakterystyczny dla Giant Baby.

### STF
Stepover Toehold Facelock (z ang. stepover – przekroczenie, toehold – stopień, face lock – blokada twarzy) – Polega na założeniu przeciwnikowi Single Leg Boston Craba, przytrzymaniu chwytanej nogi przeciwnika własną nogą, i chwyceniu oraz pociągnięciu głowy przeciwnika obiema rękami (puszczając nimi nogę). Ruch ten został opracowany przez Lou Thesha i był charakterystyczny dla Ada Santela, Dory Funka Jr, Terry’ego Funka i Johna Ceny. William Regal zaadaptował ten chwyt pod nazwą Regal Stretch (z ang. rozciągnięcie Regala).

### Stump Puller
(z ang. karczownik) – Polega na umieszczeniu głowy siedzącego przeciwnika między swoimi nogami, mając przy tym głowę zwróconą w tę samą stronę co przeciwnik, a następnie pociągnięciu jednej z jego nóg do swojego tułowia. Ruch ten został wymyślony przez Big Bully Busicka i był finisherem Doinka the Clown.

### Sugar Hold
(z ang. cukrowy chwyt) – chwyt Nelsona, w czasie którego przeciwnik opiera się kolanami o podłogę, a atakujący naciska dłońmi na jego głowę. Z używania tego chwytu słynął Stu Hart oraz Stevie Richards, który nazywał go Rat Trap (z ang. pułapka na szczury).

### Tarantula

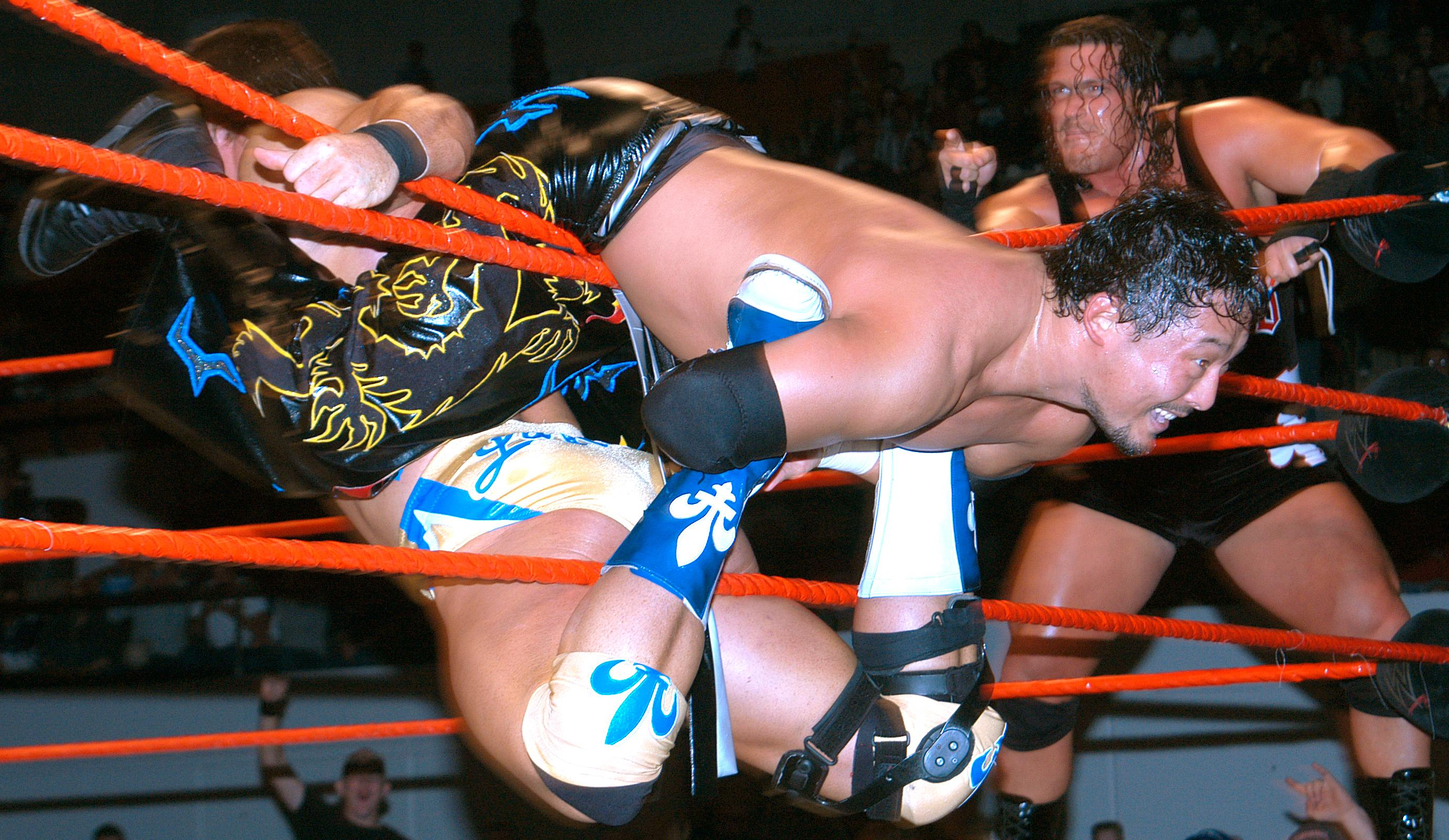
Tarantula w wykonaniu Yoshihiro Tajiri

(z ang. tarantula) – Ruch, do którego wykonania niezbędne są liny ringu. Atakujący znajduje się za linami, a przeciwnik przed linami. Atakujący oplata ręce przeciwnika nogami powyżej lin, a nogi oplata ramionami poniżej lin. Następnie wywierając nacisk atakujący rozciąga przeciwnika. Tego ruchu używał między innymi Yoshihiro Tajiri.

### Texas Cloverleaf
(z ang. teksańska koniczyna) – Wrestler bierze leżącego na plecach przeciwnika za stopy i ustawiajedną z goleni przeciwnika tak aby znalazł się za kolanem drugiej nogi. Następnie przekłada jedną z własnych rąk między nogami przeciwnika i idzie naprzód tak, aby tułów przeciwnika znalazł się między nogami atakującego. Następnie atakujący przykuca wywierając nacisk na uda i plecy atakowanego i próbuje w ten sposób zmusić go do poddania się. Ruch ten był charakterystyczny między innymi dla Deana Malenko, a został wymyślony przez Dory Funka Jr.

### Toehold
(z ang. toehold – stopień; toe hold – chwyt za palec stopy) – ruch polegający na unieruchomieniu przeciwnika, zwykle leżącego na brzuchu” i wygięciu mu nogi w taki sposób aby noga była zgięta w kolanie, a ręka atakującego popychała palce stóp przeciwnika w stronę jego pleców. Był to finisher Franka Gotcha.

### Spinning Arm Lock
Polega na złapaniu leżącego na brzuchu lub klęczącego przeciwnika od tyłu za przedramię, a następnie okrążeniu go od strony głowy i opadnięciu tak aby rozciągać rękę przeciwnika mając jedną nogę na tułowiu, a drugą na głowie przeciwnika. Ruch ten został zaczerpnięty z brazylijskiego jiu-jitsu.

### Spinning Leg Log
Polega na chwyceniu nogi leżącego na plecach przeciwnika i przełożeniu jej przez ramiona i szyję przeciwnika okrążając go przy tym, a następnie naciskaniu na jego udo. Był to ruch charakterystyczny dla Toshiyo Yamady.

#### Spinning Toe Hold
(z ang. spinning – kręcić się dookoła, toe – palec stopy, hold – chwyt) – chwycenie leżącego przeciwnika za stopę (zwykle palce stóp) i okrążanie trzymanej nogi w taki sposób, by wykręcać i wywierać nacisk na nogę przeciwnika.

### Tazzmission
Jest to zaadaptowany przez Tazza chwyt judo zwany Katahajime (jap. 片羽絞). Atakujący wywiera nacisk przekładając jedną swoją rękę nad jednym ramieniem przeciwnika, drugą swoją rękę pod drugim ramieniem przeciwnika, a kolano wbijając w udo przeciwnika.

### Torture Rack

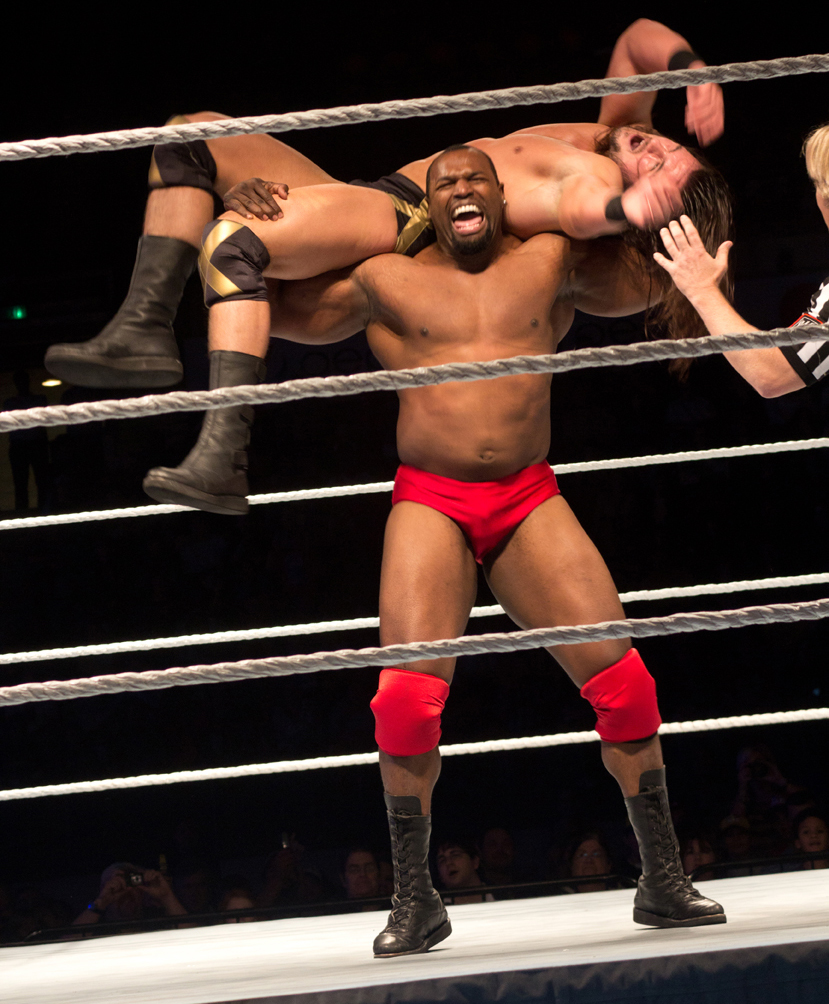
Ezekiel Jackson torturujący Drew McIntyre chwytem torture rack

(z ang. madejowe łoże) – Polega na ułożeniu przeciwnika na swoich barkach tak aby jedno jego ramię i jedna noga były oparte na różnych barkach, a tułów znajdował się za karkiem atakującego. Następnie atakujący porusza swoim tułowiem w górę i w dół podrzucając przeciwnikiem, który obija się o barki atakującego. Był to finisher Lexa Lugera.

### Vise Grip
(z ang. uchwyt imadła) – ruch charakterystyczny dla The Great Khalego. Polega na ściśnięciu głowy przeciwka dłońmi wywierając na nią nacisk z dwóch stron.

### Waist Lock
(z ang. blokada talii) – Ruch podobny do bear hugu. Wrestler ściska przeciwnika w talii i próbuje wywrzeć nacisk na kręgosłup i żebra atakowanego.

### Wakigatame Armbar
Chwycenie przeciwnika za ramię, przytrzymując jego górną część swoim tułowiem i przedramieniem, i wywieranie nacisku na ramię i przedramię przeciwnika w taki sposób by jego ręka była wyprostowana. Chwytu tego używał Yoshiaki Fujiwara pod nazwą Fujiwara armbar i Maxx Payne pod nazwami Payne Killer i Whammy Rock.

## Ataki oparte na szarpaniu
Poniżej wymieniono manewry, w których wrestler szarpiąc przeciwnika powala go lub sprawia żeby się uderzył. Ataki oparte na szarpaniu, w których niezbędne jest podniesienie przeciwnika zostały opisane w osobnym dziale.

### 10-count head into turnbuckle
Atakujący chwyta głowę (czasem włosy) przeciwnika stojącego przy słupku ringu i uderza nią o słupek. W tym czasie widownia często odlicza do dziesięciu w rytm wykonywania uderzeń.

### Back body drop
Gdy przeciwnik szarżuje, wrestler chwyta go i unosi go, wykorzystując jego pęd, a następnie puszcza, aby przeciwnik wykonał obrót o 270° i opadł bezwładnie na plecy. Ruch ten był charakterystyczny między innymi dla Undertakera.

### Backstabber

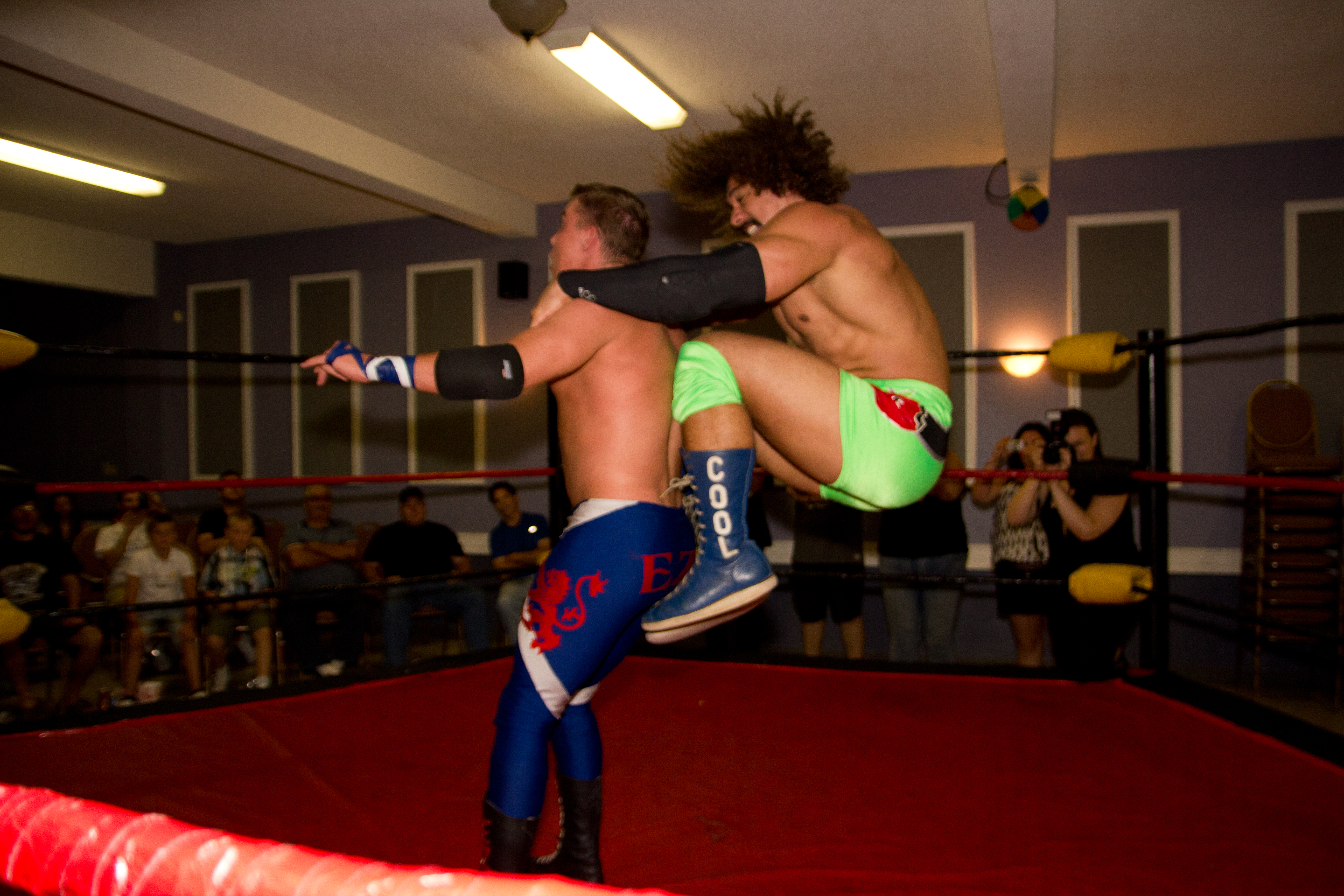
Carlito wykonujący Backstabber na Ericu Cairnie

(z ang. zdrajca lub w znaczeniu dosłownym osoba, która zabija ciosem noża w plecy) – Wrestler chwyta przeciwnika od tyłu powyżej pasa i podwija nogi, opadając na plecy tak aby plecy przeciwnika obiły się o kolana i stopy atakującego. Z używania tego ataku słynął między innymi Carly Colón.

### Crucifix
(z ang. Krucyfiks) – atakujący wrestler zaczepia ramiona przeciwnika, oplatając jego nogi wokół jednego ramienia, a ramiona wokół drugiego. W ten sposób atakujący wrestler ustawia się poziomo na plecach przeciwnika i wypycha jego ramiona jak przy ukrzyżowaniu. Atakujący zapaśnik następnie obniża ciężar ciała, tak że przeciwnik zostaje sprowadzony na matę tyłem i zostaje zmuszony do oparcia się na własnych ramionach w pozycji przypięcia, z nogami w powietrzu.

### DDT

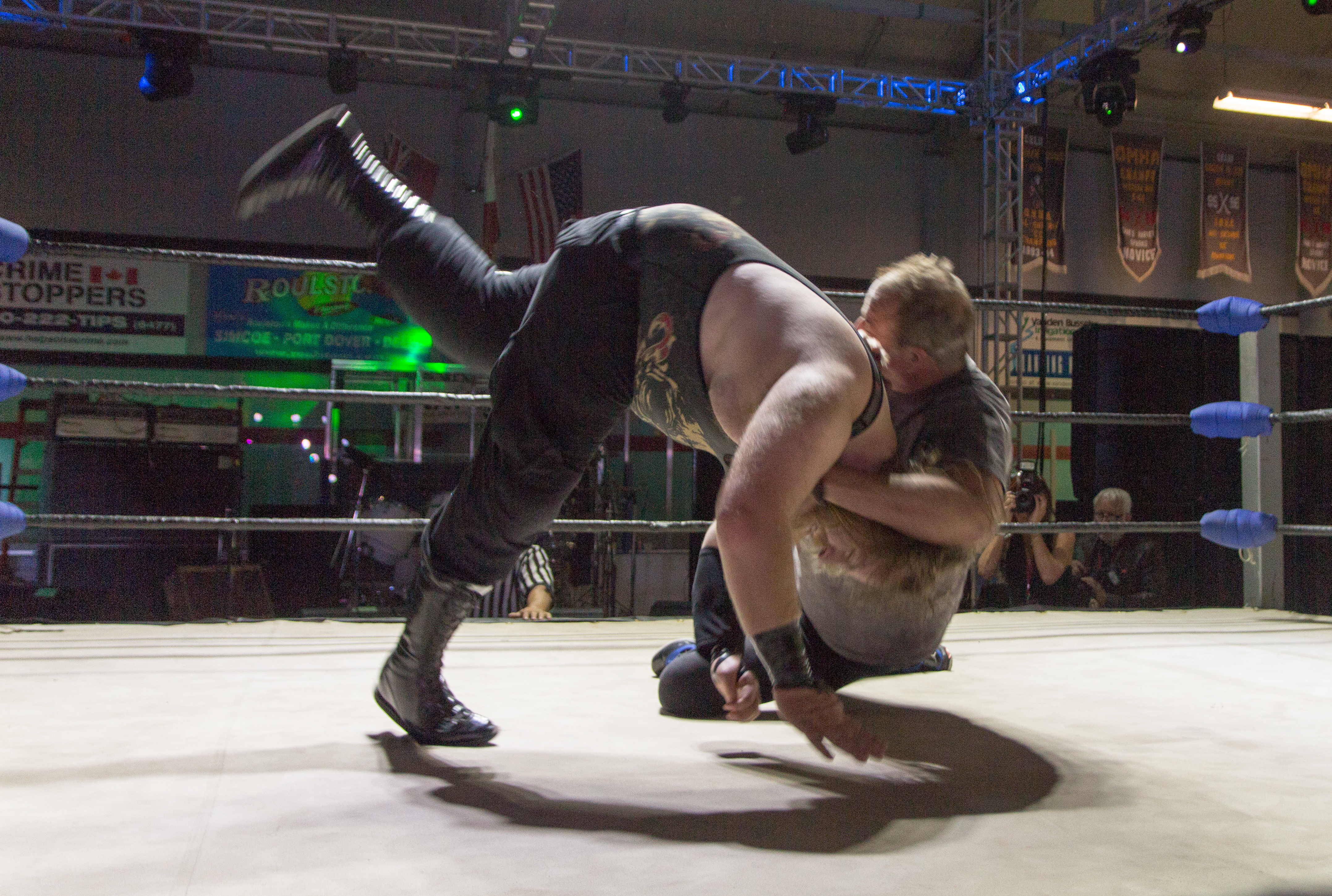
Jake Roberts wykonujący DDT na Johnie Greedzie

Nazwa tego ruchu pochodzi od dichlorodifenylotrichloroetanu, czyli organicznego związku chemicznego, który może powodować uszkodzenie mózgu jeśli miał kontakt z ziemią. Podobnie ruch DDT polega na uderzeniu gruntu głową przeciwnika i miałby nieść ze sobą ryzyko uszkodzenia mózgu atakowanego.
Wrestler stojąc naprzeciwko przeciwnika obejmuje jego kark od góry ramieniem, a następnie opada na plecy, powodując uderzenie głowy przeciwnika o podłogę. Był to charakterystyczny ruch dla Jake’a Robertsa, który wymyślił też nazwę dla niego. Istnieją różne warianty tego ruchu, między innymi charakterystyczne dla Mickie James Standing Tornado DDT i Jumping DDT, charakterystyczny dla Drew McIntyre Snap Souble Underhook DDT, używany przez Randy’ego Ortona Hangman's DDT i wykonywany z rozpędu między innymi przez Undertakera Running DDT.

### Frankensteiner

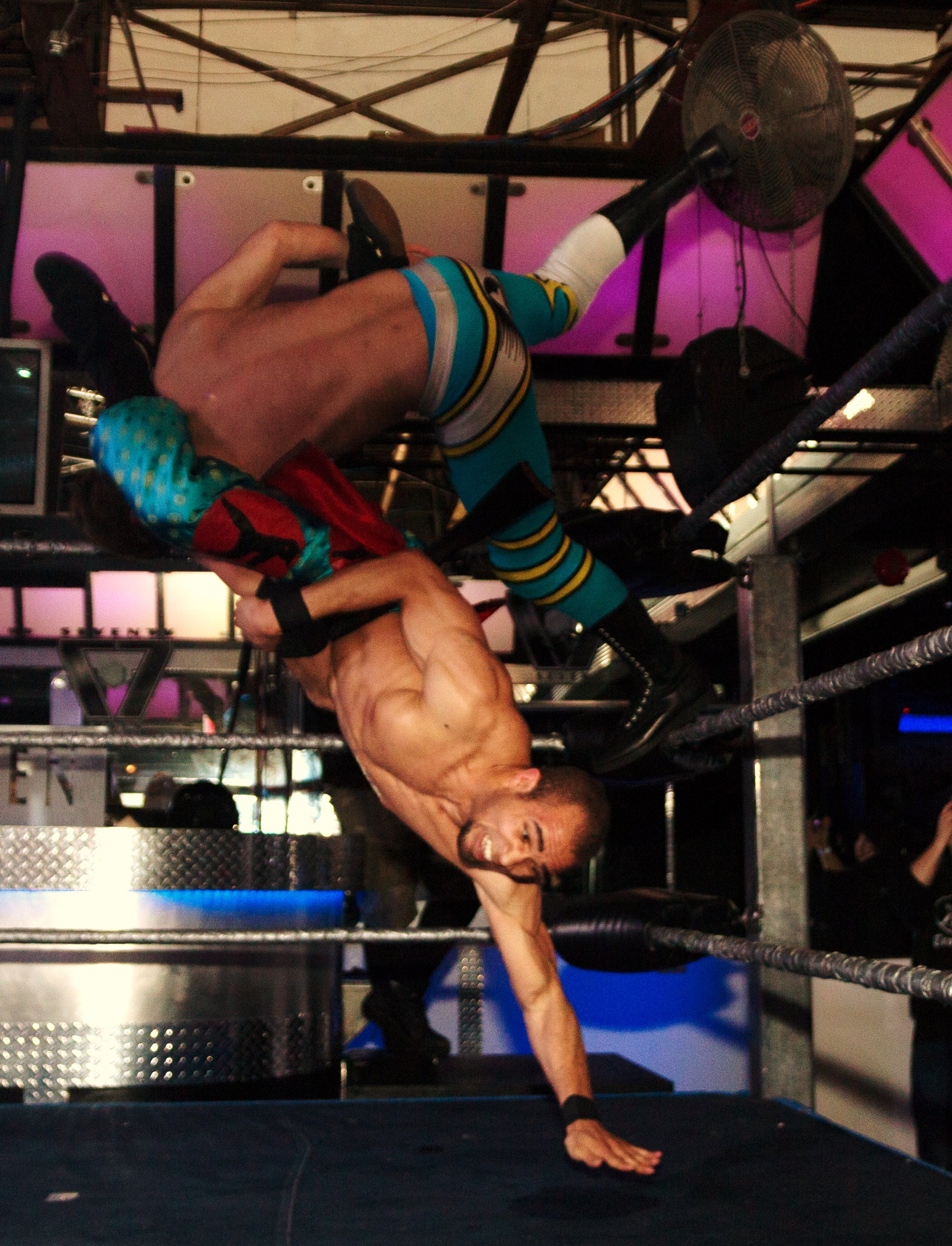
Louis Lyndon wykonuje Frankensteiner na Ty Coltonie

Wrestler chwyta szyję przeciwnika obiema nogami, tak aby atakujący wisiał choć przez chwilę głową do dołu, a następnie ciągnie i puszcza głowę przeciwnika nogami tak aby ten przeskoczył atakującego i upadł na głowę. Ruch ten był charakterystyczny dla Scotta Steinera.

### Hurricanrana
(z hiszp. hurrican rana – huragan żaba) – Wrestler wskakuje na przeciwnika, oplata jego głowę i szyję nogami, a następnie próbuje wykorzystać pęd i ciężar swojego przeciwnika, aby powalić atakowanego. Manewr ten jest popularny w lucha libre, a został opracowany przez Danielsa Garcíę, który był drugim wrestlerem odgrywającym postać Huracána Ramíreza.

### Jumping Cutter

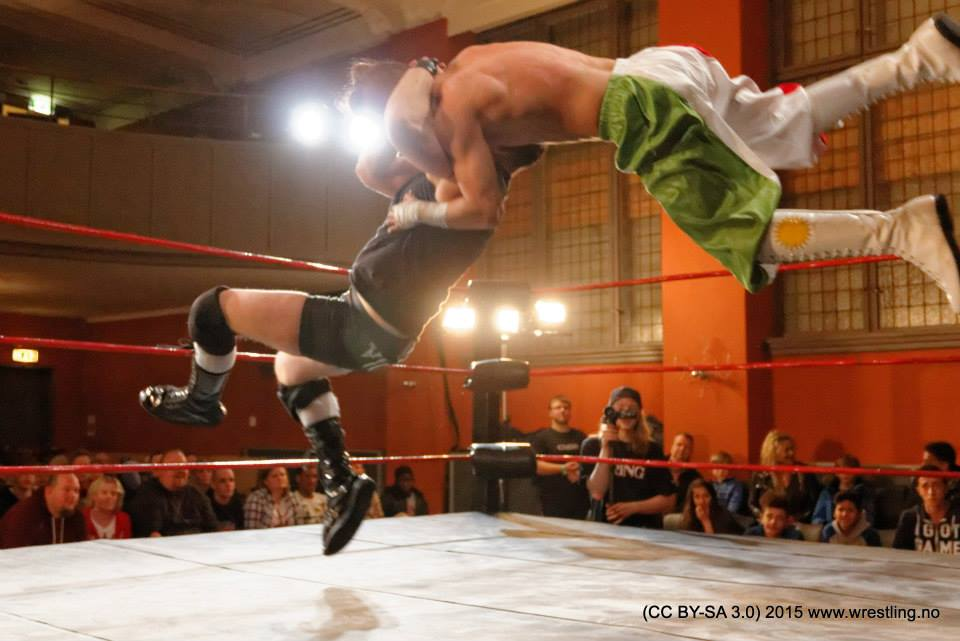
Victor Dale wykonujący jumping cutter na Hereshu Kurdi

(z ang. skaczący przecinacz) – Wrestler ściąga głowę przeciwnika do podłogi obiema rękami, a sam opada na plecy. Atak ten jest zwykle wykonywany gdy przeciwnik znajduje się w powietrzu (rzucony przez przeciwnika lub próbujący wykonać atak z powietrza), rzadziej z wyskoku na stojącym lub szarżującym przeciwniku. Został wymyślony i opracowany przez Johnny’ego Ace’a i początkowo był nazywany Ace Crusher (z ang. łamacz najwyższej klasy). Ten atak został spopularyzowany przez Diamonda Dallasa Page’a pod nazwą Diamond Cutter (z ang. diamentowy obcinacz) oraz później przez Randy’ego Ortona pod nazwą RKO. Nowa nazwa pochodzi od pierwszych liter imienia Ortona (Randal Keith Orton) Tego ruchu używali też „Dr. Death” Steve Williams i Kenta Kobashi.

### Irish whip
(z ang. irlandzki bicz) – Jest wykonywany na przeciwniku opartego o słupek ringu. Polega na pociągnięciu przeciwnika za rękę i popchnięciu jego pleców tak by pobiegł on i uderzył o przeciwległy słupek.

### Last Chancery

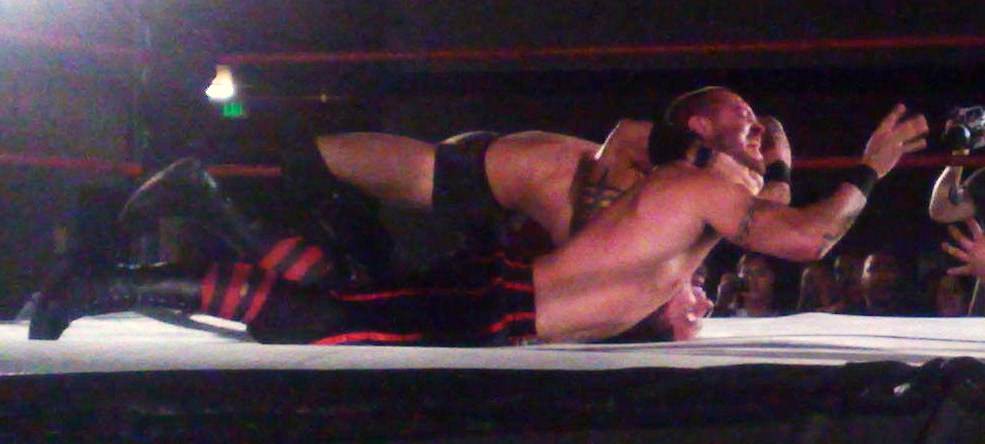
Austin Aries wykonujący last chancery

(z ang. ostatni sąd) – ruch używany przez Austina Ariesa. Wrestler podpiera się głową i stopami o podłogę, do której zwrócony jest tyłem, przekłada jedną rękę poniżej jednej ręki i głowy leżącego na brzuchu przeciwnika, łączy swoje dłonie i ciągnie rękę oraz głowę przeciwnika wywierając na niego nacisk.

### Neckbreaker

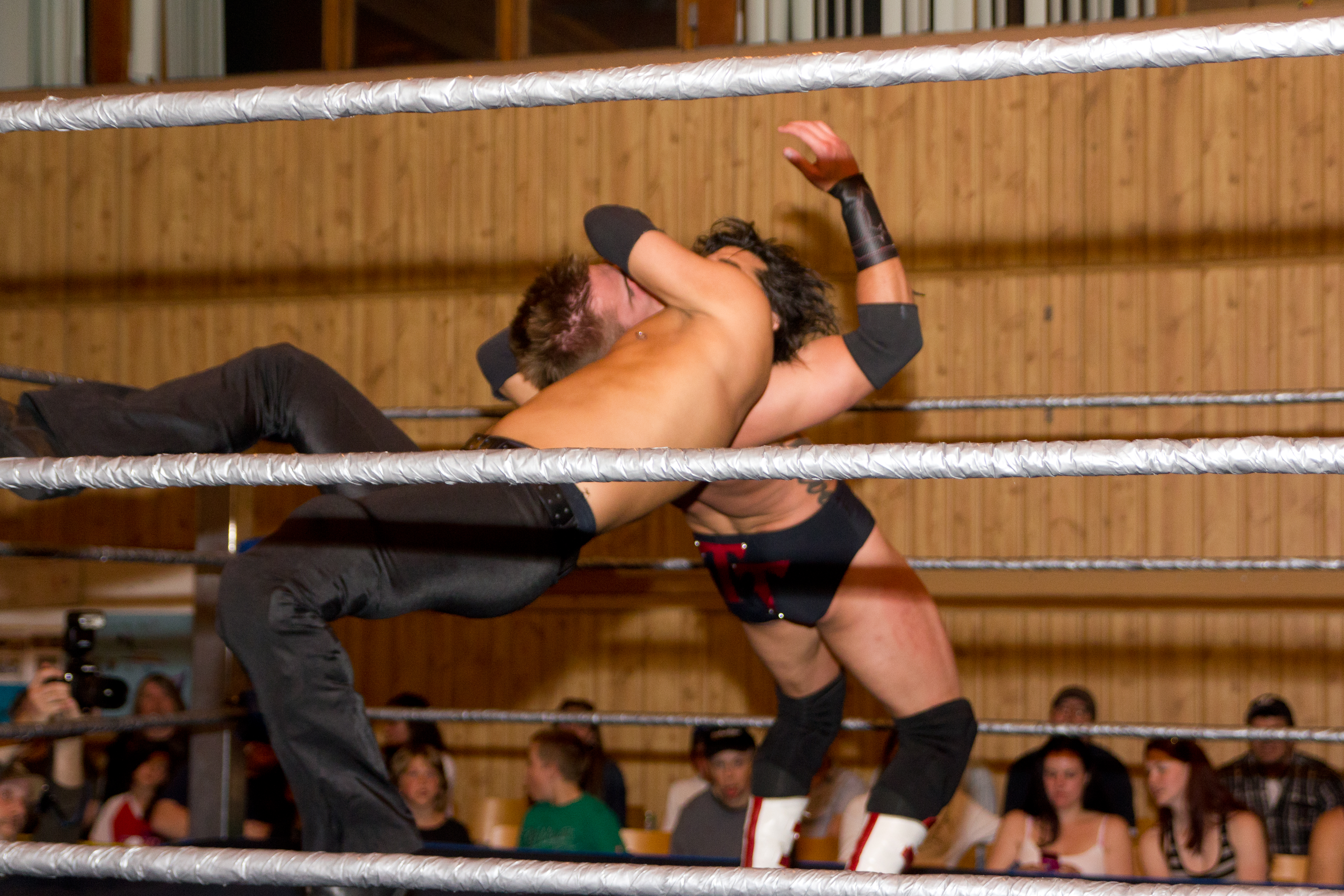
Jimmy Jacobs wykonujący neckbreaker na Tylerze Tirva

(z ang. łamacz szyi) – Gdy obaj wrestlerzy stoją do siebie plecami, atakujący oplata szyję przeciwnika ramieniem tak aby głowa przeciwnika spoczywała na ramieniu atakującego. Następnie atakujący opada na podłogę tak aby przeciwnik uderzył w nią głową. Ruch ten był charakterystyczny dla Honkey Tonk Mana i Ricka Ruda.

#### Arm Trap Neckbreaker
Neckbreaker, w którym atakujący oplata szyję przeciwnika jego własnym ramieniem.

### Rocking Horse
(z ang. Koń na biegunach) – Umieszczenie gardła przeciwnika na linach ringu i skoczenie na jego plecy tak aby wywrzeć nacisk na jego gardło.

### Roll-up
Ruch opracowany przez Pata O’Connora i nazwany przez niego Reversing Rolling Cradle (z ang. odwracająca tocząca się kolebka), a popularnie nazywany O’Connor Roll. Polega na popchnięciu stojącego tyłem przeciwnika na liny w taki sposób żeby się od nich odbił, złapaniu go za obie nogi mniej więcej w momencie gdy styka się z linami, a następnie wykonaniu przysiadu i przewrotu przez plecy tak aby doszło do przypięcia. Ruch ten był charakterystyczny także dla Boba Backlunda.

### Single Leg Takedown
(z ang. zdjęcie jedną nogą) – Wrestler powala przeciwnika chwytając i ciągnąc go za nogę tak aby przeciwnik stracił równowagę.

### Small package
(z ang. Mały pakiet) – to manewr przypięcia, w którym atakujący wrestler zakłada przeciwnikowi przednią blokadę twarzy i ciągnie jego bliższe ramię nad głową, jak w suplexie. Następnie atakujący wrestler zaczepia dalszą nogę przeciwnika o przeciwną nogę, a drugą nogę przeciwnika swoją ręką. Atakujący następnie upada, przypinając przeciwnika.

### Snap Ring Rope Clothesline
(z ang. kłapnięcie sznura do bielizny z liny ringu) – Ten ruch jest wykonywany kiedy przeciwnik leży oparty gardłem o najniższą linę ringu. Atakujący, który zwykle stoi poza ringiem, chwyta głowę atakowanego i gwałtownie pociąga ją w dół, tak by spowodować mocny nacisk liną na gardło. Ruch ten był charakterystyczny dla Tetsuhiro Kuroda, który nazywał swoją wersję Super Snap Ring Rope Clothesline.

### Snap mare
(z ang. nieprzyjemne doświadczenie związane z nagłym ruchem) – polega na przerzuceniu stojącego przeciwnika przez ramię stojąc do niego plecami i ciągnąc tylko za głowę lub włosy.

### Stunner

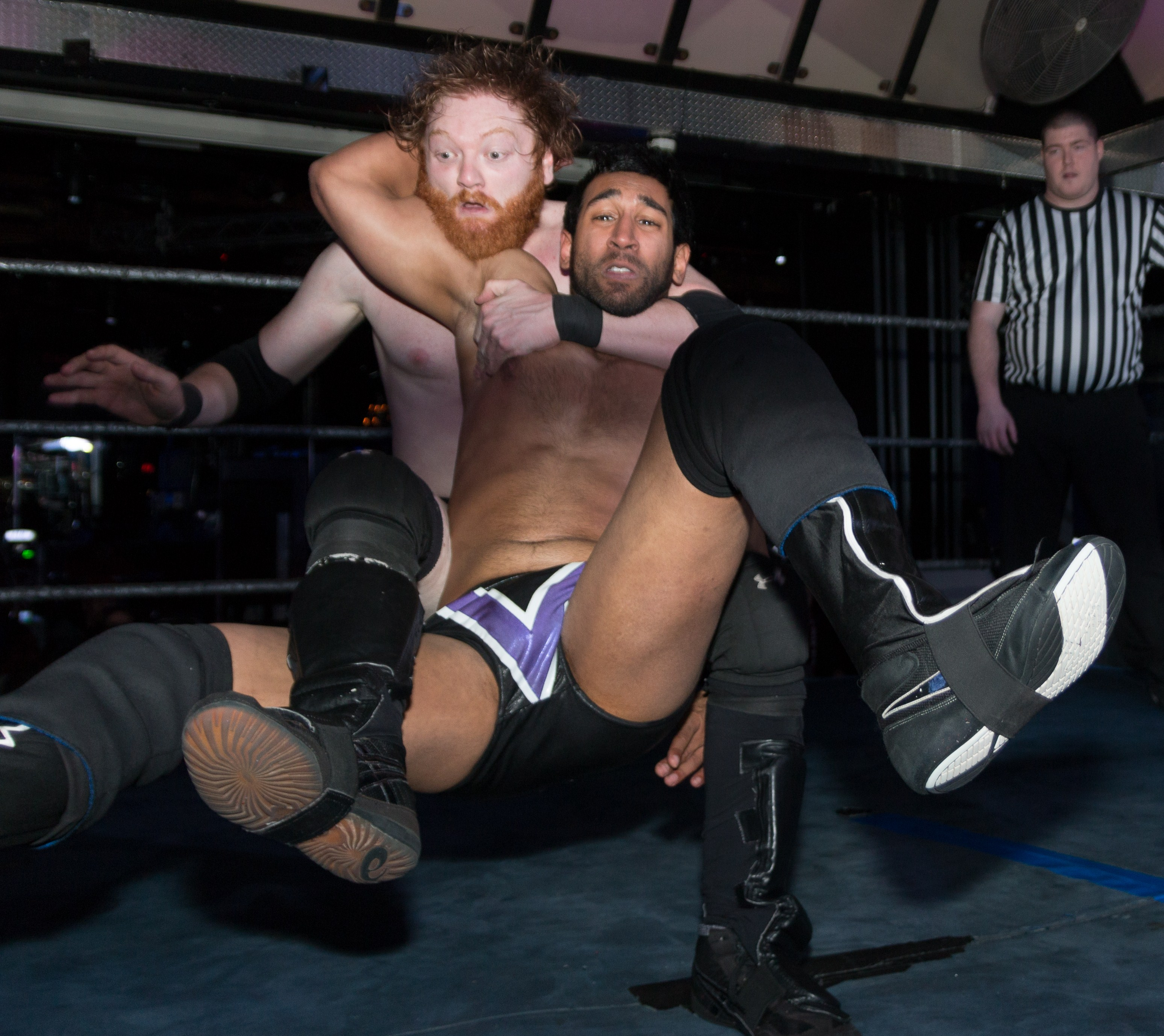
Alex Vega wykonujący stunner na Joshu Rogenie

(z ang. szlagier) – Wrestler odwraca się tyłem do przeciwnika, obejmuje jego szyję ramieniem przekładają je od dołu i opada na podłogę przyjmując pozycję siedzącą i wbijając głowę przeciwnika w swój bark, co zwykle prowadzi do upadku przeciwnika. Atak najczęściej jest poprzedzony kopnięciem lub innym ciosem dezorientującym przeciwnika. Ruch ten był finisherem Stone’a Colda Steve’a Austina.

## Ataki z powietrza
Poniżej wymienione są te ataki, które są wykonywane z wyskoku lub zeskoczenia na przeciwnik z podwyższenia. Tym podwyższeniem może być słupek ringu, drabina, stalowa klatka, a także ring jeśli wrestler zeskakuje na obszar poniżej ringu.

### Arm Twist Ropewalk Chop

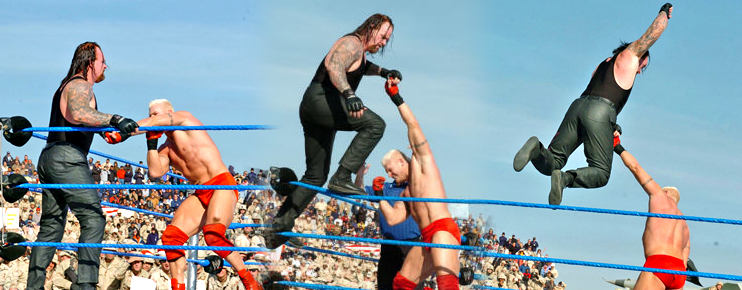
The Undertaker wykonujący Old School (Arm Twist Ropewalk Chop) na Jonie Heidenreichu

(z ang. spacer po linie z wykręceniem ramienia i ścięciem), spopularyzowany przez Undertakera jako Old School (z ang. stara szkoła) – Atakujący chwyta przeciwnika za rękę, wchodzi na słupek ringu, robi kilka kroków po linie i zeskakuje, uderzając przeciwnika w klatkę piersiową lub plecy. Ruch ten spopularyzował The Undertaker.

### Dive
(z ang. zanurzenie) – atak polegający na zeskoczeniu na przeciwnika lub przeciwników z podwyższenia bez robienia salta. Jeśli atakujący zeskakuje na obszar poza ringiem nazywa się to outside dive

#### Diving Bulldog
(z ang. nurkujący buldog) – Wrestler skacze z podwyższenia na stojącego lub podnoszącego się przeciwnika i w locie splata ręce na głowie lub szyi przeciwnika tak aby obaj upadli na podłogę.

#### Diving Crossbody

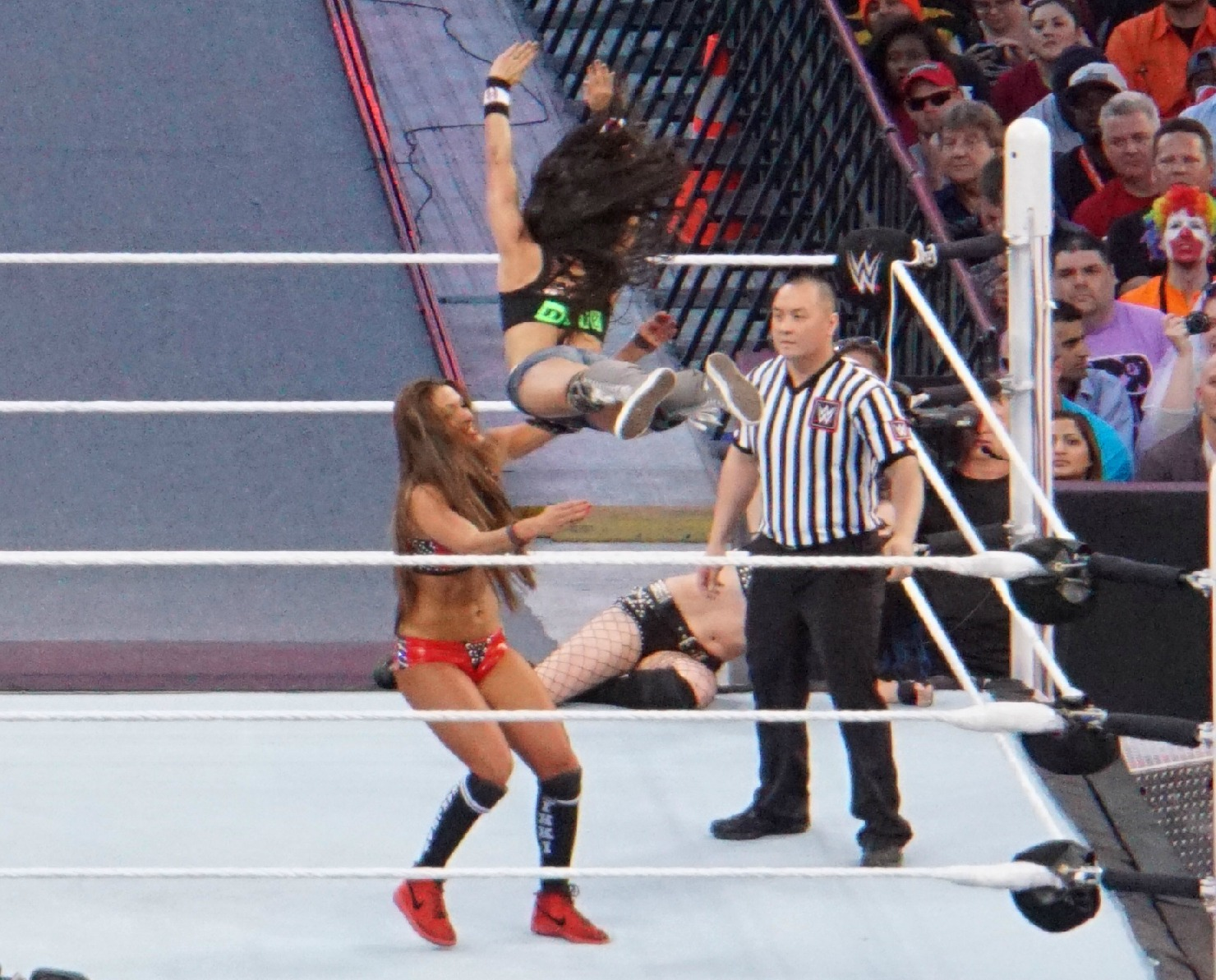
AJ Lee wykonująca diving crossbody na Nikki Belli

(z ang. diving – nurkujący, cross – krzyż, body – ciało) – Wrestler skacze z podwyższenia na stojącego przeciwnika tak aby uderzyć torsem o jego tors, powalić go i przypiąć. Był to finisher Ricky’ego Steamboata. Jest też charakterystyczny dla Johna Ceny, który zwykle poprzedza nim wykonanie swojego finishera, Attitude Adjustment.

#### Diving Double Axe Handle
(z ang. Diving – nurkujący, Double – podwójny, Axe – siekiera, Handle – uchwyt / rękojeść) lub Flying Double Axe Handle (z ang. Flying – latający) – Zeskok z podwyższenia i uderzenie przeciwnika obiema splecionymi dłońmi.

#### DivingElbow Drop

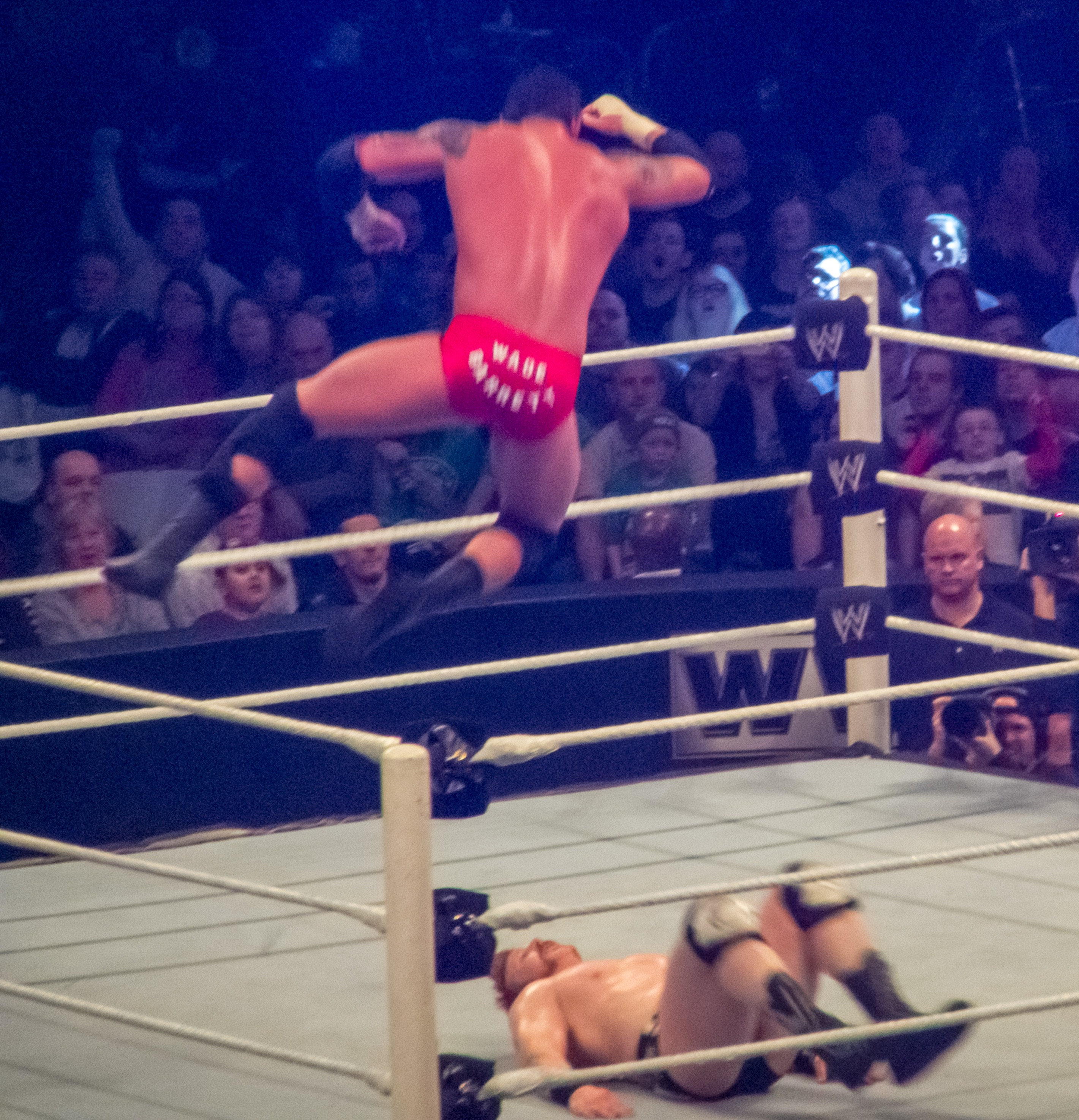
Wade Barrett wykonujący diving elbow drop na Sheamusie

(z ang. nurkujący upadek łokcia) lub Flying Elbow Drop (z ang. latający upadek łokcia) – zeskoczenie z podwyższenia na leżącego przeciwnika tak aby uderzyć jego tułów łokciem. Wariant, w którym wrestler skacze na plecy nazywa się Diving Back Elbow Drop. Jest odmianą elbow dropu. Ruch ten został spopularyzowany przez Randy’ego Savage’a pod nazwą Savage Elbow Drop (z ang. dziki lub brutalny upadek łokcia).

#### Diving Headbutt
(z ang. nurkujące uderzenie głową) – połączenie dive'u i headbuttu. Polega na zeskoczeniu z podwyższenia tak aby uderzyć leżącego przeciwnika głową, zazwyczaj czołem. Ruch ten został wymyślony przez Harleya Race’a. Często stosował go między innymi Chris Benoit, który przez to doznał poważnego urazu mózgu.

#### Diving Knee Drop
(z ang. nurkujące upuszczenie kolana) – Polega na zeskoczeniu z podwyższenia tak aby kopnąć przeciwnika kolanem.

#### Diving Leg Drop

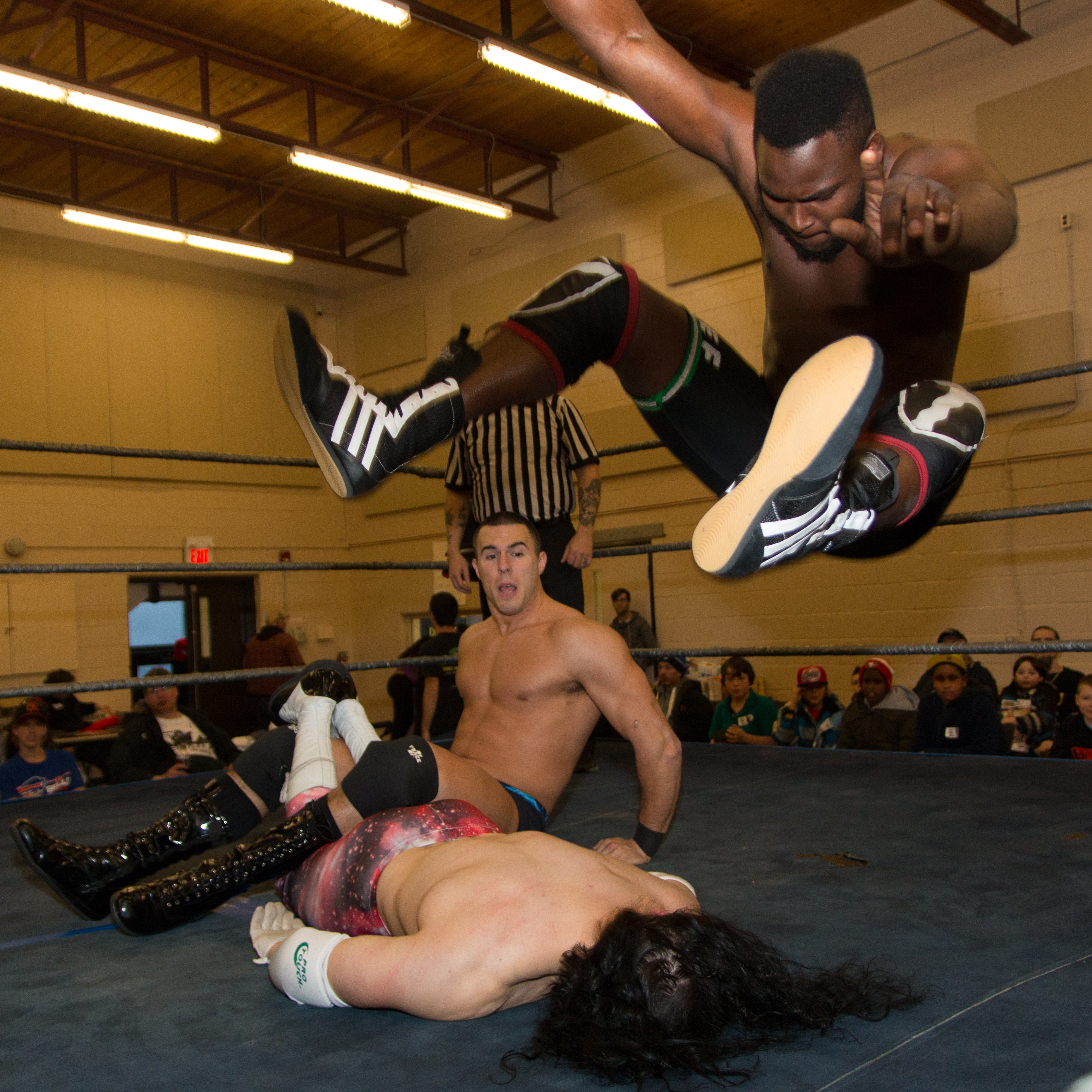
Wrestler Chief Ade wykonujący diving leg drop

(z ang. nurkujące upuszczenie nogi) – Polega na zeskoczeniu z podwyższenia i wykonaniu leg dropu na przeciwniku.

#### Diving Shoulder Block
(z ang. nurkująca blokada barku) – Polega na zeskoczeniu z podwyższenia i uderzeniu przeciwnika barkiem.

#### Diving Stomp
(z ang. nurkujące tupnięcie) – Polega na zeskoczeniu z podwyższenia i wylądowaniu na przeciwniku uderzając jego tors obiema stopami (double stomp).

#### Plancha
Outside dive, w którym wrestler skacze skacze poza ring, ze słupka lub z rozbiegu i odbijając się nogami od najwyższej liny, tak aby jego tors uderzył ciało przeciwnika.

#### Pescado
Wariant manewru Plancha połączony ze Slingshotem.

##### Suicide Dive

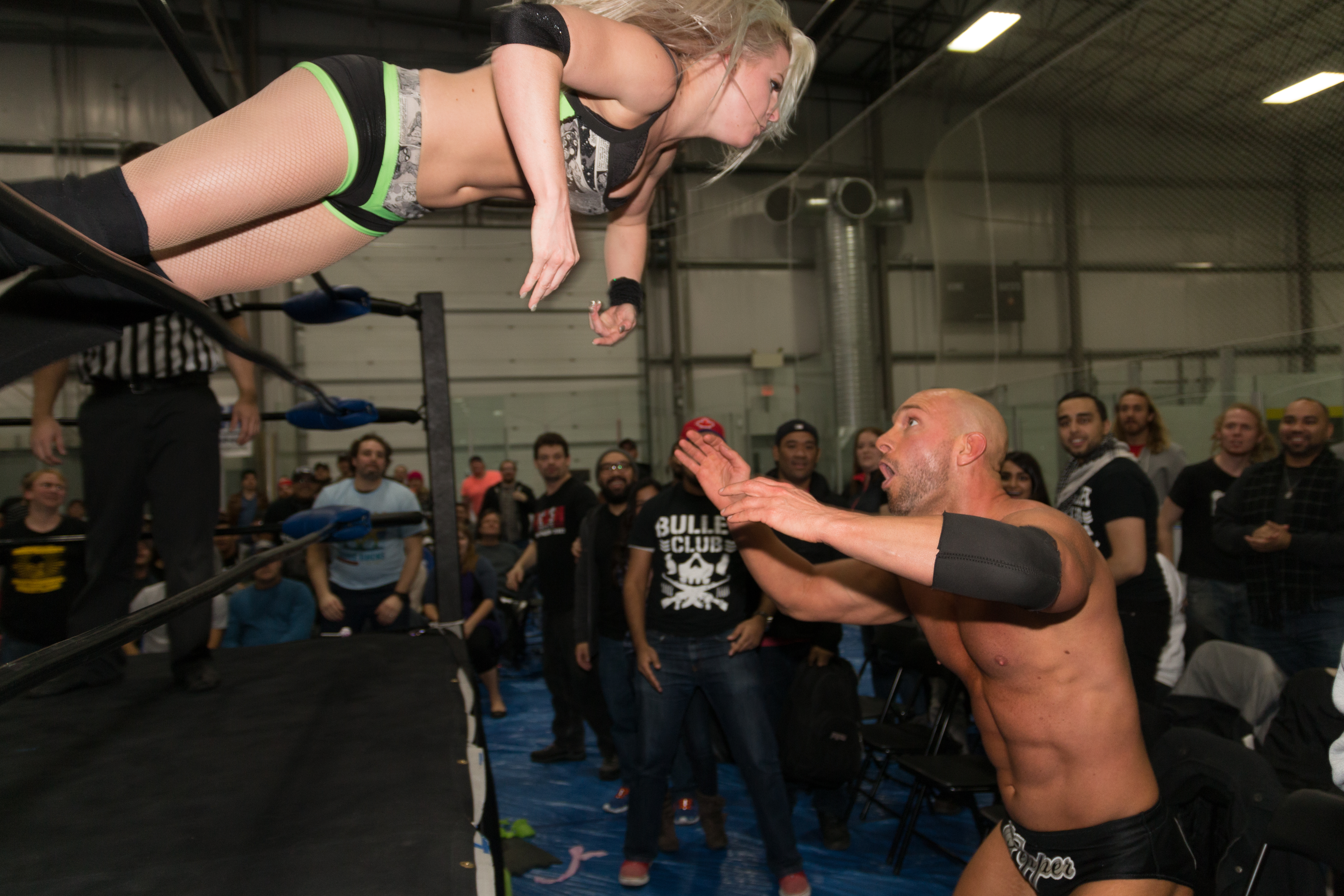
Candice LeRae wykonująca suicide dive na Pepperze Parksie

(z ang. samobójcze zanurzenie) lub suicida (z hiszp. samobójstwo) – Outside Dive, w którym atakujący bierze rozpęd, wyskakuje z ringu przeskakując między drugą, a trzecią liną i uderza znajdującego się poza ringiem przeciwnika.

##### Topé
(z hiszp. wierzchołek) – Suicide dive, w którym atakujący uderza przeciwnika głową.

### Flying Calf Kick
(z ang. kopnięcie łydką w locie) – Wykonywany na stojącym lub szarżującym przeciwniku. Polega na kopnięciu przeciwnika z wyskoku tylną częścią nogi.

### Flying Clothesline

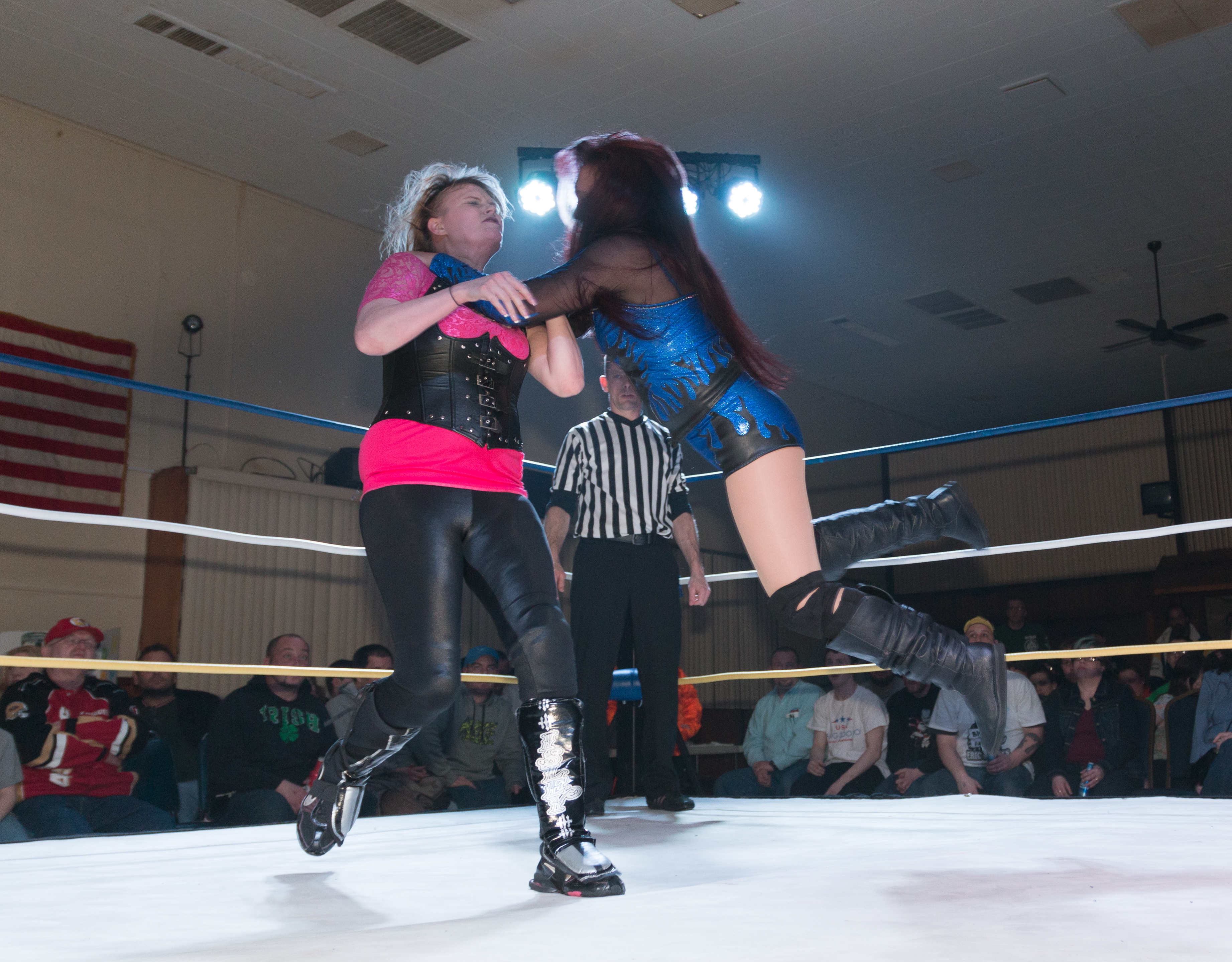
Malia Hosaka wykonuje clothesline na Ingrid Isley

(z ang. kopnięcie łydką w locie) – Clothesline wykonany z wyskoku.

### Flying Elbow
(z ang. latający łokieć) – każdy atak łokciem wykonywany po skoku w trakcie opadania. Skok może być wykonywany z rozpędu lub z podwyższenia, takiego jak słupek ringu. Kiedy wrestler w trakcie wykonywania ataku jest zwrócony do przeciwnika plecami, jego atak nazywany jest Reverse Flying Elbow, a jeśli wykonuje się go z podwyższenia, nazywa się go Flying Elbow Drop.

### Flying Neckbreaker
(z ang. latający łamacz szyi) – Neckbreaker wykonywany z wyskoku

### Flying Spinning Heel Kick
(z ang. latające wirujące kopnięcie piętą) – Wrestler skacze ze słupka ringu, obraca się o 360 stopni i kopie przeciwnika w powietrzu tylną częścią swojej nogi.

### Knee Drop
(z ang. upuszczenie kolana) – Wrestler chwyta nogę leżącego na plecach przeciwnika, umieszcza jego kolano przed jedną ze swoich własnych nóg, następnie umieszcza goleń przeciwnika za kolanem drugiej nogi, skacze i upada uderzając nogą przeciwnika o podłogę.

### Lionsault
(z ang. lion – lew) – Wrestler biegnie w kierunku krawędzi ringu, wskakuje na środkową linę, odbija się od niej, obraca się w powietrzu tak aby nogi przeleciały ponad jego głową, i ląduje tułowiem na leżącym przeciwniku. Z wykonywania tego ruchu słynął między innymi Chris Jericho.

### Moonsault

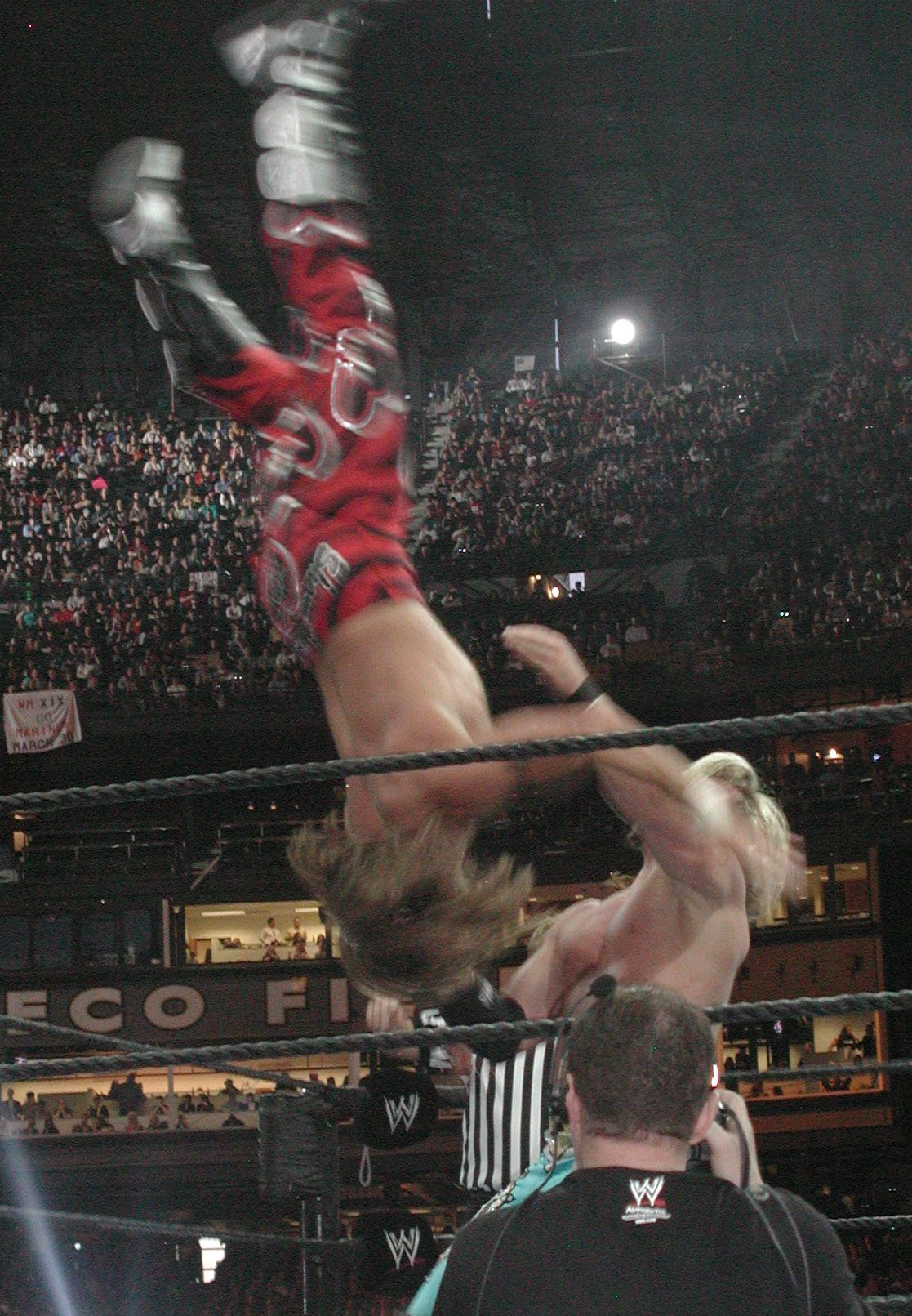
Shawn Michaels wykonuje moonsault na Chrisie Jericho

Skok z podwyższenia na przeciwnika z wykonaniem obrotu o 270 stopni i zakończony lądowaniem brzuchem na leżącym przeciwniku. Ruch ten został opracowany przez Mando Guerrero i spopularyzowany przez The Great Mutę.

#### Asai Moonsault
Moonsault wykonywany poza ringiem i wymyślony przez Último Dragóna.

#### Triple Jump Moonsault
(z ang. triple jump – trójskok, moon – księżyc) – Moonsault wykonywany przez Sabu. Wrestler dobija się od liny, następnie od krzesła, a na koniec od innej liny, po czym ląduje na leżącym przeciwniku.

### Moonsault Senton
Połączenie moonsaultu i sentonu. Skok z podwyższenia na przeciwnika z wykonaniem pełnego salta zakończony lądowaniem barkami na leżącym przeciwniku.

### Red Arrow

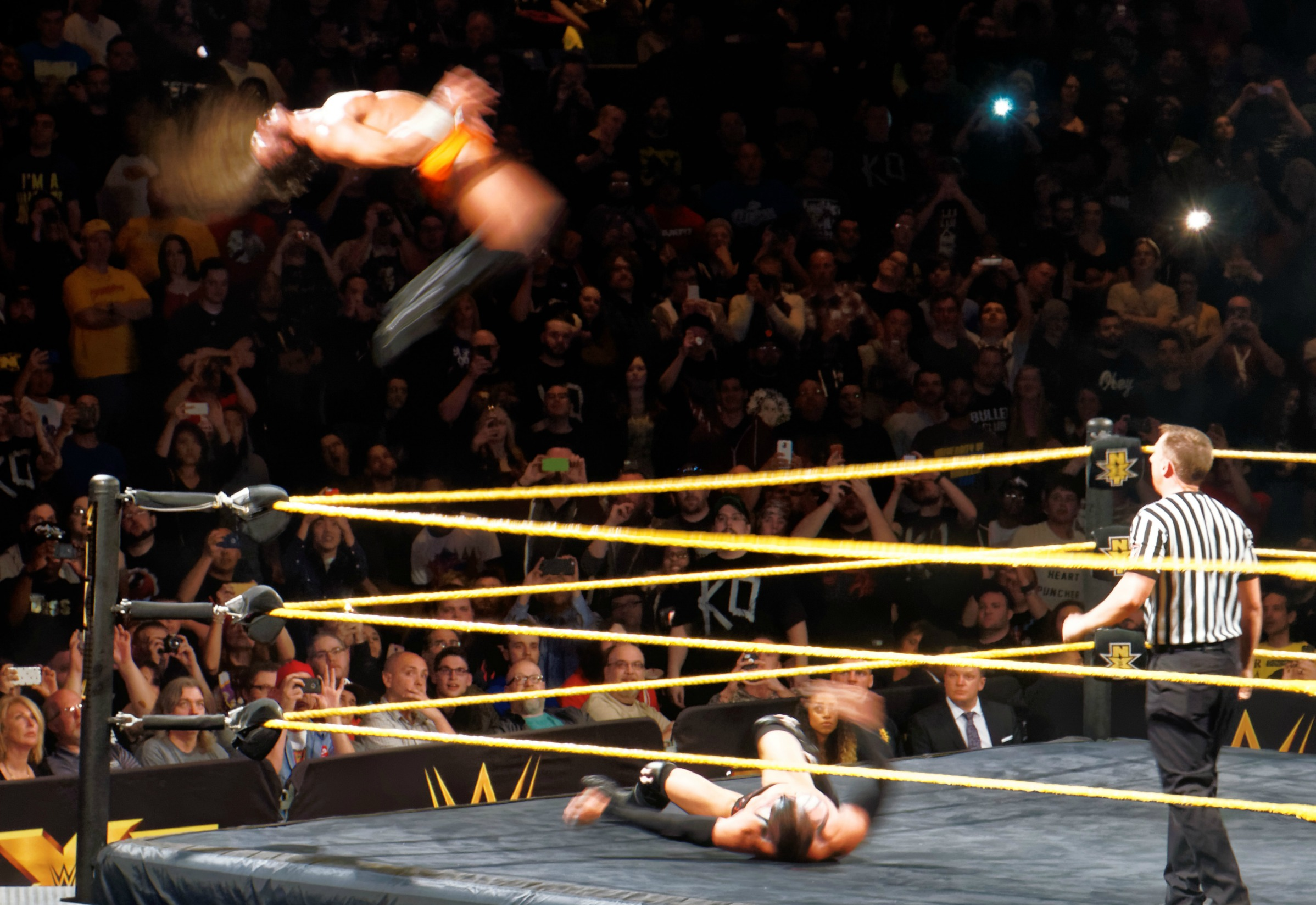
Neville wykonujący red arrow

(z ang. czerwona strzała) – Atakujący skacze ze słupka, wykonuje salto w tył i obrót o 360 stopni, a następnie opada na leżącego przeciwnika. Ruch ten jest charakterystyczny dla Neville’a.

### Senton

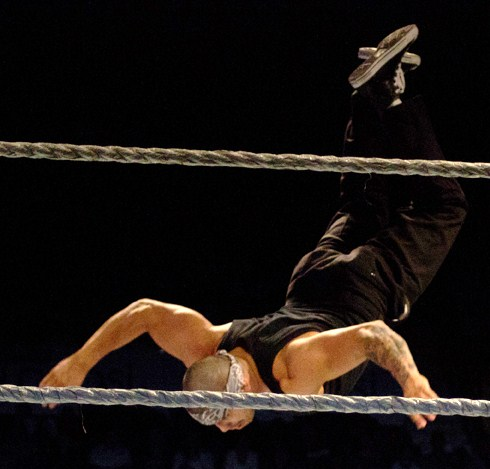
Hunico w trakcie wykonywania sentonu

Skok z podwyższenia zakończony lądowaniem barkami na leżącym przeciwniku.

#### Diving Seated senton
Skok z podwyższenia zakończony lądowaniem spodnimi częściami ud na leżącym przeciwniku i przyjęciu pozycji siedzącej. Może być też wykonywany na stojącym przeciwniku, który zostaje tym atakiem przewrócony. Był to finisher Yokozuny, który nazywał go Banzai Drop

### Shooting Star Press

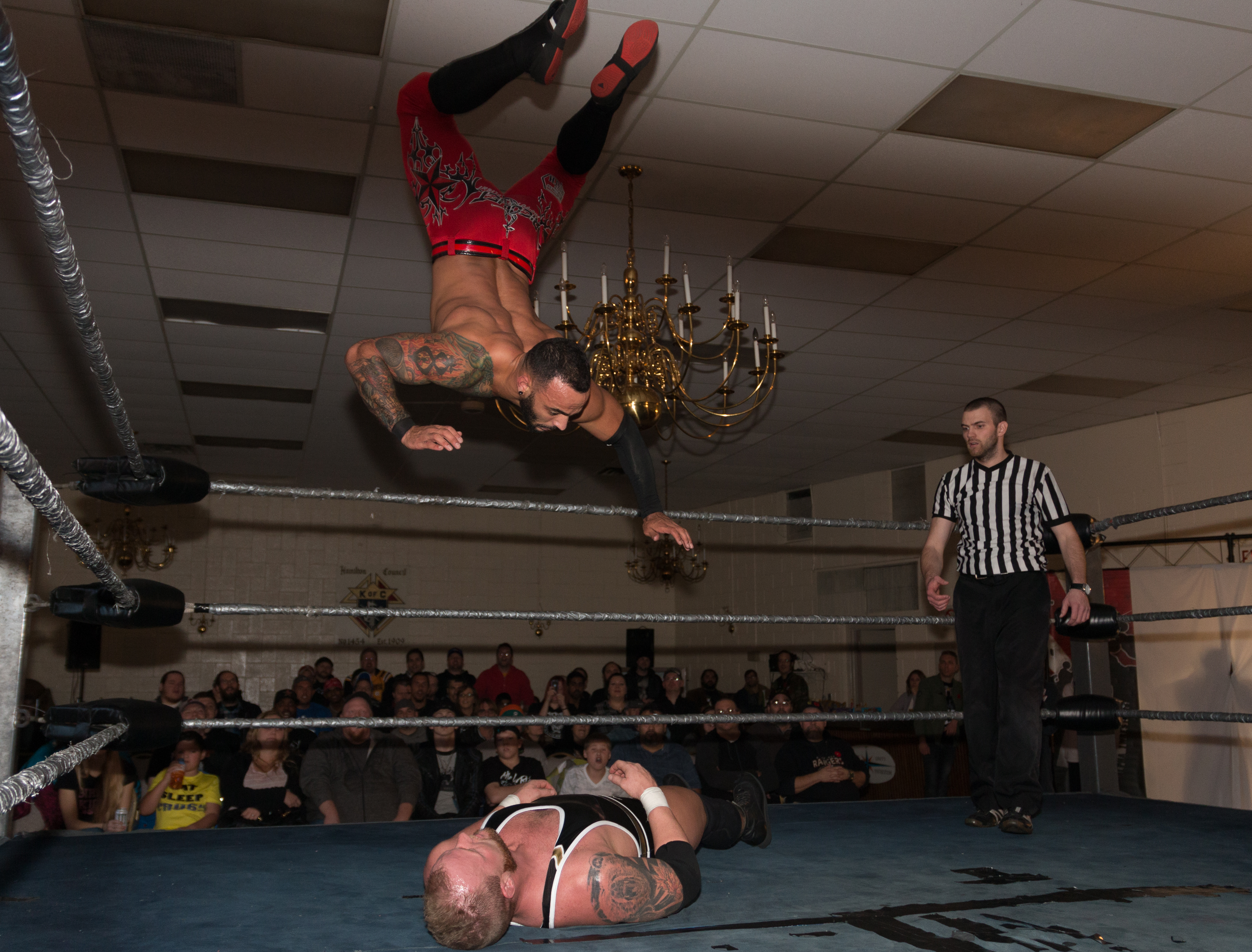
Ricochet wykonujący Shooting Star Press na Joshu Alexandrze

(z ang. shooting star – spadająca gwiazda) Wrestler skacze z podkulonymi nogami i na leżącego przeciwnika wykonując obrót o przynajmniej 270 stopni. Autorem ruchu jest Jushin Thunder Liger. Był on charakterystyczny dla Billy’ego Kidmana i Evana Bourne’a.

### Splash
(z ang. pluśnięcie) – ruch polegający na zeskoczeniu ze słupka lub skoczeniu z rozpędu na leżącego przeciwnika tak aby wylądować na nim brzuchem.

#### 450 Splash

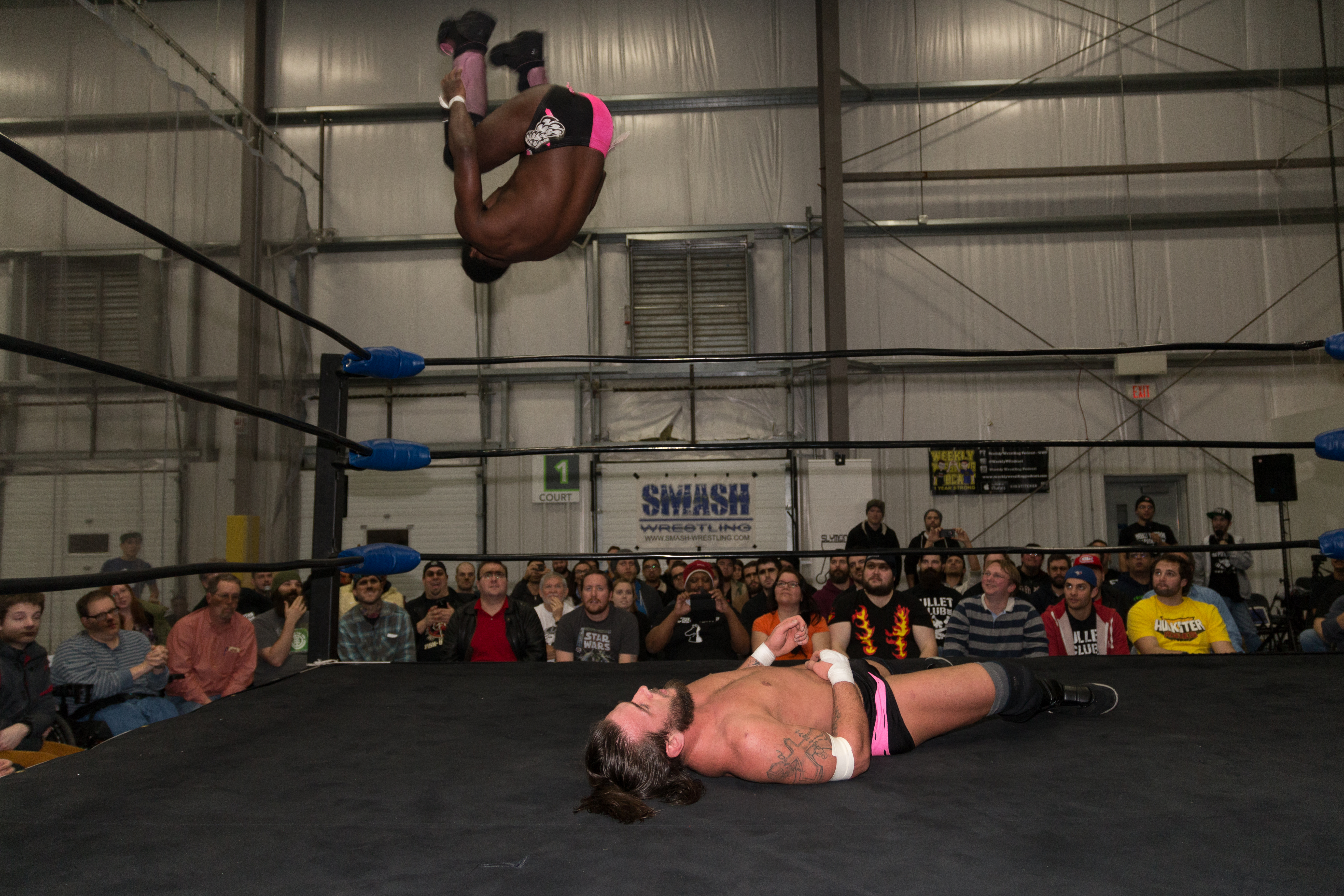
Rich Swann wykonujący 450 splash na JT Dunnie

Splash, w trakcie którego wrestler wykonuje obrót o około 450 stopni. Może być wykonywany z pozycji zwróconej przodem lub tyłem do przeciwnika. Ten atak był charakterystyczny między innymi dla Scorpio.

#### Frog Splash

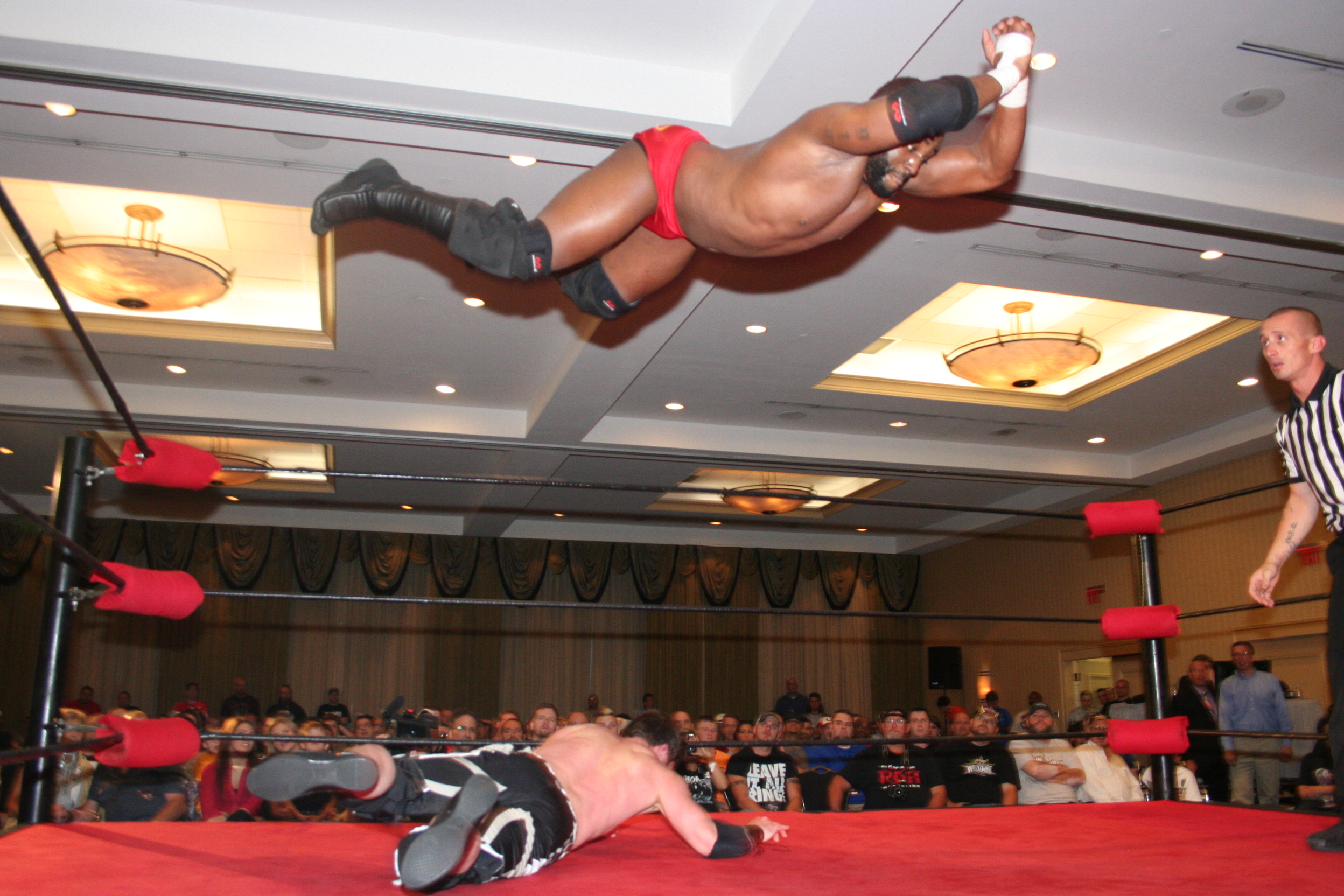
Cedric Alexander wykonujący frog splash na Chrisie Sabinie

(z ang. żabie plaśnięcie) – Splash wyróżniający się tym, że atakujący wyciąga ręce przed siebie lub nogi za siebie przed upadkiem. Twórcą tego ruchu jest Art Barr. Był charakterystyczny także dla takich wrestlerów jak Eddie Guerrero, Chavo Guerrero, Rey Mysterio i Christian. Rob Van Dam swoją wersję ruchu nazywał Five Star Frog Slash (z ang. pięciogwiazdkowe żabie plaśnięcie).

### Sunset flip
(z ang. szarpnięcie zachodu słońca) – Gdy wrestlerzy są do siebie zwróceni twarzami, atakujący przeskakuje przeciwnika tak żeby spadając na głowę złapać go w pasie, a następnie wykonać obrót ciągnąc przy tym atakowanego i przyjąć pozycję gotową do przypięcia.

### Superman Punch

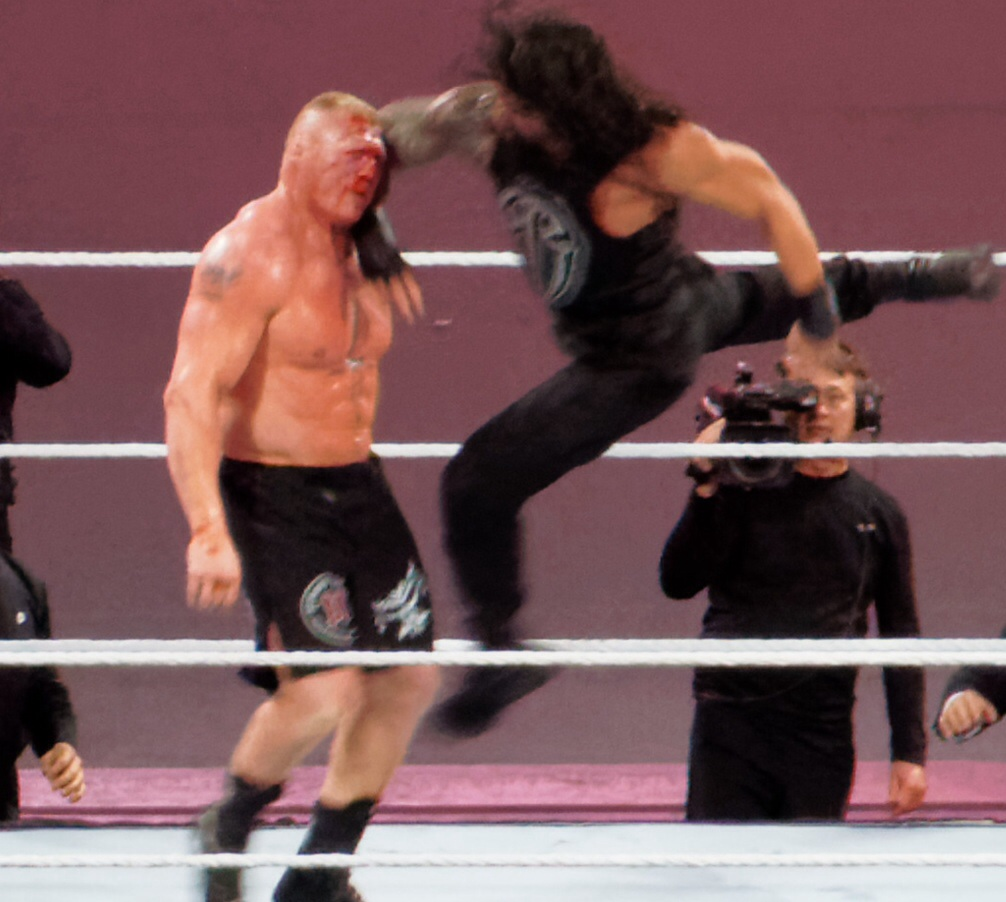
Roman Reigns atakujący Brocka Lesnara ciosem Superman punch

(z ang. uderzenie Supermana) – ruch wykorzystywany także między innymi w takich technikach walki, jak sanda, boks birmański, boks tajski, taekwondo, kick-boxing i mieszane sztuki walki. Jest to cios w głowę wyprowadzany z rozpędu i z wyskoku. Jest charakterystyczny między innymi dla Romana Reignsa.

### Thesz Press
Wskoczenie na przeciwnika (stojącego lub szarżującego) i objęcie jego tułowia nogami w taki sposób, aby go powalić. Po nim zwykle następuje próba przypięcia lub seria ciosów w głowę. Ruch ten został opracowany przez Lou Thesza i był często wykorzystywany przez Stone’a Colda Steve’a Austina oraz Randy’ego Ortona.

### Warrior’s Way
(z ang. droga wojownika) – zeskoczenie ze słupka ringu na leżącego przeciwnika trafiając go obiema stopami w klatkę piersiową. Znany z tego ruchu był między innymi Kaval.

## Rzuty
Poniżej wymieniono ruchy wymagające podniesienia przeciwnika, z wyjątkiem chwytów, których celem jest zmuszenie przeciwnika do poddania się. Każdy manewr polegający na podniesieniu i rzuceniu przeciwnikiem tak aby opadł bezwładnie na grunt, nazywany jest Body Slam.

### Airplane Spin
(z ang. arplane – samolot, spin – wir) – Wrestler unosi przeciwnika i przytrzymanie go obiema rękami tak aby jego tułów znalazł się za karkiem atakującego, a następnie wykonuje kilka obrotów wokół własnej osi i rzuca przeciwnikiem. Jak można przeczytać na stronie WWE, dawniej był to manewr uważany za ryzykowny i efektywny, dziś jednak jest używany głównie jako rodzaj szyderstwa.

### Atomic Drop

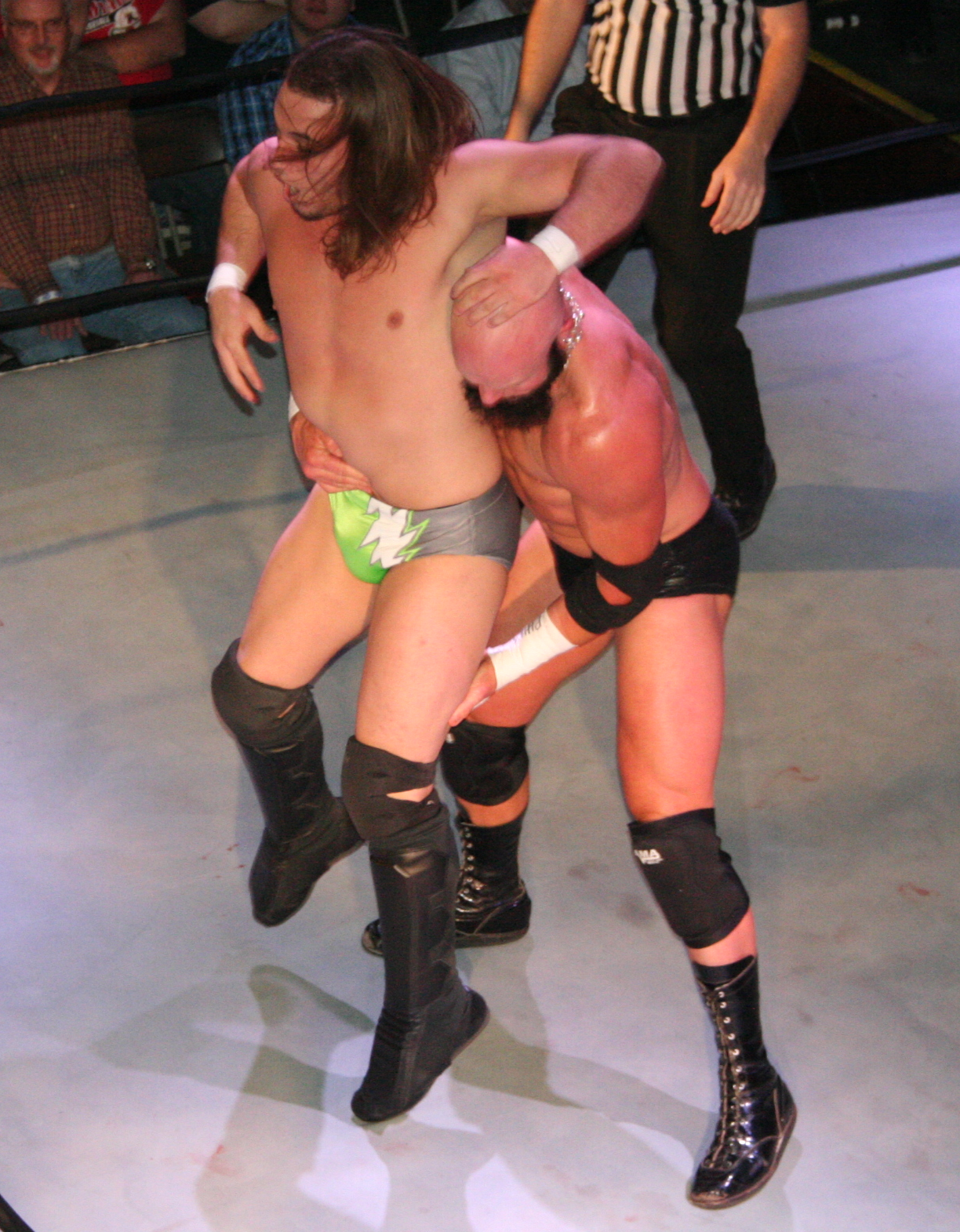
Lodi wykonujący atomic drop na Andrew Everett

(z ang. atomowe upuszczenie) – złapanie przeciwnika od tyłu, podniesienie go i upuszczenie tak aby jego miednica obiła się o kolano atakującego. Był to finishe Boba Backlunda.

#### Inverted Atomic Drop
(z ang. odwrócone atomowe upuszczenie) – Wrestler umieszcza głowę pod ramieniem przeciwnika i unosi go, a potem opuszcza go tak aby przeciwnik obił się brzuchem lub kroczem o kolano atakującego.

### Brainbuster

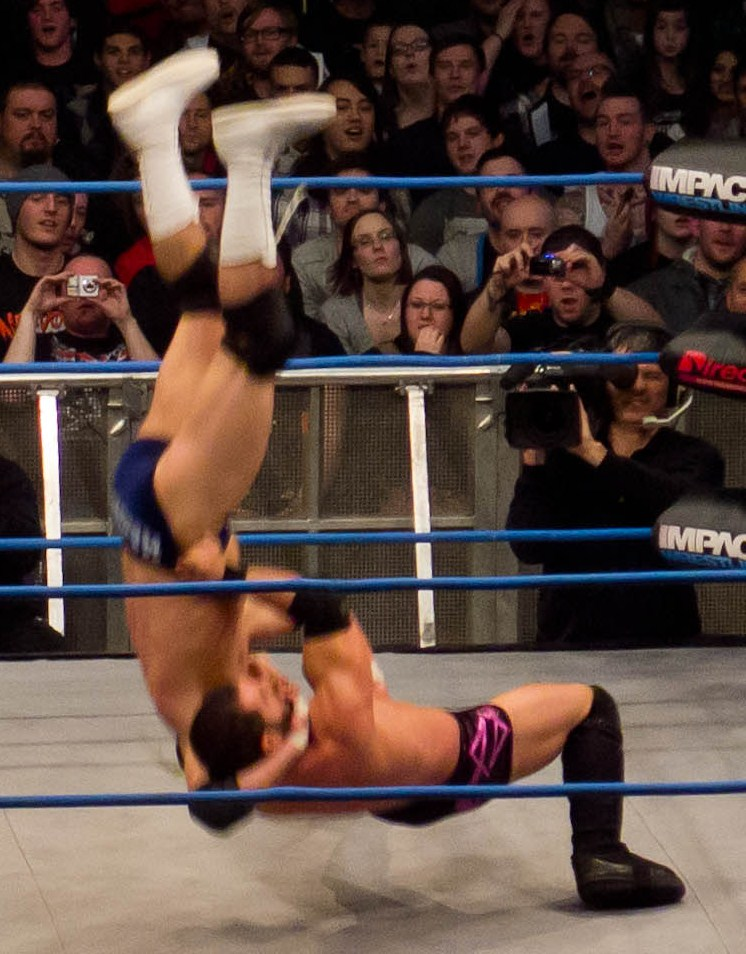
Austin Aries atakujący Marka Haskinsa ruchem Brainbuster

(z ang. łamacz mózgu) – Polega na uniesieniu przeciwnika przez objęcie jego karku ramieniem oraz przytrzymaniu jego tułowia drugą ręką, po czym atakujący opada na własne plecy tak by atakowany uderzył głową o podłogę. Ruch ten wynalazł Dick Murdoch.

### Bulldog
Bulldog, pierwotnie znany jako bulldogging lub bulldogging headlock lub headlock jawbreaker, to każdy ruch, w którym wrestler chwyta głowę przeciwnika i skacze do przodu, tak aby wrestler wylądował, często w pozycji siedzącej, i wbija twarz przeciwnika w matę. Ten ruch także ma niektóre inne wariacje, które są czasami określane jako facebusters.

### Chokeslam
(z ang. chock – klin, slam – trzaśnięcie) – złapanie przeciwnika za gardło tak aby się dusił, uniesienie go i rzut przed siebie. Z tego ataku słynął między innymi Big Show i Kane.

### Death Valley Driver

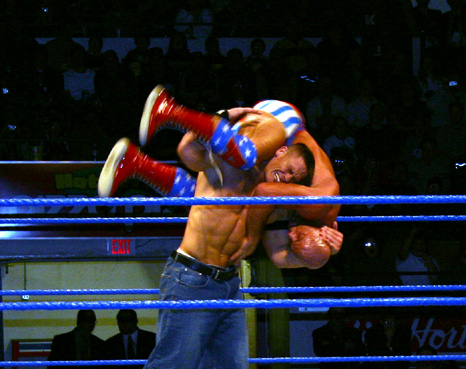
John Cena wykonujący Attitude Adjustment na Kurcie Angle

(z ang. kierowca doliny śmierci), nazywany też Death Valley Bomb (z ang. bomba doliny śmierci) – uniesienie przeciwnika i przytrzymanie go obiema rękami tak aby jego tułów znalazł się za karkiem atakującego, a następnie opadnięcie na ten bok, po którym znajduje się głowa przeciwnika. Z używania tego ruchu słynęli między innymi Perry Saturn, Louis Spicolli, Tommy Dreamer i Tye Dillinger. Inne zmodyfikowane wersje tego ruchu z własnymi nazwami to:
- Attitude Adjustment (z ang. attitude – nastawienie, adjustment – dostosowanie) Johna Ceny[2][19]

- Loire Valley Driver (z ang. dolina śmierci Loara) używany przez Rene Dupree
- Pimp Drop (z ang. opadnięcie strenczyciela) The Godfathera
- Down In Flames (z ang. do płomieni) używany przez Beth Phoenix
- The Underfaker Braina Lee[19]

### Diamond Clash
(z ang. diamentowe zderzenie) – Wrestler ustawia przeciwnika w takiej pozycji by obejmować go w pasie i aby nogi były wyżej, niż głowa. Następnie atakujący skacze tak by wylądować na podłodze ciałem równolegle do gruntu. Twórcą tego ciosu jest Diamond Dallas Page.

### Facebuster
(z ang. facebuster) – atakujący wrestler zmusza przeciwnika do opadnięcia na matę twarzą do przodu bez użycia headlocka lub facelocka. Standardowy facebuster, znany również jako jumping facebuster, polega na tym, że wrestler chwyta głowę/włosy przeciwnika i pada na kolana, wciskając twarz przeciwnika w matę.

### Harlem Hangover
(z ang. kac z Harlem) – Ruch wykonywany przez Bookera T. Polega na skoku ze słupka i obrocie w powietrzu tak aby po upadku noga trafiła głowę leżącego przeciwnika.

#### Styles Clash / Faith Breaker

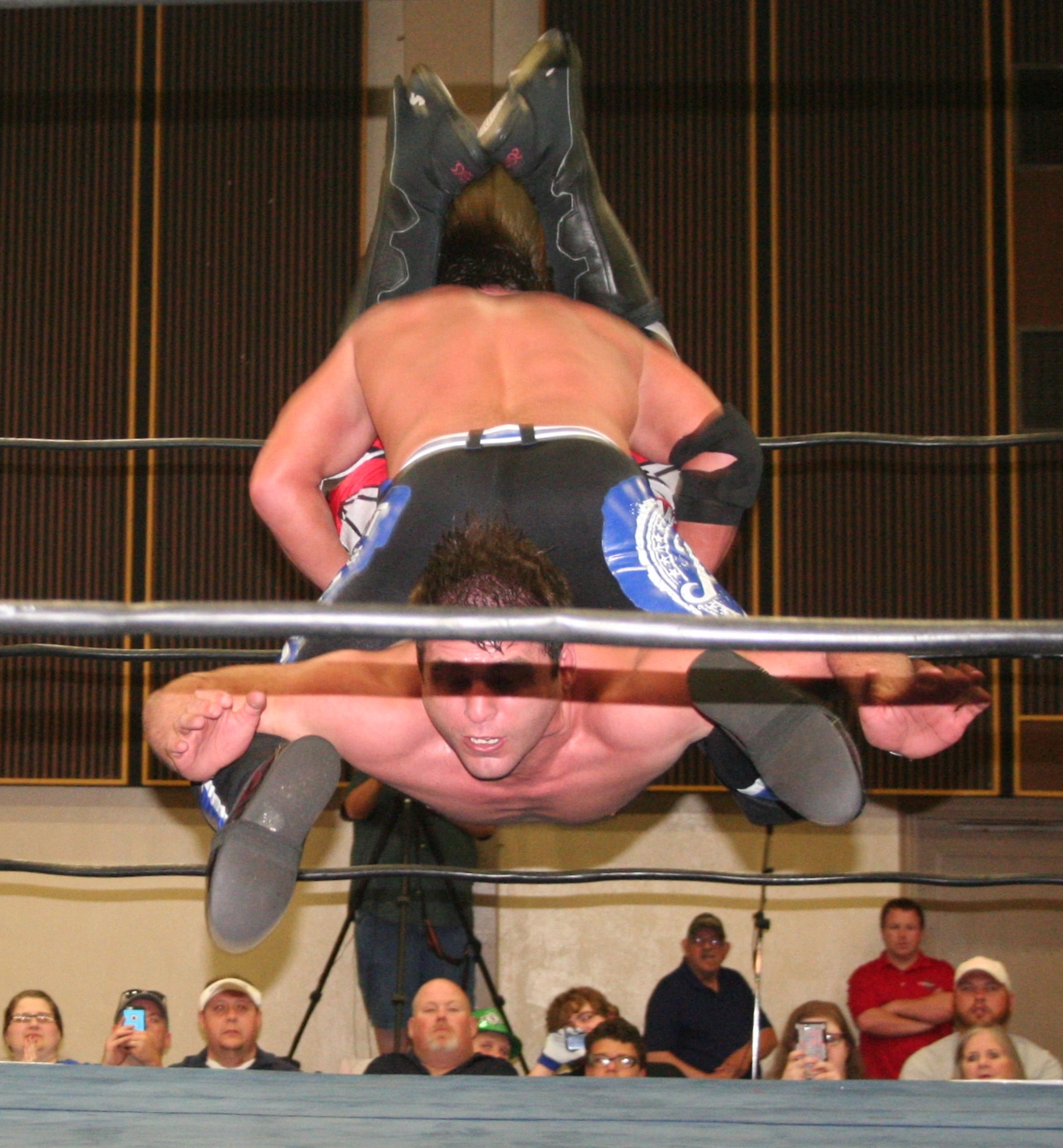
Chase Owens atakowany przez AJ Stylesa ruchem Styles Clash

Diamond Clash zaadaptowali też AJ Styles, który nazywał swoją wersję Styles Clash (z ang. zderzenie stylów), i Michelle McCool, która swoją wersję nazywała Faith Breaker (z ang. łamacz wiary). Ich wersje różnią się do oryginału tym, że nogi atakującego znajdują się przed rękami atakowanego, w związku z czym ruch ten może być niebezpieczny jeśli przeciwnik nie podniesie podbródka we właściwym momencie. W wyniku niewłaściwego przyjęcia manewru The Styles Clash, kiedy atakującym był Styles, kontuzji doznali między innymi Corey Graves, Roderick Strong, Lionheart, Stevie Richards, Shocker, Lizmark, Frankie Kazarian i Yoshi Tatsu. Z powodu niewłaściwego wykonania ruchu przez Stylesa kontuzji doznał Satoshi Kojima.

### F5

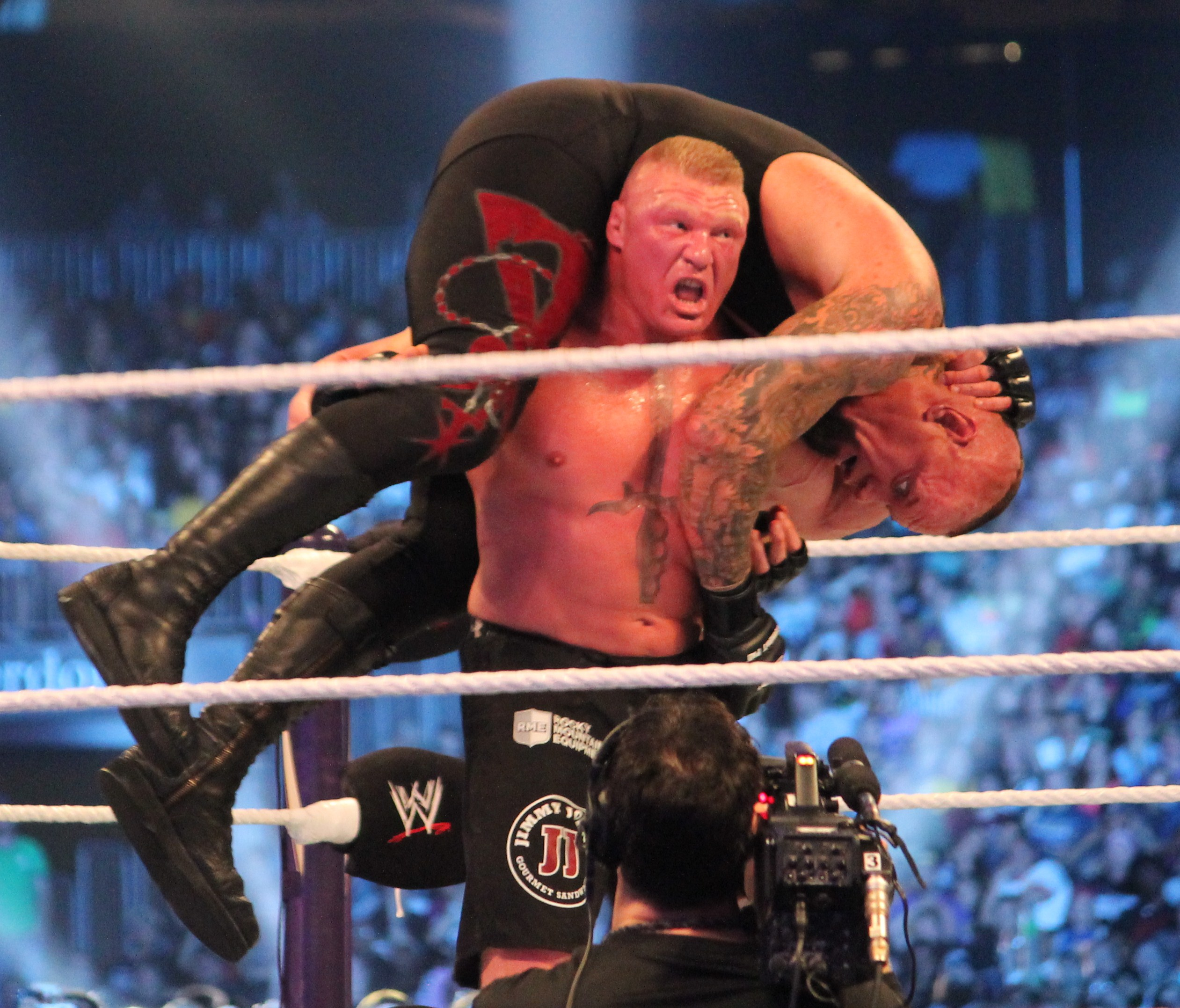
Brock Lesnar wykonuje F5 na The Undertakerze

Nazwa pochodzi od najwyższej kategorii tornada w skali Fujity. Alternatywnie nazywany jest też Verdict (z ang. werdykt). Wrestler unosi przeciwnika przytrzymując go obiema rękami tak aby tułów przeciwnika znajdował się za karkiem atakującego. Następnie atakujący rzuca nogi przeciwnika przed siebie i puszcza go tak aby upadł na twarz i górną część ciała. Jest to finisher Brocka Lesnara.

### Go 2 Sleep
(z ang. idź spać) – Wrestler ustawia przeciwnika w takiej pozycji żeby tułów atakowanego był oparty o ramiona atakującego. Następnie wrestler podrzuca przeciwnika tak by uderzyć go kolanem w twarz zanim ten upadnie na podłogę. Ruch ten został opracowany przez Hideo Itami i został spopularyzowany przez CM Punka.

### Gorilla press drop
(z ang. trzaśnięcie goryla do przodu), zwany też Gorilla Press i Gorilla Press Body Slam – Polega na uniesieniu przeciwnika nad głową, trzymając go obiema rękami z a górną i dolną część ciała, a następnie puszczeniu lub rzuceniu go tak aby uderzył ciałem o podłogę.

### Gutbuster
Atak polegający na skoczeniu lub opadnięciu na przeciwnika w taki sposób aby uderzyć w jego brzuch, najczęściej kolanami.

### The Jackhammer
(z ang. młot pneumatyczny) – finisher Billa Goldberga. Wrestler podnosi przeciwnika przytrzymując jego kark ramieniem, a tułów dłonią, w taki sposób aby atakowany był w pozycji wyprostowanej i prostopadłej do podłogi. Następnie atakujący ciska przeciwnikiem o podłogę i zazwyczaj próbuje go przypiąć.

### Killswitch
(z ang. wyłącznik awaryjny) – Polega na złapaniu przeciwnika za nadgarstki stojąc przodem do niego, odwróceniu się plecami tak aby obrócił się także przeciwnik, i opadnięciu na podłogę, które skutkuje przyciśnięciem przeciwnikowi głowy swoimi plecami.

### Pedigree
Manewr charakterystyczny dla Triple H-a oraz jego byłego podopiecznego, Setha Rollinsa. Jest wykonywany gdy pobaj zawodnicy stoją przodem do siebie. Atakujący przechyla tułów przeciwnika w swoją stronę (lub uderza go wymuszając na nim zgięcie się) i chwyta każde z jego ramion własnymi ramionami, po czym opada przyjmując pozycję siedzącą tak by atakowany uderzył głową o podłogę.

### Powerslam

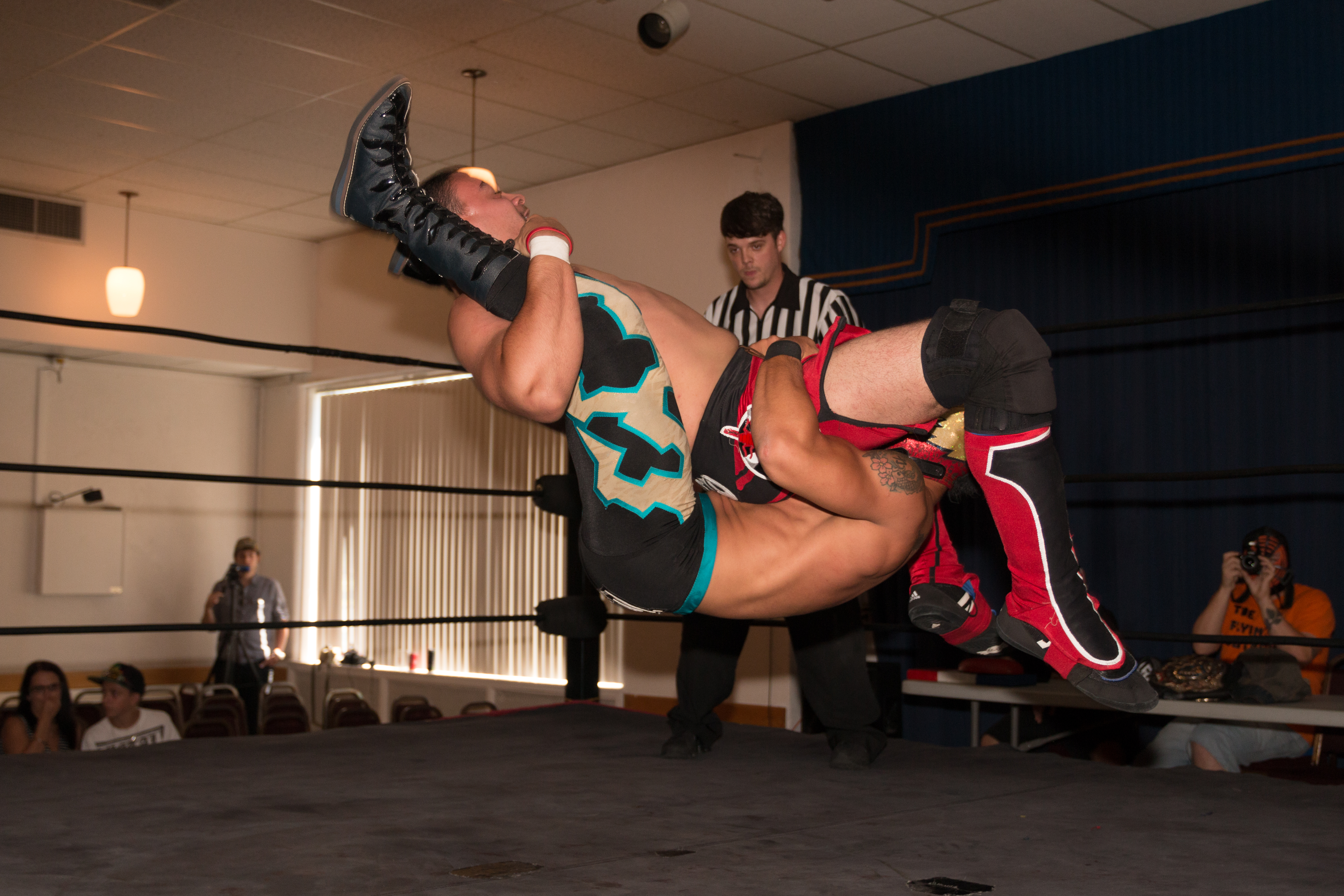
Lince Dorado wykonujący klasyczny powerslam na Amasisie

(z ang. potężne uderzenie) – Chwycenie przeciwnika i ciśnięcie nim (z wyskokiem lub nie) o podłogę w taki sposób żeby go nie puścić i wylądować na nim.

### Samoan drop
(z ang. samoańskie upuszczenie) – Wrestler unosi przeciwnika przytrzymując go obiema rękami tak aby mieć jego tułów za swoim karkiem, a następnie opada na podłogę tak aby przeciwnik w nią uderzył. Tego ruchu używał między innymi Umaga.

### School Boy

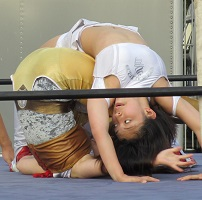
Yuka wykonująca school boy i przypięcie

Chwycenie przeciwnika od tyłu w okolicach ud i pociągnięcie go w taki sposób aby przyjąć pozycję przypięcia. Ruch ten może być wykonywany od przodu lub od tyłu przeciwnika.

### Shin breaker
(z ang. łamacz golenia) – chwycenie stojącego przeciwnika za nogę, podniesienie go i opuszczenie w taki sposób aby przeciwnik uderzył goleniem o kolano atakującego.

### Shiranui

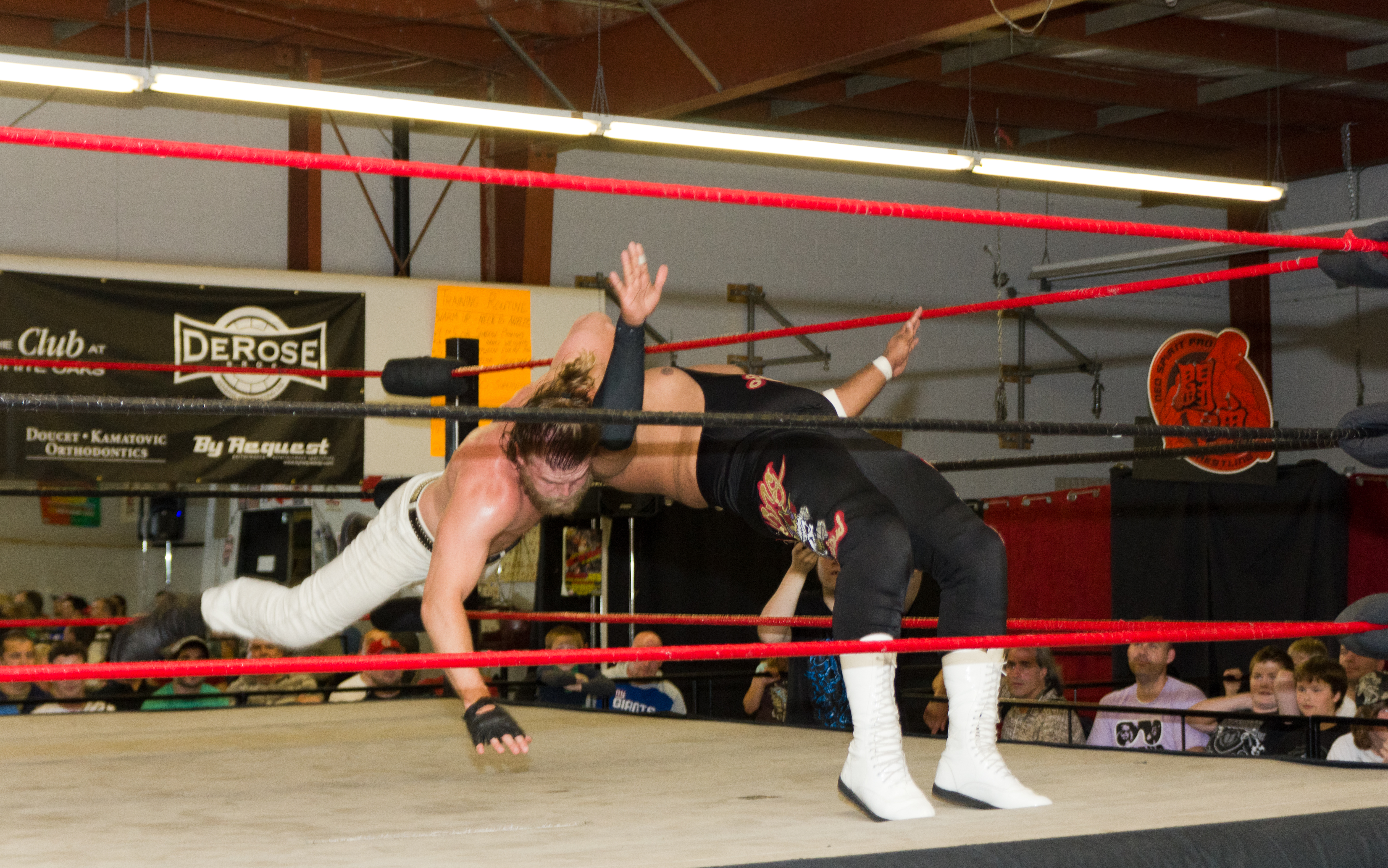
Cody Deaner wykonuje shiranui na Tiberiusu Kingu

(z jap. 不知火 – fosforyzujące światło / tajemnicze światło na morzu / morze ognia) – Polega na założeniu przeciwnikowi headlocka i pobiegnięciu razem z nim w stronę rogu ringu. Następnie atakujący wykorzystując pęd wbiega na słupek, przeskakuje przeciwnika saltem bez puszczania go i opada na podłogę obalając przy tym przeciwnika tak aby ten uderzył o podłogę plecami. Ruch ten został wymyślony przez Naomichi Marufuji. Stosowany był także przez Jimmy’ego Jacobsa i Briana Kendricka, który nazywał go Sliced Bread #2 (z ang. sliced bread – pokrojony chleb).

### Side Slam
(z ang. boczne trzaśnięcie) – Wrestler oplata ramieniem klatkę piersiową przeciwnika i blokuje jego ręce, a następnie podnosi przeciwnika i upuszcza tak aby ten uderzył plecami o podłogę. Zwykle wykonywany na szarżujący przeciwniku. Był to ruch charakterystyczny dla Kurrgana. Własne wariancje tego manewru mieli Dino Bravo pod nazwą Side Suplex (z ang. boczny suples), Booker T pod nazwą The Book End (z ang. koniec książki) i Dwayne „The Rock” Johnson pod nazwą Rock Bottom (z ang. kamienne dno). Wariancja znana jako Sidewalk slam (z ang. chodnikowe trzaśnięcie) w wykonaniu między innymi Undertakera różni się tym, że atakujący dłużej trzyma przeciwnika w powietrzu. Sidewalk slam w wykonaniu Kevina Nasha nosił nazwę Emerald City Side Slam.

### Slingshot
(z ang. proca) – chwycenie leżącego przeciwnika za nogi i opadnięcie na własne plecy z podważeniem pleców przeciwnika swoimi kolanami, co powoduje katapultowanie atakowanego, który najczęściej opada na liny ringu, wypada z ringu lub uderza się o słupek ringu.

### Snake Eyes
(z ang. oczy węża) – podniesienie i upuszczenie przeciwnika w taki sposób, aby przeciwnik uderzył twarzą o czubek słupka ringu. Ruch ten był charakterystyczny między innymi dla Undertakera, który wykonywał go w kombinacji z Big Bootem.

### Spinebuster
(z ang. pogromca kręgosłupów) – Ten atak jest wykonywany gdy obaj zawodnicy stoją naprzeciwko siebie. Jeden z nich obejmuje drugiego za talię, podnosi i rzuca przed siebie na plecy lub skacze razem z nim upadając na podłogę i miażdżąc przeciwnika własnym ciałem. Często ten ruch wykonywany jest na biegnącym przeciwniku, którego pęd atakujący wykorzystuje aby rzut był mocniejszy. Ze stosowania tego ruchu znany był między innymi Arn Anderson.

### Superplex

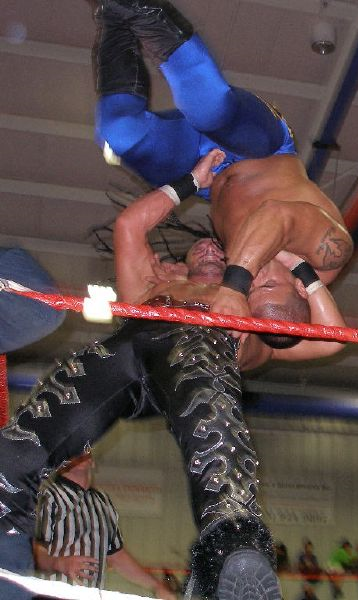
Joey Mercury wykonujący superplex

Gdy przeciwnik kuca na słupku ringu, atakujący oplata ramieniem jego kark i przerzuca przez ramię tak aby przeciwnik uderzył o podłogę. Ruch ten był charakterystyczny dla Breta Harta i był finisherem Boba Ortona. Został wymyślony i opracowany przez Dynamite Kida.

### Swing
(z ang. huśtawka) – Chwycenie przeciwnika za nogi i wykonywanie obrotów tak aby przeciwnik unosił się nad podłogą, a następnie puszczenie go tak aby uderzył o podłogę. Z tego ataku słynął między innymi Antonio Cesaro.

### Suples
Ofensywny chwyt polegający na podniesieniu przeciwnika i obaleniu go podłogę przy nacisku masy własnego ciała. Istnieje wiele jego odmian. Gdy atakujący podnosi przeciwnika obejmując go za talię zza jego pleców to ten suples nazywa się Belly to back, (z ang. brzuch do pleców), a jeśli robi to stojąc naprzeciwko atakowanego – Belly to belly, (z ang. brzuch do brzucha). Oprócz tego może być łączony z chicken wingem, crossface’em i brainbusterem.

#### Snap Suplex
Suples wykonany w bardzo szybkim tempie.

#### Suples rybaka
Finisher's Suplex (z ang. suples rybaka) – Atakujący oplata ramieniem szyję stojącego przed nim przodem przeciwnika, a drugim ramieniem nogę przeciwnika, a następnie przerzuca go nad sobą i stuka nim o podłogę. Jedną z wariancji tego ruchu był Perfect-Plex Mr. Perfecta, który wykonywał go bez puszczania, tak aby na końcu atakujący i przeciwnik znajdują się w pozycji, w której można spróbować wykonać przypięcie.

#### Tazzplex
Stosowany przez Tazza. Odmiana suplesu połączonego z półnelsonem.

#### Niemiecki suples

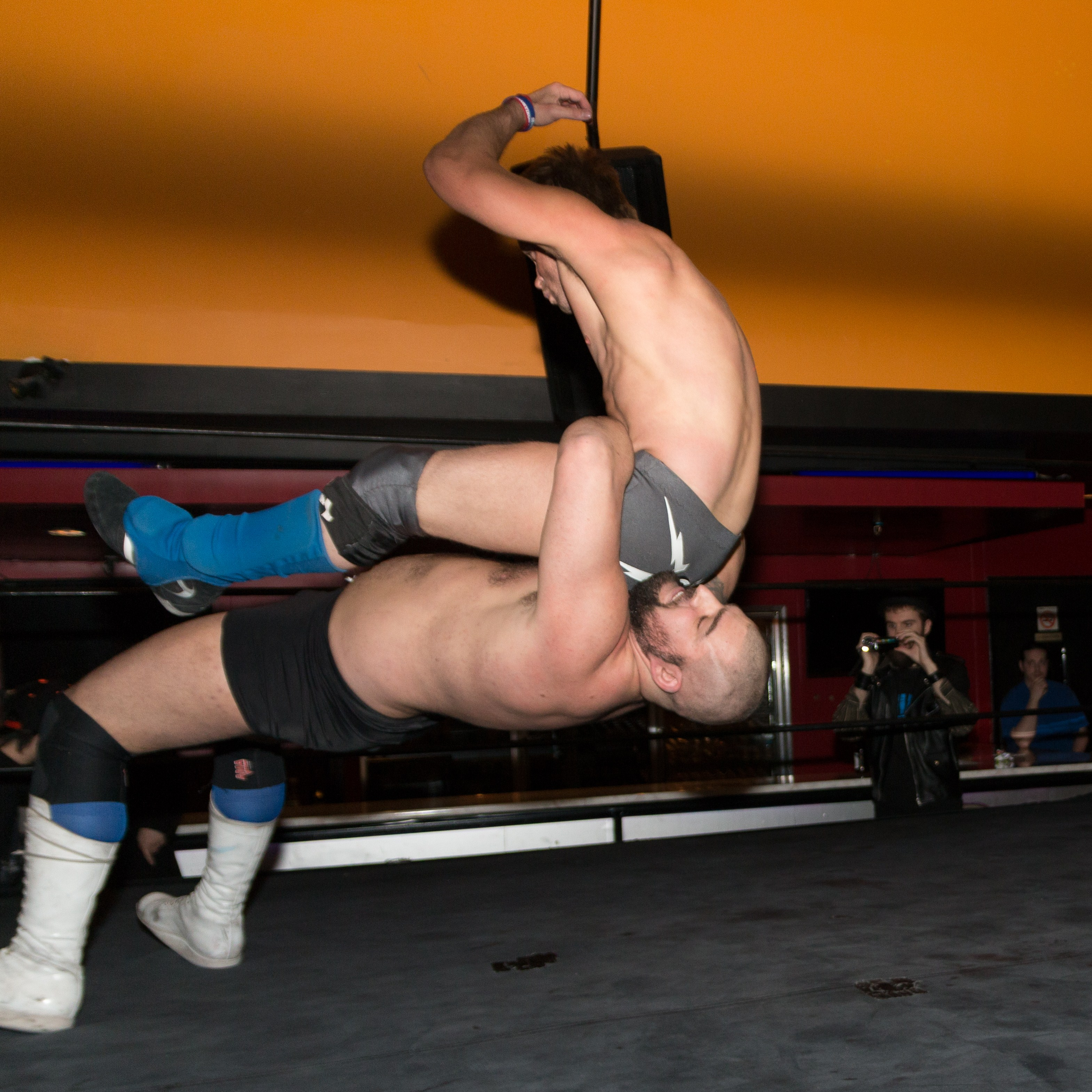
Mathieu St Jacques wykonujący niemiecki suples na Gregory Ironie

German suplex (z ang. niemiecki suples), znany też jako Belly-to-Back Waist-Lock Suplex (z ang. suples typu brzuch do pleców z blokadą talii) – Polega na objęciu przeciwnika w talii stojąc za nim i przerzuceniu go za siebie tak aby uderzył barkami o podłogę. Przeciwnika można puścić w trakcie przerzucania lub też nie. Niektóre źródła podają, że autorem ruchu jest Lou Tesz, który miał go wymyślić dla swojego przyjaciela, Karla Gotcha. Karl i Frank Gotch spopularyzowali ten ruch zanim stał się on rutynowy. Wariant Supes City jest charakterystyczny dla Brocka Lesnara i polega na wykonaniu serii niemieckich suplesów bez puszczania przeciwnika.

#### Suples Pionowy
Vertical suplex (z ang. suples pionowy) lub Stalling suplex (z ang. zwisający suples) – Atakujący podnosi przeciwnika tak aby był ustawiony w miarę możliwości prostopadle do gruntu i do góry nogami, ale nie obejmuje go, a następnie ciska nim o podłogę wykonując suples.

#### Double Underhook Suplex
Wrestler stojąc twarzą w twarz naprzeciwko przeciwnika umieszcza swoje ręce pod pachami przeciwnika, a głowę przeciwnika pod swoją pachą i splata swoje dłonie, a następnie podnosi przeciwnika w takiej pozycji i przerzuca go przez swoje ramię aby przeciwnik upadł na plecy.

### Three Amigos
(z ang. three – trzech, z hiszp. amigos – przyjaciele) – Uniesienie przeciwnika przez objęcie jego karku ramieniem i przytrzymanie tułowia drugą ręką, a następnie uderzenie nim plecami o podłogę za siebie wykonane trzy razy bez puszczania przeciwnika. Znani z tego ruchu byli między innymi Eddie Guerrero i Chavo Guerrero Jr.

### Vertebreaker
(z łac. verte – obrót, ang. breaker – łamacz) – Wrestler unosi przeciwnika w taki sposób, aby każde ramię atakującego łapało w łokciu inne ramię przeciwnika, aby przeciwnik był zwrócony głową w dół i aby atakujący oraz atakowany stykali się plecami. Następnie atakujący opada na podłogę przyjmując pozycję siedzącą, a przeciwnik sprawia wrażenie jakby uderzył głową o podłogę.

### Widow's Peak
(z ang. wdowi szczyt) – Atakująca osoba umieszcza przeciwnika na plecach przytrzymując go za szyję obiema dłońmi. Następnie nadal trzymając przeciwnika atakujący w szybkim tempie opuszcza go na podłogę tak aby ten stuknął oboma kolanami i lekko zgiął plecy. Ruchu tego używają głównie kobiety, między innymi Victoria.

## Akcje wykonywane przez dwie osoby

### Doomsday Device

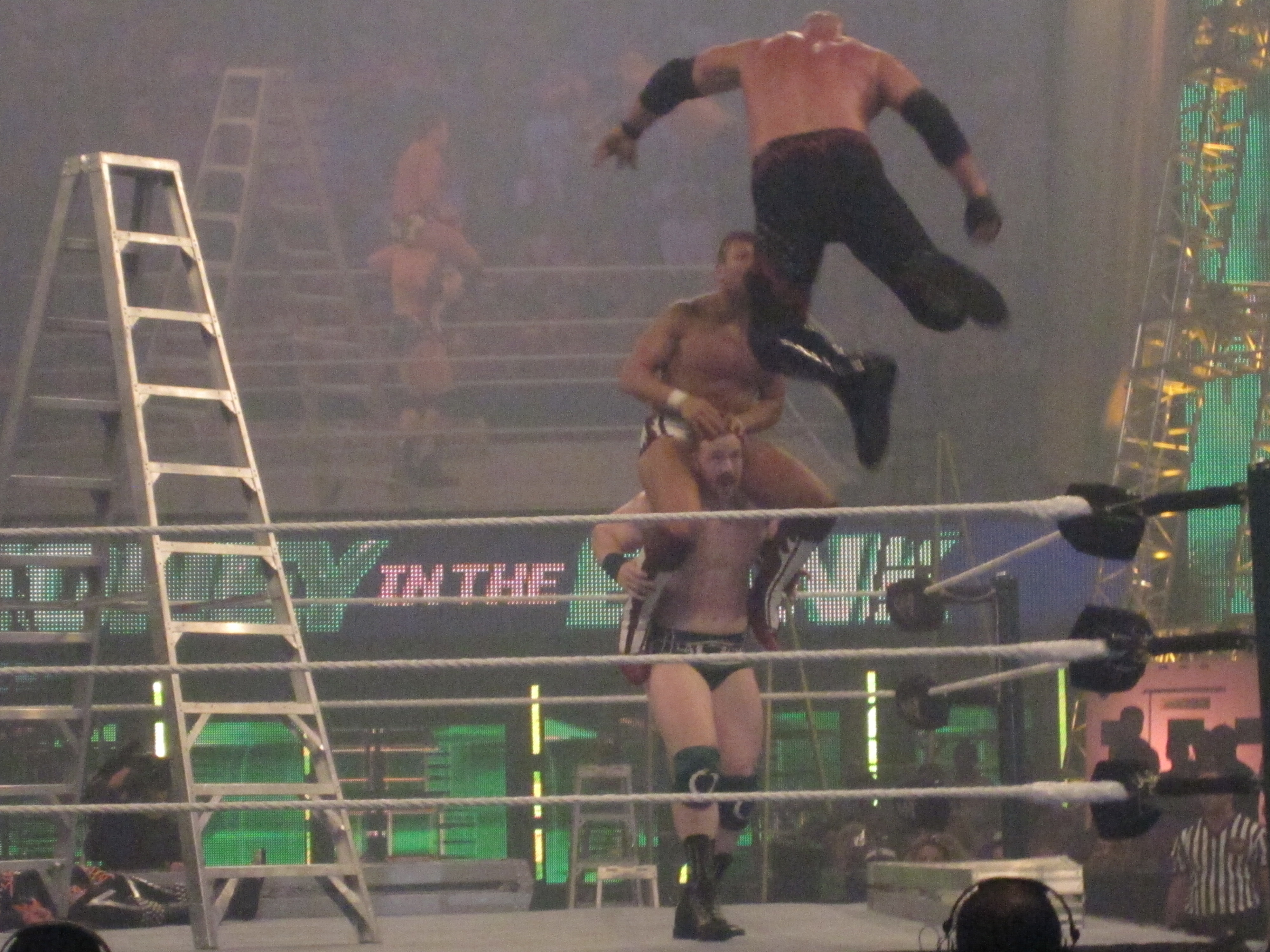
Sheamus unosi Daniela Bryana, a Kane przygotowuje się do wykonania clotheslina

(z ang. urządzenie końca świata) – Jeden wrestler sadza przeciwnika na swoich barkach, a drugi skacze na niego ze słupka i atakuje clotheslinem. Ruch ten został opracowany przez tag team The Road Warriors (The Hawk i Animal), później został zaadaptowany przez Hart Foundation i The Dudley Boyz.

### Hart Attack
(z ang. Atak Hartów, nazwa tego ruchu różni się jedną literką od Heart Attack, czyli zawał mięśnia sercowego) – Ruch opracowany przez rodzinę Hartów. Jeden z członków zespołu podnosi i przytrzymuje przeciwnika, obejmując jego brzuch lub talię, a drugi członek zespołu atakuje tego przeciwnika ciosem clothesline.

### Rowboat
(z ang. łódź wiosłowa) – ruch wykonywany przez dwie osoby na dwóch osobach. Dwaj wrestlerzy siedzą naprzeciwko siebie stykając się stopami. Każdy z nich trzyma w dłoniach po jednej nodze każdego ze swoich leżących przeciwników. Następnie obaj atakujący synchronicznie rozciągają trzymane nogi przeciwników wykonując ruchy imitujące wiosłowanie, podobne do tych wykonywanych na ergometrze wioślarskim.

### Ref bump
(z ang. uderzenie o sędziego) – polega na przypadkowym lub celowym popchnięciu przeciwnika na sędziego lub sędziego na przeciwnika, co powoduje tymczasowe zemdlenie sędziego. Zwykle po tej akcji następuje nielegalne postępowanie heela lub działanie, które mogłoby doprowadzić do zwycięstwa jednego z zawodników – w obu przypadkach zostaje to niezauważone przez sędziego, a walka trwa dalej.

### Tower of Doom
(z ang. wieża przeznaczenia) – Pierwszy wrestler ustawia przeciwnika na słupku przodem do siebie, podnosi go i łokciem obejmuje jego kark. Następnie drugi wrestler wykonuje na pierwszym powerbomb tak aby przeciwnik trzymany przez pierwszego wrestlera uderzył tułowiem od\ podłogę.

## Ruchy magiczne
Poniżej wymieniono ataki, które są inspirowane magią i zjawiskami paranormalnymi, charakteryzujące się większą niewiarygodnością, niż inne ataki. Używane są głównie w organizacjach, które stawiają większy nacisk na rozrywkę, niż na pozorowanie realizmu, na przykład Combat Zone Wrestling.

### Asian Mist
(z ang. azjatycka mgła) – Oplucie twarzy przeciwnika kolorowym trującym jadem. Jad może mieć właściwości usypiające, paraliżujące lub drażniące oczy. Pomysłodawcą tego ataku był The Great Kabuki, a spopularyzował go The Great Muta.

### Fireball
(z ang. kula ognista) – Atakujący wystrzeliwuje ze swojej dłoni kulę ognistą, która trafia i parzy przeciwnika. Dawniej był to charakterystyczny ruch Kane’a.

### Hipnoza
Polega na zahipnotyzowaniu przeciwnika dowolnym sposobem (wykonując specyficzne ruchy rękami, patrząc w oczy przeciwnikami, używając wahadełka), co sprawia, że atakowany stoi oszołomiony lub wykonuje polecenia hipnotyzującego.